# 경상 분지

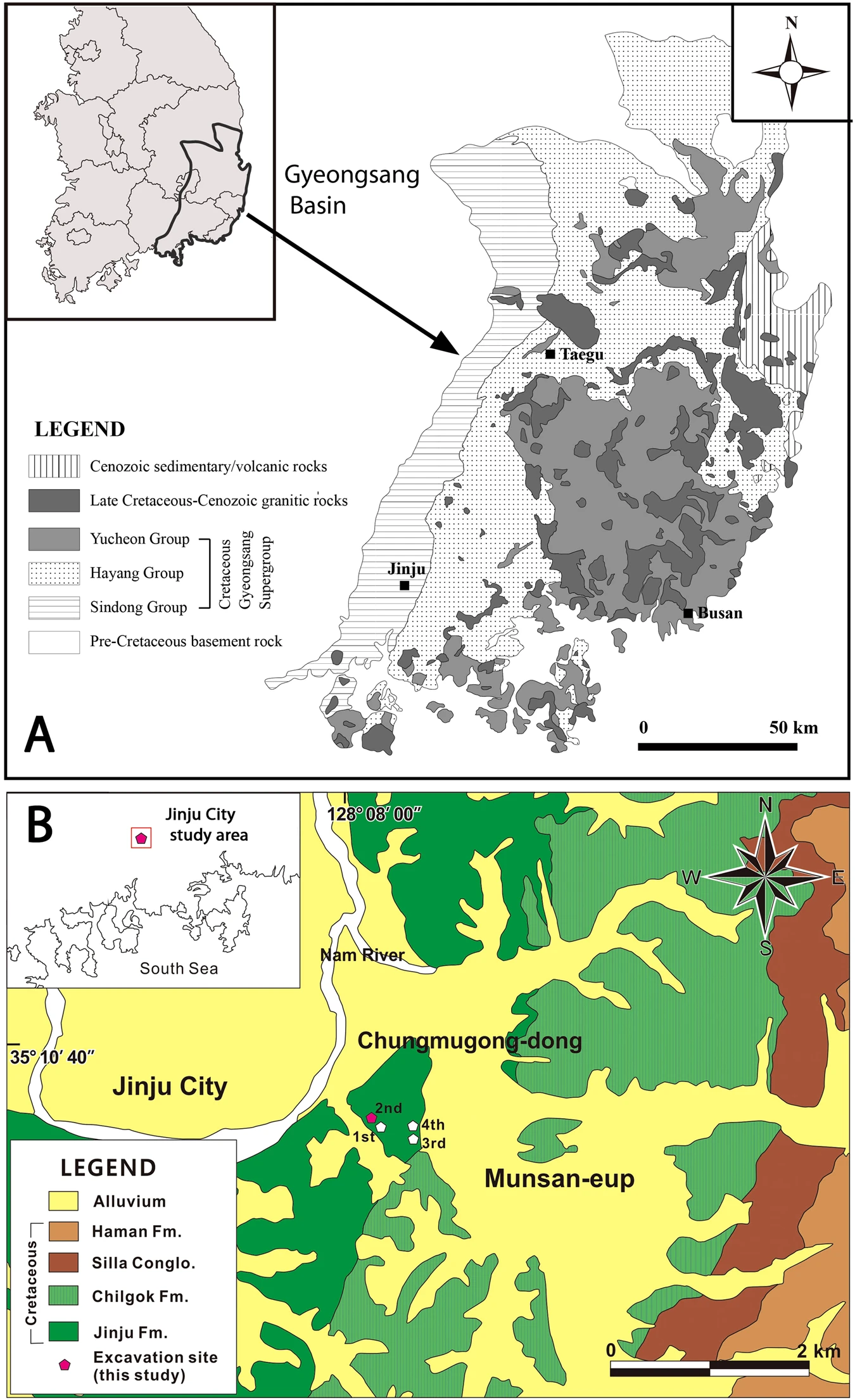
(상) 경상 분지 전반
(하) 진주시의 지질

남동부에 위치한 민트색, 노란색, 보라색 부분이 경상 누층군
민트색 K1 = 신동층군
연노랑색 K2 = 하양층군
연보라색 K3 = 유천층군

경상 분지는 한반도 남동부의 경상도 지역에 분포하는 한반도 최대의 백악기 퇴적분지이다. 중생대 백악기의 퇴적암 지층 경상 누층군으로 구성된다. 경상 분지에는 다수의 공룡 화석이 존재한다.

## 개요
경상 분지는 중생대 백악기 호수에서 형성된 육성(陸性) 퇴적분지로서, 두께가 9~10 km에 달하는 퇴적층 경상 누층군 및 이를 관입하는 불국사 화강암 등으로 구성되어 있다. 지리적으로는 영남 지방 대부분과 호남 지방의 일부분을 포함한다. 경상 분지가 퇴적된 호수는 공룡들에게 좋은 서식지였기 때문에, 경상 분지 내에는 경남 고성 덕명리, 울산 천전리 공룡발자국 등과 같은 공룡의 화석이 다수 분포한다.

### 구성
경상 분지는 호수 환경에서 형성된 육성(陸成) 퇴적암 경상 누층군, 즉 서부의 신동층군, 중부의 하양층군, 남동부의 유천층군, 그리고 이들을 관입하는 불국사 화강암으로 구성된다.
고토 분지로(1903)는 경상 지층(Gyeongsang Formation)의 개념을 처음 도입했고 이후(1909) 비화산성 퇴적암인 하부 경상층과 용암류와 화산 쇄설성 퇴적암인 상부 경상층으로 구분했다. 가와사키는 경상 지층을 상부대동계(Upper Daedong System)로 정의했고 나중에(1928) 경상계(Gyeongsang System)으로 재정의했다. 1929년 타테이와 이와오(Tateiwa iwao, 立岩巖)는 칠곡군 왜관에서 대구광역시를 지나 경주시에 이르는 지역에서 소위 상부대동계 지층을 조사하고 하부의 낙동통(統; 현재의 층군에 해당함), 상부의 신라통, 화강암과 반심성암류로 구성된 불국사통으로 분류하였다.
그러나 장기홍(1975)은 경상 분지 내에서 보다 광범위하게 적용될 수 있는 암층서적 분류를 제안하여 화산 쇄설물의 포함 정도를 근거로 하여 경상 분지 내 지층들을 신동층군, 하양층군, 유천층군 및 불국사 관입암류으로 재분류하였고 3개 층군을 묶어 경상 누층군(Gyeongsang supergroup, 慶尙 累層群)으로 명명하였다. 이 과정에서 원래 낙동통에 속해있던 낙동층, 하산동층, 진주층이 신동층군으로 정해지고, 그 상부의 퇴적층은 하양층군으로 정해졌다. 타테이와가 설정한 과거의 분류 방식은 이제는 사용되지 않으나 그 흔적은 남아 있는데 '신라 역암층'은 옛 신라통의 기저 역암층의 개념으로서 명명된 이름이며 이 지층명은 현재까지도 유효하게 사용된다.
과거의 분류 (1975년 이전)
- 낙동통/낙동층군 : 연화동층(낙동층), 하산동층, 동명층, 칠곡층
- 신라통/신라층군 : 신라 역암층, 학봉 분암층, 함안층, 대구층, 채약산 분암층, 건천리층
- 불국사통/불국사층군 : 하위의 낙동 및 신라층군을 관입한 중성 내지 산성 화산암
- 민물 어류의 화석에 의해 낙동층군은 일본의 와키노 층군(Wakino Subgroup)과 대비된다.[7]

현재의 분류 (1975년 이후)
- 신동층군 : 낙동층(연화동층), 하산동층, 동명층(진주층)
- 하양층군 : 일직층, 칠곡층, 신라 역암층, 학봉 현무암, 후평동층, 함안층, 반야월층, 점곡층, 사곡층, 춘산층, 진동층, 자인층, 건천리층 등
- 유천층군 : 고성층, 주산안산암질암 등 화산암류
- 불국사 화강암류 : 경상 누층군을 관입한 심성암류 (주로 화강암)

| 대구-영천-경주 지역 타테이와(1929) | 대구-영천-경주 지역 타테이와(1929) | 대구-영천-경주 지역 타테이와(1929) | 경상 분지 장기홍(1975) | 경상 분지 장기홍(1975) | 경상 분지 장기홍(1975) |
| ---------------------------------- | ---------------------------------- | ---------------------------------- | ---------------------- | ---------------------- | ---------------------- |
| 경상계                             | 불국사통                           | 불국사 화강암                      | 관입암 복합체          | 불국사 관입암군        | 경상 누층군            |
| 경상계                             | 신라통                             | 주사산 빈암층                      | 화산암 복합체          | 유천층군               | 경상 누층군            |
| 경상계                             | 신라통                             | 건천리층                           | 진동층                 | 하양층군               | 경상 누층군            |
| 경상계                             | 신라통                             | 채약산 빈암층                      | 진동층                 | 하양층군               | 경상 누층군            |
| 경상계                             | 신라통                             | 대구층                             | 진동층                 | 하양층군               | 경상 누층군            |
| 경상계                             | 신라통                             | 학봉 빈암층                        | 함안층                 | 하양층군               | 경상 누층군            |
| 경상계                             | 신라통                             | 신라 역암층                        | 신라 역암층            | 하양층군               | 경상 누층군            |
| 경상계                             | 낙동통                             | 칠곡층                             | 칠곡층                 | 하양층군               | 경상 누층군            |
| 경상계                             | 낙동통                             | 진주층                             | 진주층                 | 신동층군               | 경상 누층군            |
| 경상계                             | 낙동통                             | 하산동층                           | 하산동층               | 신동층군               | 경상 누층군            |
| 경상계                             | 낙동통                             | 낙동층                             | 낙동층                 | 신동층군               | 경상 누층군            |

경상 분지는 지구조적으로 북에서부터 영양, 의성, 밀양 소분지(Subbasin; 또는 지괴) 등으로 구분되기도 한다. 장기홍은 지역에 따라 암상과 암층서가 상이한 것에 근거하여 경상분지를 낙동소분지, 영양소분지, 신라소분지로 나누고 신라소분지를 도평(의성) 지괴와 밀양 지괴로 구분하였다. 이름이 나타내는 대로 각각 밀양, 의성, 영양 지역을 중심으로 분포한다. 영양 소분지와 의성 소분지는 안동 단층 및 청송 융기부에 의해 구분되며, 의성 소분지와 밀양 소분지는 대구광역시 북쪽의 팔공산 화강암체와 팔공산 단층에 의해 구분된다.
경상 분지 내 소분지 간의 층서 대비표
| 영양 소분지  | 의성 소분지 | 의성 소분지       | 밀양 소분지     | 밀양 소분지 |
| ------------ | ----------- | ----------------- | --------------- | ----------- |
| 유천층군     |             |                   |                 |             |
| 신양동층     | 신양동층    | 건천리층          | 건천리층        | 하양층군    |
| 기사동층     | 춘산층      | 채약산화산암      | 진동층          | 하양층군    |
| 기사동층     | 춘산층      | 송내동층          | 진동층          | 하양층군    |
| 도계동층     | 춘산층      | 반야월층          | 반야월층        | 하양층군    |
| 도계동층     | 사곡층      | 함안층            | 함안층          | 하양층군    |
| 오십봉화산암 | 점곡층      | 학봉화산암        | 함안층          | 하양층군    |
| 청량산역암   | 점곡층      | 신라 역암층       | 신라 역암층     | 하양층군    |
| 가송동층     | 점곡층      | -                 | 칠곡층          | 하양층군    |
| 동화치층     | 구계동층원  | 구계동층원        | 칠곡층          | 하양층군    |
| 동화치층     | 구미동층원  |                   | 칠곡층          | 하양층군    |
| 동화치층     | 백자동층    |                   | 칠곡층          | 하양층군    |
| 울련산층     | 일직층      | 일직층            | 칠곡층          | 하양층군    |
| -            | -           | 진주층 (동명층)   | 진주층 (동명층) | 신동층군    |
| -            | -           | 하산동층 (마동층) |                 | 신동층군    |
| -            | -           | 낙동층 (연화동층) |                 | 신동층군    |

### 형성
경상 분지의 형성 및 확장과 관련된 모델은 여러 연구자들에 의해 다양한 견해로 해석되어 왔으나 여러 연구들을 종합해 볼 때 경상 분지는 단층 운동에 의한 인장(引張; extending) 환경 하에서 형성된 것으로 보인다.
과거의 층서학적 연구들은 그 북쪽이 안동 단층으로 경계 지어지는 초기 경상 분지(proto-Gyeongsang Basin)를 북북동 내지 남-북 방향의 낙동 곡분(Nakdong trough, 洛東谷盆)로 명명하고, 낙동 곡분의 기하와 함께 신동층군 지층들이 전반적으로 동남동 방향으로 경사진 경향에 근거할 때 경상 분지 확장 초기의 고응력이 남-북 압축 내지 동-서 인장일 것이라는 해석이 지배적이었으며 이후 해구의 퇴각(roll-back)에 의한 영향으로 지괴의 경동 또는 지괴의 점진적인 단층 작용에 수반되어 퇴적 중심이 동쪽으로 이동하며 분지가 확장한 것으로 해석되어 왔다. 장기홍은 안동시 길안면 천지리 일원에 노출된 기반암의 직상부에 신동층군이 분포하지 않는것에 근거하여 낙동곡분의 동편 경계가 의성군 의성읍과 사곡면 사이를 남-북 방향으로 통과할 것으로 추정하였으며
여러 퇴적학적 연구들에서는 낙동 곡분이 서편은 부정합이고 동편이 단층으로 이루어졌으며 남-북 기원의 정단층에 의해 생성된 반지구형(half graben-type) 곡분일 것으로 추정하였다. 이러한 낙동 곡분의 기하에 근거하여 경상 분지 확장 초기 당시의 고응력이 남-북 압축 내지 동-서 인장일 것이라는 해석이 지배적이었으며, 전반적으로 동-서 방향으로 발달하는 안동 단층계가 경상 분지의 동-서 방향 확장 초기에 전이 단층(transfer fault; 지구대 양쪽에 발달하는 단층)으로 운동했을 것이라는 모델이 제안된 바 있다. 의성지괴 북서부 일원에 대한 퇴적학적 연구들은 북서 주향의 퇴적단위들이 연속성을 가지고 발달하며 동쪽으로의 퇴적심 이동을 보고하였으며, 이러한 퇴적 작용이 인장(extension) 내지 횡인장(extensional strike-slip)환경 하에서 발생된 북서 방향의 정단층 운동에 규제되어 이루어졌음을 제안하였다.
그러나 경상 분지 형성 초기의 응력이 동-서 인장 또는 남-북 압축응력이라는 기존의 해석을 인정하지 않는 의견들도 있다. 최범용(2013)의 구조지질학적 연구는 의성 소분지에 발달하는 서북서 방향의 퇴적동시성 구조 요소들에 근거하여 분지 발달 초기의 응력이 동-서 방향의 압축 응력과 남-북 방향의 인장 응력임을 제시하였다. 천영범 외(2017, 2018, 2020)는 경상 분지 내에 발달하는 여러 단층들의 기하와 운동학적 성격을 연구하고 북북동-남남서 방향의 인장 환경 하에서 경상 분지가 생성되었을 것으로 추정하였다. 천영범 외(2017)는 경상 분지 의성 소분지에 발달하는 단층들을 연구하고 서북서 내지 북서 방향의 단층들은 초기의 북북동-남남서 인장 환경 하에서 정단층으로 운동하여 경상분지의 확장 및 침강에 중요한 역할을 하였다고 해석하였다.
천영범(2018)은 팔공산 이북의 의성지괴 서편 경계는 북북서 방향으로 발달하고 퇴적동시성 성장단층과 같은 퇴적동시성 구조들은 서북서 내지 북서 방향으로 발달하는 것을 근거로, 경상 분지 형성 초기의 응력이 동-서 인장 또는 남-북 압축이라는 기존의 해석을 인정하지 않고, 경상 분지의 형성이 동-서 방향의 인장 응력과는 관계가 없고 경상 분지의 확장이 북북동 방향의 좌수향 운동과 북북동-남남서 방향의 인장 응력과 관련 있음을 제시하였다. 즉 경상 분지가 발달하는 동안 지속적인 북북동 방향의 좌수향 전단력이 작동하였으며, 이에 수반되어 이차적으로 형성된 (서)북서 방향의 정단층 운동이 있었고 경상 분지는 정단층 운동보다는 주향 이동 단층에 규제되어 확장이 주도된 분지일 것이다. 여기에 남동쪽으로의 해구 퇴각에 의한 인장력이 더해져 경상 분지의 확장은 최종적으로 북북동-남남서 내지 북동-남서 방향의 인장력이 작용한 결과로 판단하였다. 특히 경상 분지의 경계 부분에서 경상 누층군의 주향 및 분지 경계의 방향과 유사한 방향으로 발달하는 다수의 정단층들은 분지의 확장과 밀접한 관련이 있음을 의미하며, 이러한 특징은 분지 경계가 부정합일지라도 분지의 확장을 주도한 정단층 또는 주향 이동 단층이 분지 내부에서 활발하였고 대규모의 숨겨진 단층이 분지 내부에 존재할 가능성을 지시한다.
천영범 외(2020)는 북북서 방향으로 사교 섭입한 이자나기판에 의해 야기된, 북북동-남남서 방향 주향 이동 단층을 따라 발생한 좌수향(sinistral) 운동에 의해 경상 분지가 열렸다고 제시하였다. 1억 2700만 년 전(127 Ma; 백악기 전기 바렘절)부터 경상 분지는 북북동 방향 단층 사이의 좁은 함몰지 형태였고, 횡인장(transtensional) 환경 하에서 확장되었다. 경상 분지 서쪽에 있는 이 북북동 주향의 단층은 현재는 깊은 구조로 보존되어 있다. 경상 분지와 기반암과의 경계는 진주 지역 서부에서는 대개 부정합 관계이지만 대구 지역에서는 단층과 부정합 둘 다 나타난다. 9천만년 전 이후 횡인장(transtensional) 운동이 주향 이동 운동으로 바뀌어 분지의 확장이 종료되었다.
하쿠유 오카다 외(1998, 2000)는 경상 분지를 플룸 운동에 의한 반지구대 형태의 열개 분지(rift basin)로 보았다. 황병훈 외(2008)는 경상 분지의 확장이 광역적인 압축 환경과 이에 수반된 공액상 주향 이동 단층계(conjugate strike-slip fault system)의 운동 및 지괴 회전과 관련이 있다고 주장하였다. 이자나기판이 유라시아판 밑으로 사교 섭입함에 따라, 북서-남동 방향 압축력에 의해 야기된 남-북 방향의 좌수향 주향 이동 운동에 의해 경상 분지 형성이 시작되었고 지괴가 회전한 것으로 해석된다. 최성권과 손영관(2010) 경상 분지의 형성이 이자나기판이 유라시아판 아래로 사교 섭입하는 동안 대륙판 사이의 약한 결합으로 인해 형성된 인장 내지 횡인장(transtensional) 응력 환경과 밀접한 관련이 있을 것으로 제안하였다. 아시아 대륙 밑으로 섭입하는 이자나기 판에 의해 배호(back-arc) 지역에 비해성의 경상 분지가 형성되었으며 해구의 퇴각(trench roll-back)에 의해 분지의 열개(rifting)가 동쪽으로 확장되었음이 제안되었다. 또한 유천층군과 불국사 화강암류가 하나의 화산호를 이루고 있음을 제안하고, 이를 경상 화산호(Gyeongsang Volcanic Arc)로 새로이 명명하였다. 그리고 경상 화산호의 서편에 분포하는 신동층군과 하양층군을 경상 배호 분지(Gyeongsang Backarc Basin)로 새롭게 명명하고, 기존에 통용되던 '경상 분지'를 경상 배호 분지의 개념에 국한하기로 제안하였다. 이윤수 외(2011)는 고자기 연구 결과를 바탕으로 130~100 Ma에 북중국 강괴가 유라시아판으로 병합된 이후 지속적인 남쪽으로의 이동 동안 형성된 광역적인 남-북 방향의 압축력이 경상 분지의 시작과 밀접한 관련이 있을 것으로 제안하였으며, 이때 유라시아판에 대해 한반도가 시계 방향으로 회전하고 동아시아 일원에 분포하는 북동 방향의 단층들이 좌수향으로 운동했음을 주장하였다.
최범영 등은 경상 분지 내에 발달한 여러 단층들의 구조를 분석하고 고응력을 추정하였다. 의성소분지 지역의 단층들로부터 바렘절~압트절 시기(T_1 사건)에는 남-북 인장과 동-서 압축력이, 압트절-상파뉴절 시기(T_2 사건)는 동-서 인장과 남-북 압축력이 작용했음을 알 수 있다. 경상 분지 발달 초기인 바렘절-압트절 시기에 경상 분지는 팔공산 지역을 기준으로 남북으로 나뉘며 가음 단층을 경계로 주 응력축이 큰 변화를 보이는 것은 가음 단층대가 이 시기 부분적으로 운동이 있었음을 지시한다. 의성군 봉양면 도원리 지점과 군위휴게소 부근 중앙고속도로 도로변 하산동층 노두에서 발견된 정단층 및 주향 이동 단층은 남-북 인장력을 지시한다. 의성군 봉양면 사부리 지점의 하부 진주층에서 발견된 단층의 초기 응력장 또한 동-서 압축과 남-북 인장력을 지시한다. 의성군 의성읍 철파리 후평동층에 발달한 단층은 동-서 인장과 남-북 압축력으로 구성된 초기 사건을 보이며 남-북 인장과 동-서 압축력을 보이는 응력장이 확인되지 않아 남-북 인장 및 동-서 압축력을 가진 지구조 사건이 이 이후에는 존속하지 않았음을 지시한다.
하동군 금성면 일대의 낙동층 중부에서 두께 3 m 내외의 화산쇄설성 퇴적층이 수평으로 분포하고 있음이 확인되었다. 이로부터 경상 분지는 형성 초기부터 이미 화산 활동이 있었고 이는 퇴적분지 생성에 관여한 것으로 보이는 지구조운동과 병행하여 발생한 것으로 추정된다.

### 주요 광상과 지하자원
경상 분지 내 경상 누층군에는 금-은, 연-아연, 철, 중석-휘수연, 납석(蠟石)광상 등의 열수 광상 내지 열극충진광상이 발달하며 대표적으로 대구광역시의 달성 광산 등이 있다.

### 경상 분지 내 석유 부존 가능성
경상 누층군 내 낙동층과 진주층에는 소량의 무연탄이 산출되나, 대체로 석탄과 석유는 같이 산출되지 않는다. 경상 누층군의 사암은 예외 없이 분급이 불량하여 공극율과 투과율이 극히 낮아 저류층(儲留層)이 되기 어렵다. 또한 경상 누층군은 거의 모든 지역에서 한쪽으로만 기울어 있어 일부 지역을 제외하고는 석유나 천연가스가 보존될 가능성이 있는 습곡 구조의 발달이 거의 없다. 그러므로 장기홍(1978)은 경상 분지에서 석유가 산출될 가능성이 별로 없다고 단정하였다.
오재호 외(1995)는 진주시 지역의 경상 누층군 신동층군과 하양층군을 조사하고, 낙동층과 진주층에 좋은 저류층(사암)과 덮개암(이암) 역할을 할 수 있는 지층이 있으며 신동층군에는 1% 이상의 유기탄소를 포함하는 흑색 이암들이 발달하여 신동층군에서 건성 가스 부존의 가능성을 시사하였다. 낙동층 하부의 탄질셰일층과 진주층 중부의 흑색셰일층은 유기물의 함량이 높고 매우 낮은 잔류 생성 석유 잠재력을 보여준다. 현재 지층의 유기물은 탄화수소로 변환 가능한 부분이 모두 탄화수소로 바뀌고 남은 찌꺼기로 해석된다. 하양층군에는 근원암 및 저류암의 발달이 미약하다.

### 경상 분지 기저
한반도 곳곳에는 백악기~제3기에 걸쳐 있는 화성암들이 존재하는데, 경상 분지 외부의 백악기/제3기 화성암들은 경상 분지 내부의 백악기/제3기 화성암보다 더 높은 87Sr/86Sr 초기값을 가진다. 박계헌 외(2006)는 이러한 현상을 경상 분지 내부와 외부 지역의 지각의 특성 차이로 해석하였다. 경상 분지 외부는 87Sr/86Sr 비율이 높은, 영남 지괴와 같은 선캄브리아기 지각이 존재하여 화성암이 관입할 때 지각 물질이 섞여 스트론튬 동위원소 조성에 영향을 받아 높아질 수 있지만, 경상 분지 내부는 선캄브리아기 기저 지각이 없거나 얇기 때문에 영향이 적은 것으로 해석될 수 있다.

## 퇴적 환경
경상 누층군이 퇴적된 경상 분지의 전체적인 지형은 산지로 둘러싸인 충적 분지였던 것으로 알려져 있으며, 경상 분지의 퇴적 환경은 가장자리에 발달된 충적 선상지(alluvial fan)를 비롯하여 하성 평야(fluvial plain)와 호수(lake) 등의 환경이 복합된 것으로 해석되었다. 하성 평야와 호수의 분포는 강수량과 증발량 비율의 변화에 의해 결정되었지만, 충적 선상지의 퇴적은 단층 활동에 의해 규제받았다. 경상 누층군 퇴적당시의 기후 조건은 전반적으로 온난한 가운데에, 건조와 습윤 기후의 반복이 일어난 것으로 알려져 있다

## 경상 누층군 신동층군
경상 누층군의 최하부 지층군이자 경상 분지 서부에 위치한 신동층군은 약 20 km의 폭으로, 남해에서 안동 단층까지 남북으로 길게 발달되어 있으며 하부에서부터 낙동층, 하산동층, 진주층(=동명층, 최상부 지층)으로 구분되어 그 전체 두께는 2,300 m에 달한다. 경상 분지 발달 초기에 영남 지괴와 접한 분지의 서쪽 가장자리를 따라 부정합 관계로 신동층군이 퇴적되었으며 화산 물질을 거의 포함하지 않는다. 이 지층군의 이름은 경상북도 칠곡군의 신동 지역에서 유래되었다. 신동층군의 사암을 연구한 최현일(1986)에 의하면 낙동층과 하산동층의 사암은 충적평야의 하도 퇴적물이며 진주층의 사암은 호저(湖底) 하도퇴적물이다. 신동층군의 퇴적물 공급지는 주로 편마암과 화강암이나 진주층 최상부에는 화산 기원 사암이 있다. 고인석(1986)에 의하면 낙동층군(낙동층, 하산동층, 진주층, 칠곡층) 퇴적물의 기원지는 현재 지층이 위치한 곳의 (북)서쪽으로 낙동층군의 기원암은 선캄브리아기 소백산-지리산 편마암복합체와 고생대-중생대의 조선 누층군, 평안 누층군, 대동 누층군 및 대보 화강암이다.

### 낙동층(연화동층)

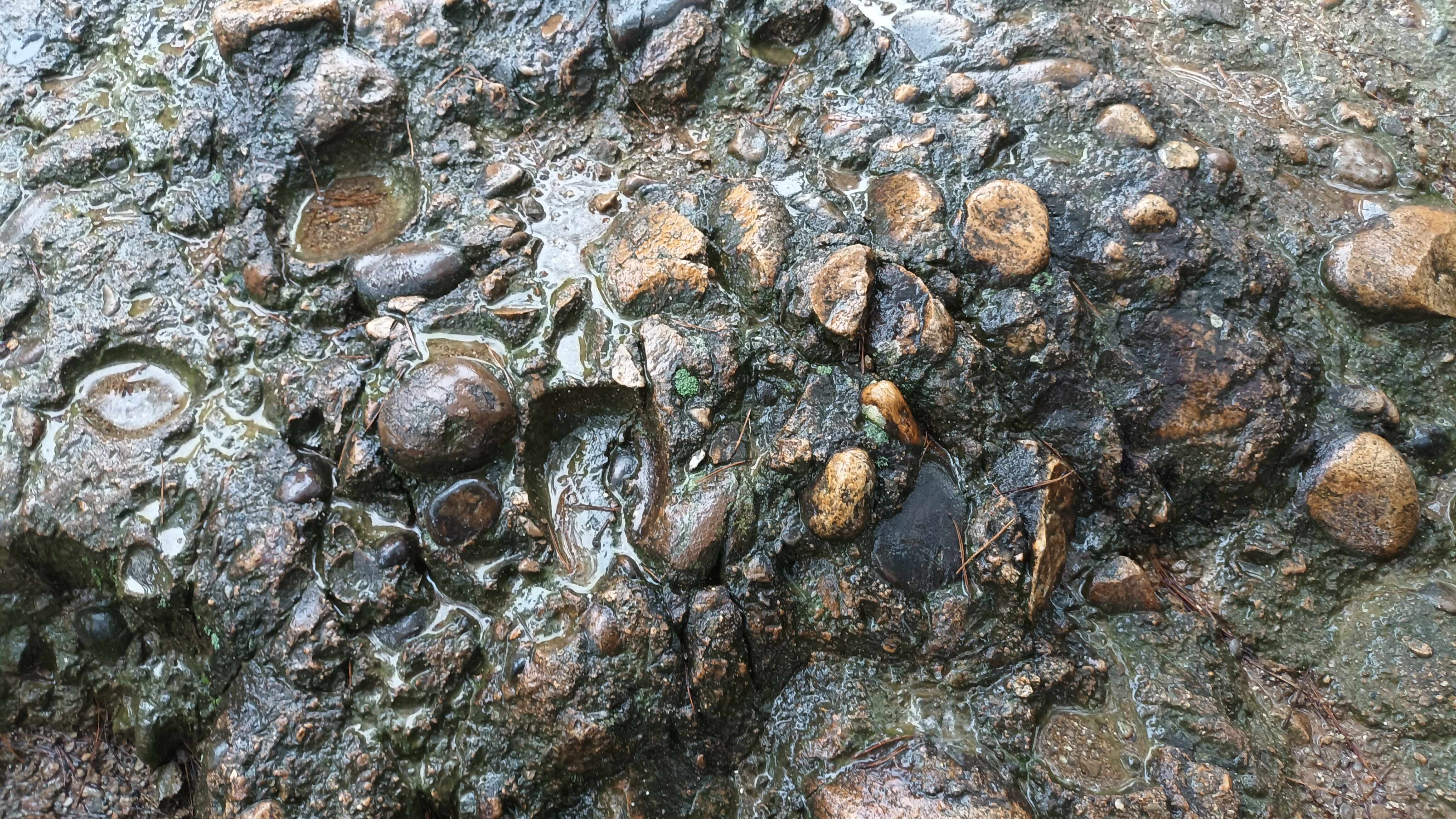
경상북도 상주시 사벌국면 삼덕리 경천대의 낙동층 역암

낙동층(Nakdong formation, Rakutō formation 洛東層) 또는 연화동층(Yeonhwadong formation, 蓮花洞層) 또는 원지층(Wonji formation, 院志層)은 경상 누층군 신동층군의 최하부 지층으로, 영남 육괴에 해당하는 선캄브리아기의 암석을 부정합으로 덮는다. 낙동층은 경상 분지 가장 서쪽에서 상주시 사벌국면부터 광양시까지 분포한다. 낙동층은 암회색 이암, 셰일, 역암 및 사암으로 구성되며 하부에 탄질셰일, 흑색 셰일 및 무연탄을 협재한다. 또한 적색의 이암이나 셰일은 거의 나타나지 않아서 적색의 지층을 협재한 하산동층과의 구별이 쉽다.
이용구(2010) 등은 고령군 지역의 낙동층에서 분리한 가장 젊은 쇄설성 저어콘 입자의 LA-ICP-MS U-Pb 연령이 118.0±3.0 Ma으로 측정됨에 따라 낙동층의 퇴적시기를 압트절(Aptian; 112.0-125.0 Ma)에 대비하였다. 의성소분지의 낙동층에서 분리한 저어콘으로부터 SHRIMP U-Pb 연대측정을 실시한 결과 가장 젊은 연령으로 127.67±1.3 Ma 를 구하여 이를 낙동층의 최고 퇴적시기로 보았으며 이로부터 낙동층과 함께 경상분지는 바렘절(Barremian; 125.0-130.0 Ma) 시기 또는 그 이후부터 퇴적이 이루어졌음을 제시하였다.
이태호(2016)는 낙동층 쇄설성 저어콘의 U-Pb 연령을 근거로 낙동층의 최대 퇴적 시기를 바렘절(125.0-130.0 Ma)에 해당하는 127.8±1.4 Ma로 제안하였고 경상 분지는 약 128 Ma에 퇴적이 시작된 분지로 확인하였다.

### 하산동층

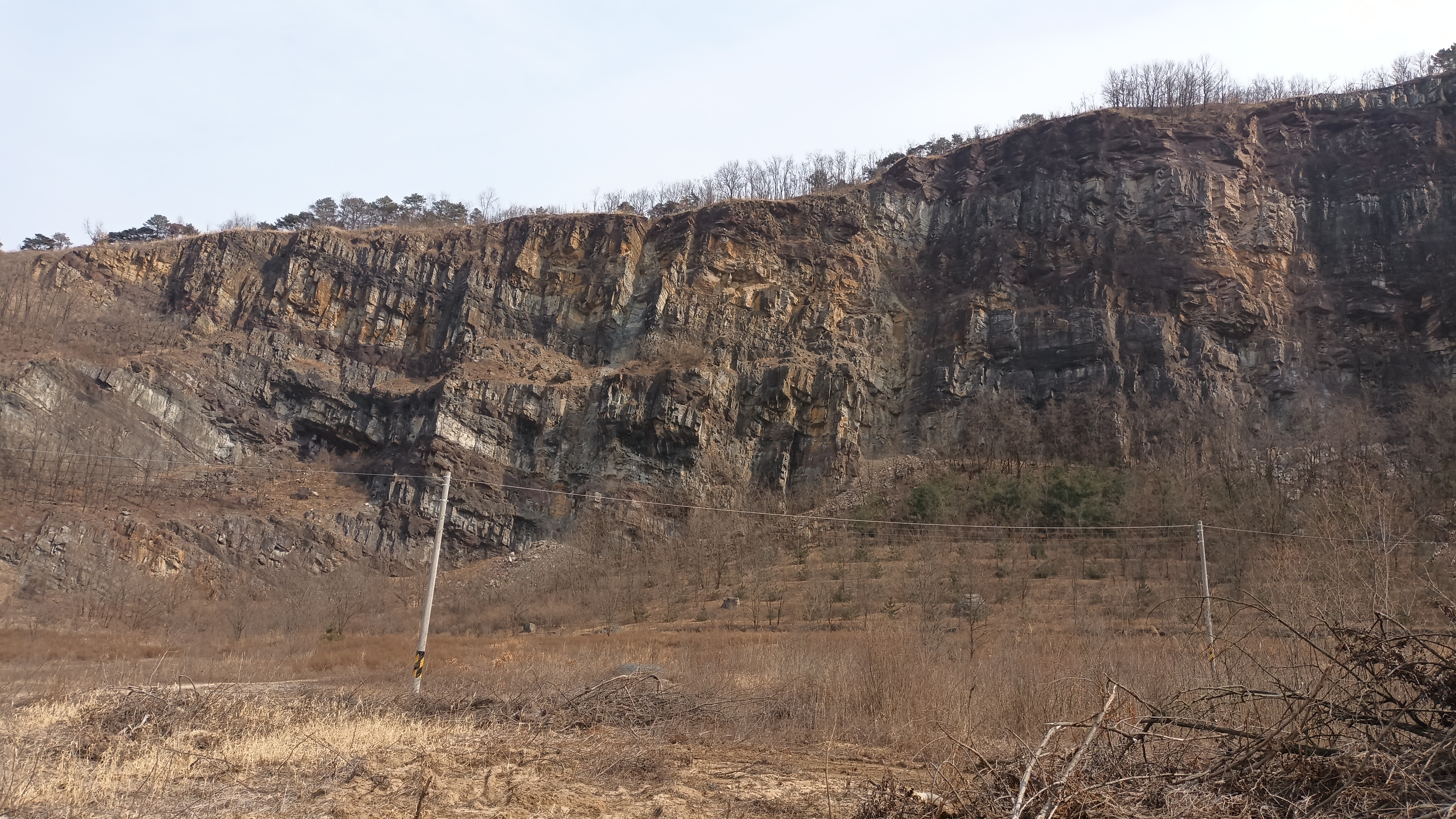
대구광역시 하빈면 하산리의 하산동층

하산동층(Hasandong formation, Kasando formation, 霞山洞層)은 낙동층 상위의 지층이며, 의성군 다인면에서 대구광역시, 하동군, 남해군을 지나 여수시까지 분포한다.하산동층은 타테이와 이와오(1929)에 의해 왜관 지질도폭 지역의 하산동 마을(현재의 대구광역시 하빈면 하산리)에서 명명되었으며, 진주시 주변 삼가, 진주, 사천, 진교 지질도폭에서는 마동층(Madong formation, 馬洞層)으로 기재하였다. 하산동층에서는 공룡의 뼈와 이빨, 알화석, 익룡뼈와 발자국 화석, 악어 두개골 화석, 거북 배갑화석, 물고기 화석 등 다양한 척추동물 화석들의 산출이 보고되었으며, 무척추동물인 복족류 및 이매패류의 패각화석과 생흔화석의 산출이 보고되었다. 하산동층의 상한과 하한은 각각 붉은색 지층의 출현과 소멸 층준으로 설정되어 있으며, 지층의 두께는 지역에 따라 640~1,300 m로 변화한다.
경상남도 하동군 해안가의 하산동층 노두에서 발견된 공룡 이빨화석의 인회석으로부터 구한 U-Pb 연대는 압트절(Aptian; 112.0-125.0 Ma)에 해당하는 115±10 Ma로 보고되었으며 이 연령은 속성 작용 시기로 하산동층의 퇴적 시기는 이 보다 다소 오래된 것으로 보았다. 이용구 등은 하산동층 중부의 사암에서 분리한 가장 젊은 쇄설성 저어콘 입자의 U-Pb 연대가 109.0±3.4 Ma 로 측정됨에 따라 하산동층의 퇴적시기를 알비절(Albian; 99.6-112.0 Ma)에 대비하였다. 이태호는 쇄설성 저어콘의 U-Pb 연령에 근거해 하산동층의 최고 퇴적 시기로 압트절(112.0-125.0 Ma)에 해당하는 118.0±2.6 Ma을 보고하였다. 고생물학적 그리고 절대연령 자료를 종합하면 하산동층은 백악기 전기의 압트절-알비절에 퇴적된 것으로 보인다.
일반적으로 하산동층은 붉은색층을 빈번히 협재하는 하성 퇴적층의 발달에 의해 하위의 낙동층 및 상위의 진주층과 구분되나 하산동층의 중부에는 수십 m 두께의 붉은색 층을 협재하지 않고 암회색이 우세한 호수 기원의 퇴적층이 진주와 하동 지역에 단속적으로 발달되어 있다. 이 부분을 하나로 묶어 하산동층 내의 층원(Member)으로 설정하거나, 각각을 하산동층 내에 속하는 독립된 렌즈층(lens)으로 설정할 필요성이 제기되었다.

### 진주층(동명층)

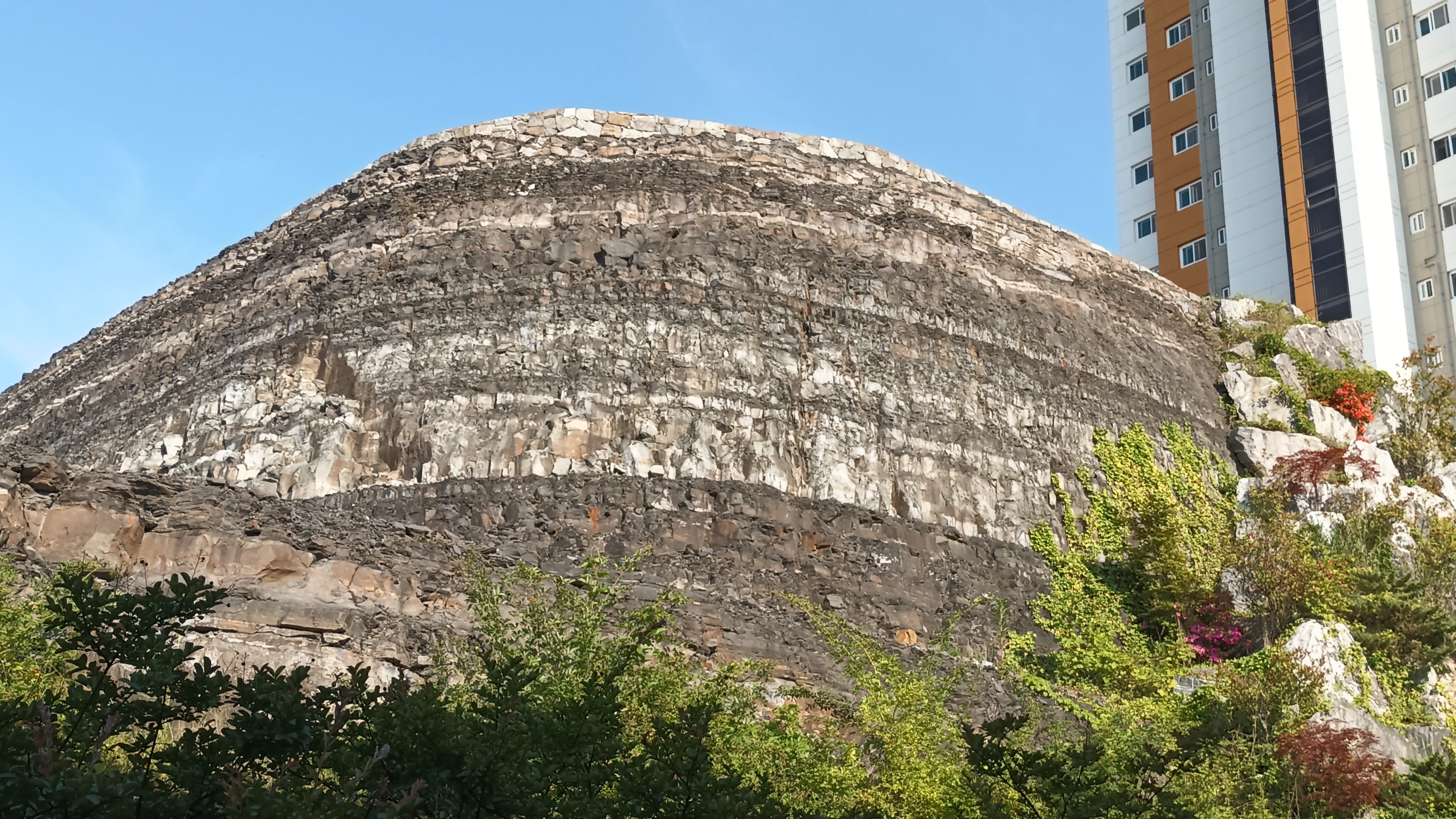
경상남도 진주시 충무공동 진주익룡발자국전시관 부근의 진주층

진주층(Jinju formation, 晋州層) 또는 동명층(Dongmyeong formation, 東明層)은 신동층군의 최상부 지층으로, 서쪽의 낙동층, 하산동층과 평행하게 경상북도 안동시 서부에서 진주시를 지나 남해군까지 분포한다. 지층의 이름은 경상남도 진주시에서 유래되었다. 진주층은 경상 누층군의 지층 중 체구(體軀)화석의 산출이 가장 많은 지층으로, 다양한 종류의 무척추동물 화석과 척추동물 화석(어류와 공룡)의 산출이 보고되었으며, 근래에는 공룡과 익룡, 파충류, 양서류, 포유류 등의 다양한 척추동물발자국과 무척추동물 생흔화석 등이 보고되었다. 이와 함께 여러 종류의 겉씨식물 잎화석이 진주층에서 산출한다. 최근인 2021년 사천시 비토도의 진주층에서는 한국에서 가장 오래된 새발자국 화석이 발견되었다. 진주층의 두께는 경상남도 진주시 지역에서 가장 두껍게 나타난다.
이용구 등은 진주층 사암의 쇄설성 U-Pb 저어콘 연대로 알비절(99.6-112.0 Ma)에 해당하는 106.0±1.9 Ma을 보고하였으며 진주층 최하부 역질사암의 쇄설성 저어콘에 대한 SHRIMP U-Pb 연령측정을 수행한 결과 압트절(112.0-125.0 Ma)에 해당하는 112.4±1.3 Ma 의 일치곡선(concordia) 연령을 보여 진주층은 압트절(Aptian) 후기에서 알비절(Albian) 초기까지 퇴적이 진행되었음을 지시한다. 그러나 의성소분지 지역에서 산출된 포자화분화석의 경우 더 오래된 바렘절(125.0-130.0 Ma)을 지시한다.

## 경상 누층군 하양층군
경상 누층군 하양층군(Gyeongsang Supergroupo Hayang Group, 河陽層群)은 경상 누층군의 중부 층군으로, 화성 쇄설물을 함유하고 대구광역시 지역을 중심으로 남-북으로 분포하며 지역에 따라 지층의 이름에 조금씩 차이가 있다. 팔공산 이북과 안동시 이남 지역에서는 일직층, 후평동층, 점곡층, 사곡층 등으로 구성되며, 팔공산 이남 지역에서는 칠곡층, 신라 역암층, 대구층(함안층+반야월층), 자인층, 건천리층, 진동층 등으로 구성된다. 이들의 전체 두께는 1~5 km에 달한다. 하양층군의 이름은 경산시 하양읍에서 유래되었다. 하양층군의 퇴적 시기는 절대연령 측정과 산출되는 화석에 의하여 백악기 압티안-알비안(Aptian-Albian)으로 추정된다.
경상분지 북동부 지역의 하양층군 일직층, 후평동층 그리고 점곡층의 사암에서 분리한 중(重)광물 분석 결과, 고수류(Paleocurrent) 연구 결과, 사암의 저어콘 결정 연구 결과를 종합해 보면 해당 지역의 하양층군은 소백산 변성암 복합체와 청송융기부의 화강암질암 및 화산암류에서 기원한 것으로 해석된다. 일직층과 후평동층의 사암은 선캄브리아기의 화강편마암과 흑운모 호상편미암, 점곡층의 사암은 쥐라기 안동 화감암과 청송 화감암에서 기원한 것으로 해석된다.

### 의성소분지

#### 일직층

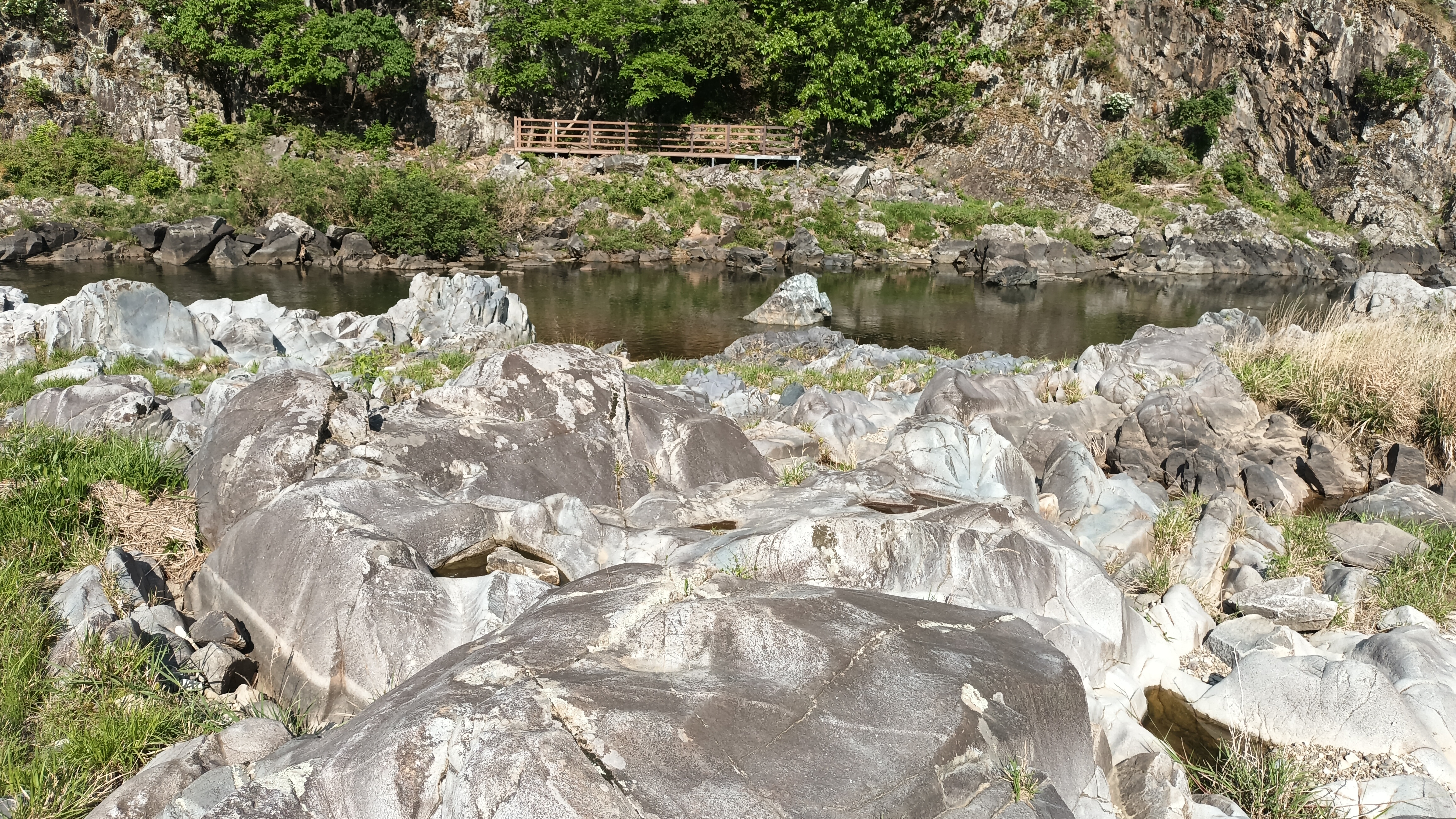
청송 유네스코 세계지질공원 백석탄의 일직층

일직층(Khil; Kyeongsang supergroup Hayang group Iljik formation, 一直層)은 하양층군의 최하부 지층으로, 안동시 일직면에서 그 이름이 유래되었으며 군위군 부계면에서 의성군과 안동시 일직면을 지나 풍천면과 풍산읍에서 안동 단층에 의해 잘리기 전까지 길게 분포한다. 일직층은 호수 주변에 위치하고 있던 하천 환경에서 하도 측방 이동과 유량 변화에 따른 퇴적 작용의 결과로서 형성된 것으로 해석된다.

#### 후평동층

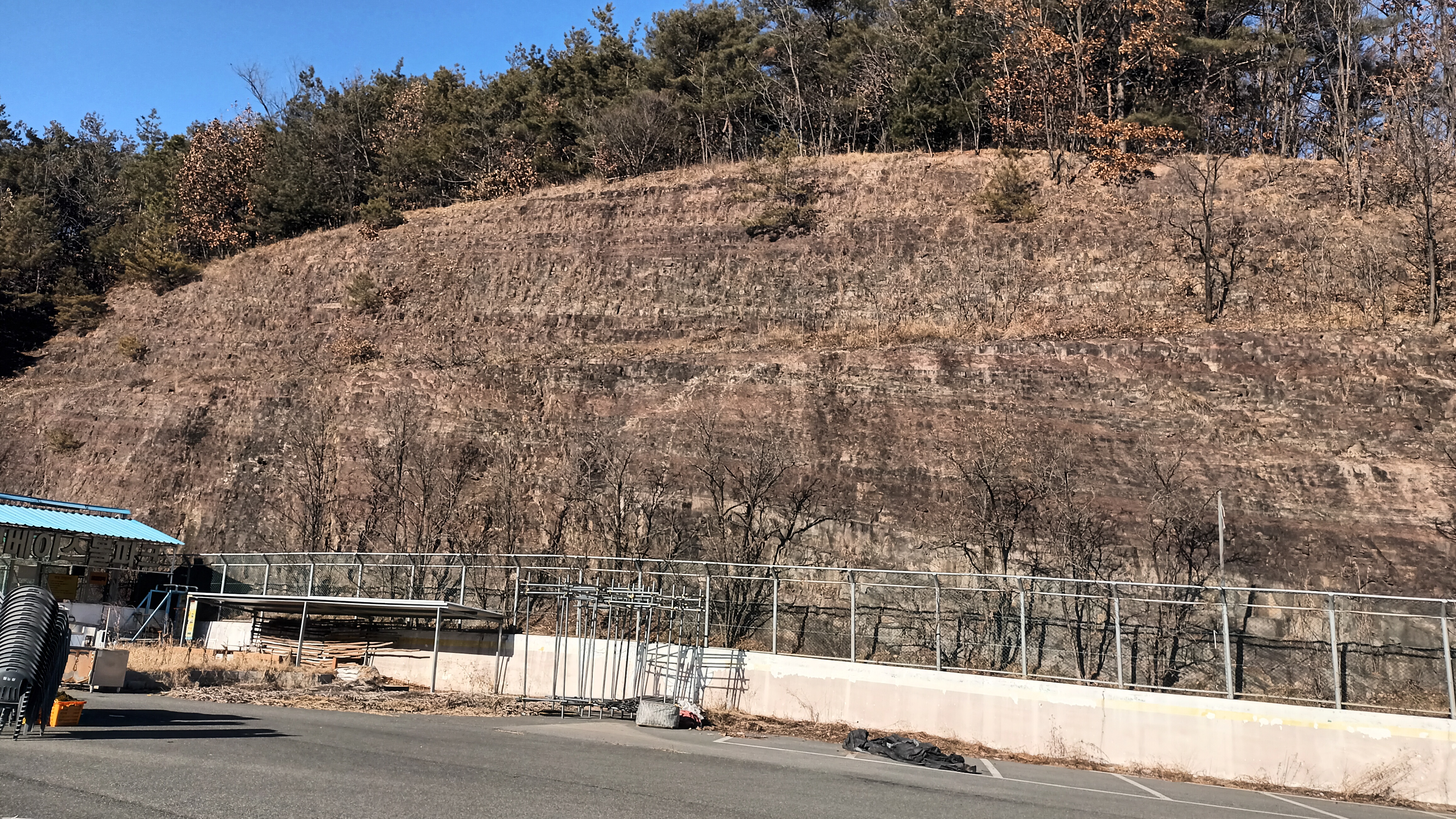
의성군 단촌면 방하리, 국도 제5호선 의성휴게소 (남행)에 드러난 후평동층

후평동층(Khhu; Kyeongsang supergroup Hayang group Hupyeongdong formation, 後坪洞層)은 일직층 상부의 지층으로, 군위군 부계면에서 의성군 우보면과 의성읍, 단촌면을 지나 안동 단층 바로 남쪽 남선면 외하리 부근까지 이어진다. 후평동층은 호수 수위가 시기별로 상승 또는 하강하는 호수환경에서 비교적 느리게 퇴적되었다고 해석된다. 후평동층은 천지도폭과 군위, 대율도폭 지역에서 구미동층원(Khgm/Khhu-1; Kyeongsang supergroup Hupyeongdong formation lower Gumidong member, 龜尾洞層員)과 상부의 구계동층원(Khgg/Khhu-2; Kyeongsang supergroup Hupyeongdong formation upper Gugyedong member, 龜溪洞層員)으로 구분된다. 후평동층 구미동층원에서 산출된 방산충 화석을 포함하는 처트편(片)들은 일본 남서부의 미노-탐바대(≈지치부 대)의 쥐라기 부가체에서 기원한 것으로 보고되었다.

#### 점곡층

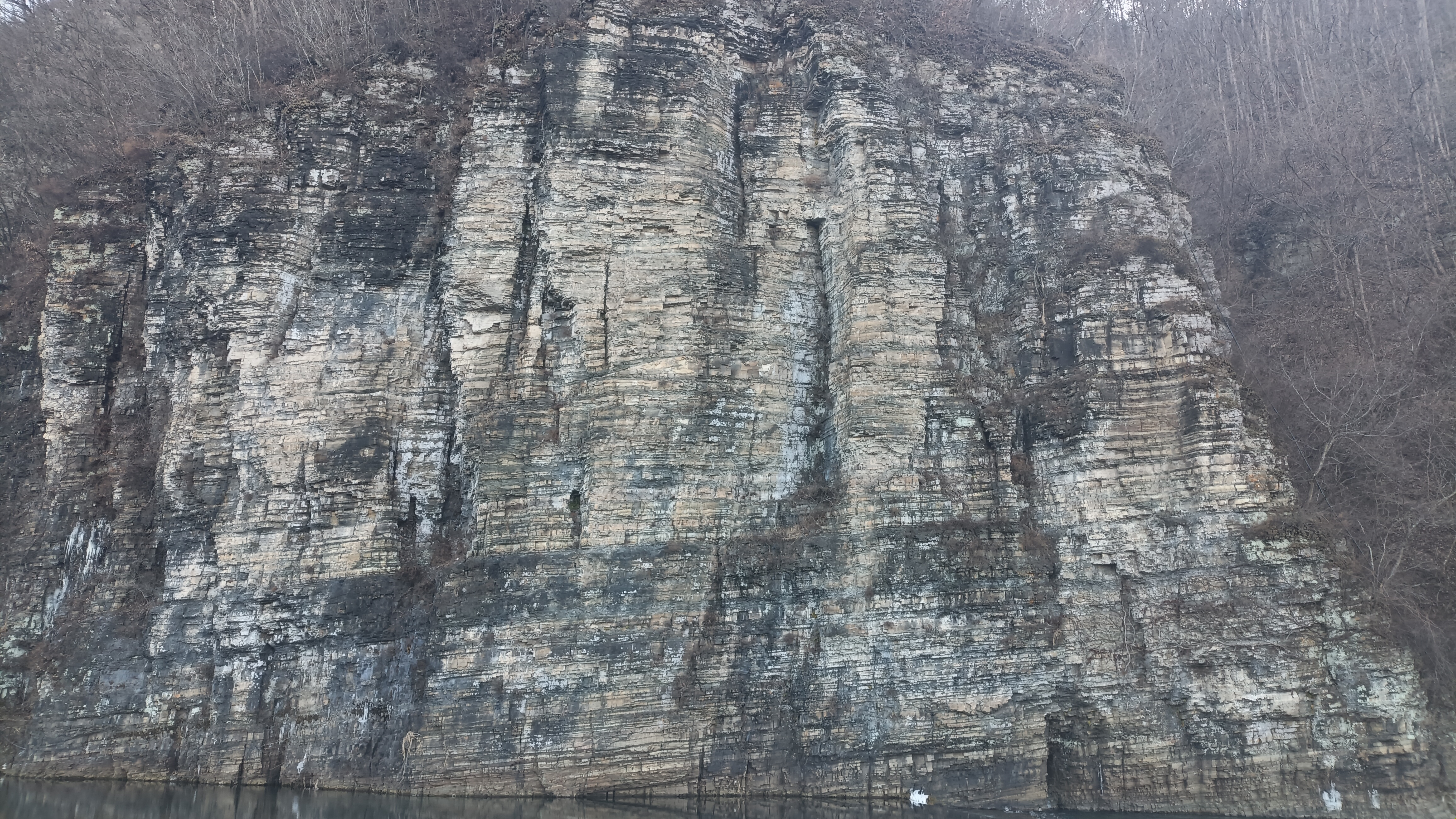
의성군 점곡면 사촌리의 의성지질공원 점곡층 노두

점곡층(Khjg; Kyeongsang supergroup Hayang group jeomgok formation, 點谷層)은 후평동층 상부의 지층으로, 의성군 점곡면에서 이름이 유래되었다. 점곡층 하부와 중부는 유량과 유속의 증가로 인해 하도 주변의 미고결된 세립의 퇴적물들이 입도가 굵은 층 내에 보존된 것으로 생각되며, 사질 퇴적물들이 측방 또는 하류 방향으로 이동하고, 유량 증가로 인하여 판상류에 의해 퇴적되었을 것으로 생각된다. 점곡층 상부는 하도의 주변에 형성된 환원성 호수 환경에서 퇴적되었을 것으로 해석된다. 점곡층의 최대 퇴적 시기는 1억 5백만 년 전(105 Ma)으로 이는 함안층의 최대 퇴적 시기인 1억 6백만 년(106 Ma)과 유사하다. 단, 퇴적층의 최대 퇴적 시기는 그 퇴적층이 퇴적되었을 가능성이 있는 가장 오래된 시기를 뜻하는 것이기 때문에 이 결과 자체가 두 층이 같은 시기에 퇴적되었다는 증거가 되지는 않는다.

#### 사곡층

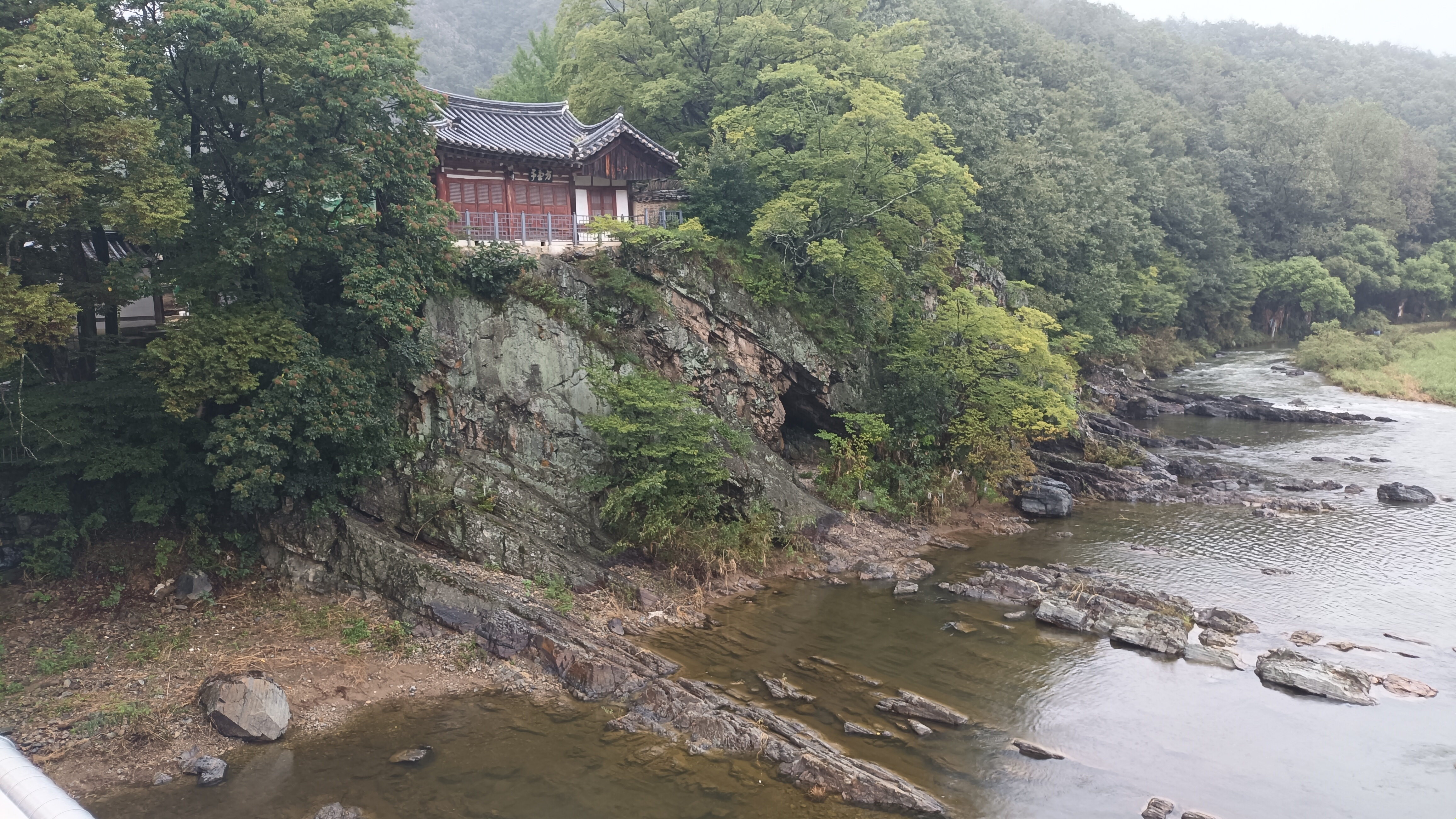
청송 방호정 입구에 드러난 경상 누층군 사곡층의 모습이다. 남동쪽으로 기울어 있다.

사곡층(Khsg; Kyeongsang supergroup Hayang group Sagok formation, 舍谷層)은 점곡층 상부의 지층으로, 청송군 현동면에서 의성군 사곡면까지 분포하며 장기홍(1975)에 의해 명명되었다. 하부는 점곡층의 응회암이 끝나고 붉은색의 세립질 퇴적암이 나타나기 시작하는 부분이며 상한(上限)은 구산동 응회암의 직하부로서, 그 두께는 군위지역에서는 2,000 m에 달하고 남쪽으로 가면서 점차 감소하여 의성 탑리 지역에서는 250 m에 이른다. 사곡층의 주 구성 암석은 적색의 이암, 실트스톤 및 녹회색 사암이며, 중부에서는 응회질 사암이 협재된다. 사곡층의 하부는 붉은색의 사암과 셰일층으로 구성되고 붉은색층을 포함하며, 중부 역시 셰일과 사암이 주를 이루나 회색 내지 암회색층이 많이 협재하고 식물화석이 산출된다. 상부의 대부분은 적색의 셰일과 사암으로 구성되며, 석회질 단괴의 발달이 거의 없는 붉은색의 이암이 우세하게 발달한다. 사곡층에서는 공룡 발자국 화석도 산출된다. U-Pb 저어콘 연대측정 결과와 약 9700만 년 전에 분출된 구산동 응회암과의 관계를 이용하여 사곡층의 퇴적 시기는 약 1억~9700만 년 전으로 추정할 수 있다.

#### 구산동 응회암

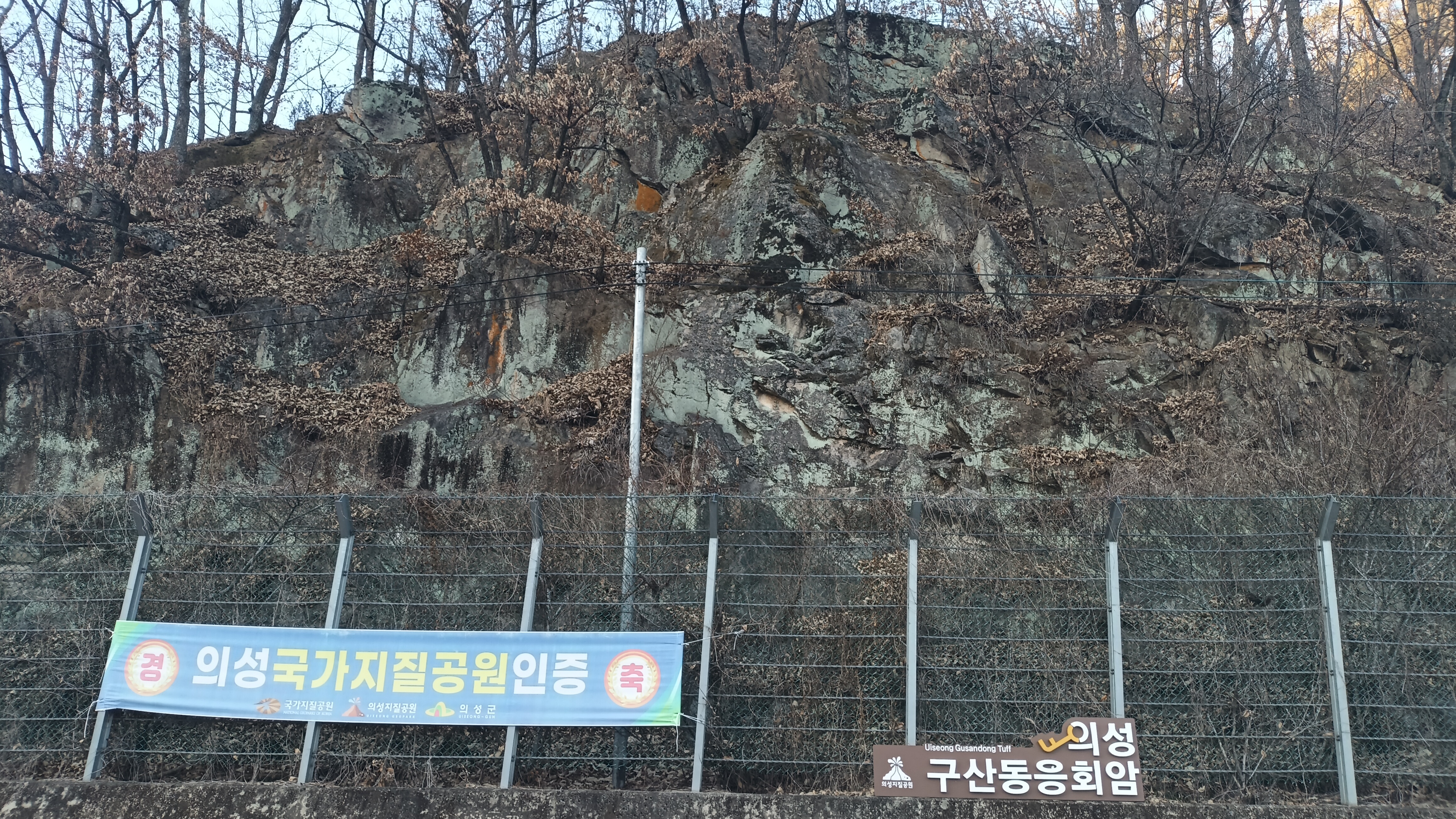
의성군 사곡면 공정리, 의성지질공원 구산동 응회암 노두

구산동 응회암은 의성소분지 내 사곡층과 춘산층 사이에서, 밀양(유천)소분지에서 함안층과 진동층 사이에 놓이는 응회암 열쇠층(key bed)을 지칭한다. 구산동 응회암은 두께가 1~4 m에 불과하지만 측방으로 200 km 이상 연장된다. 구산동 응회암은 층서적으로 볼 때 함안층과 진동층의 경계와 거의 일치하기 때문에 구산동 응회암의 생성시기는 함안층과 진동층의 경계시기와 거의 일치한다고 볼 수 있다. 구산동 응회암에 대한 절대 연령 측정 결과는 대략 9600만~9700만 년 전으로 추정된다.

#### 춘산층
춘산층(Kncs; Kyeongsang supergroup Hayang group Chunsan formation, 春山層)은 사곡층 상부의 지층으로, 신령도폭 지역 및 대구 지역에서는 함안층의 최상부에 놓인다. 본 층의 기저에는 9700만 년 전에 분출된 것으로 추정되는 구산동 응회암이 놓여 있다.

#### 신양동층
신양동층(Knsy; Kyeongsang supergroup Hayang group Synyangdong formation, 新陽洞層)은 춘산층 상위의 지층으로, 금성산-비봉산 칼데라에 타원형으로 분포하는 화산암류 주변에 반환형(半環形)으로 분포한다.

#### 화산층
화산층(Ksws; Kyeongsang supergroup hwasan formation, 華山層)은 군위군 삼국유사면 괴산리와 영천시 신녕면 가천리의 경계에 위치한 화산[華山]을 중심으로, 그 주변을 환형[環形]으로 둘러싸는 노고산 환상(環狀)단층 안쪽에 반원형으로 분포하는 지층이다.
천지동-구산동-의성지역과 대구지역 및 그 이남의 백악기지층 대비
| 층군     | 층군     | 천지동-구산동-의성지역 | 천지동-구산동-의성지역 | 대구지역 및 그 이남 | 대구지역 및 그 이남 |
| -------- | -------- | ---------------------- | ---------------------- | ------------------- | ------------------- |
| 유천층군 | 유천층군 | 유천화산암층군         | 유천화산암층군         | 유천화산암층군      | 유천화산암층군      |
| 부정합   |          |                        |                        |                     |                     |
|          | 하양층군 | 신양동층               | 신양동층               | 건천리층            | 진동층              |
|          | 하양층군 | 춘산층                 | 춘산층                 | 채약산층            | 진동층              |
|          | 하양층군 | 춘산층                 | 춘산층                 | 송내동층            | 진동층              |
|          | 하양층군 | 춘산층                 | 춘산층                 | 반야월층            | 진동층              |
|          | 하양층군 | 춘산층                 | 춘산층                 | 함안층              |                     |
|          | 하양층군 | 사곡층                 |                        |                     |                     |
|          | 하양층군 | 학봉화산암층           |                        |                     |                     |
|          | 하양층군 | 신라 역암층            |                        |                     |                     |
|          | 하양층군 | 점곡층                 | 점곡층                 | 칠곡층              | 칠곡층              |
|          | 하양층군 | 구계동층               |                        | 칠곡층              | 칠곡층              |
|          | 하양층군 | 구미동층               |                        | 칠곡층              | 칠곡층              |
|          | 하양층군 | 백자동층               | 일직층                 | 칠곡층              | 칠곡층              |
|          | 신동층군 |                        | 진주층 (동명층)        | 진주층 (동명층)     | 진주층 (동명층)     |
|          | 신동층군 | 하산동층               |                        |                     |                     |
|          | 신동층군 | 낙동층 (연화동층)      |                        |                     |                     |

경산 지질도폭(1971)에 제시된 도폭별 경상 누층군 지층 대비표
| 지질도폭 | 지질도폭 | 왜관, 대구, 영천, 경주 (1929)       | 밀양 (1924)                            | 마산, 김해, 진동, 양산, 청도 (1963~1964)     | 경상분지 전역 (1968)        | 경산 (1971)                                    |
| -------- | -------- | ----------------------------------- | -------------------------------------- | -------------------------------------------- | --------------------------- | ---------------------------------------------- |
|          | 불국사통 | 산성 암맥, 석영 반암 화강암, 섬록암 | 석영 반암 화강암, 섬록암               | 산성/염기성 암맥류                           | 화강암류                    | 산/중성 암맥류 등                              |
|          | 신라통   |                                     |                                        |                                              | 운문사 산성암류             | 안산반암(斑巖) 관입 안산암질 각력암 안산암질암 |
|          | 신라통   | 주사산 분암(玢巖)층                 | 휘석분암(輝石玢巖)                     | 작약(芍藥)산 안산 반암(斑巖) 주산 안산암질암 | 주산 안산암 안산암질 각력암 | 안산반암(斑巖) 관입 안산암질 각력암 안산암질암 |
|          | 신라통   |                                     | 분암(玢巖)질 응회암 녹색 각력암의 일부 | 팔룡산 및 수양산 응회암의 일부               | 팔룡산층                    | 자양산층                                       |
|          | 신라통   | 건천리층                            | 석회암                                 | 진동층                                       | 자인층                      | 자인층                                         |
|          | 신라통   | 채약산 분암층                       | 석회암                                 | 진동층                                       | 자인층                      | 자인층                                         |
|          | 신라통   | 대구층                              |                                        | 진동층                                       | 송내동층                    | 자인층                                         |
|          | 신라통   | 대구층                              | 반야월층                               | 진동층                                       | 송내동층                    |                                                |
|          | 신라통   | 대구층                              | 반야월층                               | 진동층                                       |                             |                                                |
|          | 신라통   | 대구층                              | 함안층                                 |                                              |                             |                                                |

진주 지질도폭(1969)에 제시된 경상 누층군 지층 대비표
| 구분   | 대구-왜관지역   | 진주도폭(1969)  | 진교도폭(1965) | 층군     |
| ------ | --------------- | --------------- | -------------- | -------- |
| 신라통 | 대구층          | 함안층          | -              | 하양층군 |
| 신라통 | 학봉규암층      | 함안층          | -              | 하양층군 |
| 신라통 | 신라 역암층     |                 | -              | 하양층군 |
| 낙동통 | 칠곡층          | 칠곡층          | -              | 하양층군 |
| 낙동통 | 진주층 (동명층) | 진주층 (동명층) | 구량리층       | 신동층군 |
| 낙동통 | 하산동층        | 마동층          | 마동층         | 신동층군 |
| 낙동통 | 낙동층          | 원지층          | 원지층         | 신동층군 |

기계 지질도폭(1975)에 제시된 경상 누층군 지층 대비표
| 왜관, 대구, 영천, 경주 (1929, 立岩巖) | 왜관, 대구, 영천, 경주 (1929, 立岩巖) | 마산도폭 (1963)                                                                       | 마산도폭 (1963) | 경산도폭 (1971)                                         | 경산도폭 (1971)                                         | 경산도폭 (1971)      | 한국의 지질계통확립을 위한 조사연구 (1973, R-73-51) | 한국의 지질계통확립을 위한 조사연구 (1973, R-73-51) | 한국의 지질계통확립을 위한 조사연구 (1973, R-73-51) | 한국의 지질계통확립을 위한 조사연구 (1973, R-73-51) | 한국의 지질계통확립을 위한 조사연구 (1973, R-73-51) | 25만분의 1 지질도 범례 (1973, 국립지질광물연구소)                          | 25만분의 1 지질도 범례 (1973, 국립지질광물연구소) | 경상분지전역 (1975, 장기홍) | 경상분지전역 (1975, 장기홍) | 기계도폭 (1975)                                          | 기계도폭 (1975)                                    | 기계도폭 (1975)      |
| ------------------------------------- | ------------------------------------- | ------------------------------------------------------------------------------------- | --------------- | ------------------------------------------------------- | ------------------------------------------------------- | -------------------- | --------------------------------------------------- | --------------------------------------------------- | --------------------------------------------------- | --------------------------------------------------- | --------------------------------------------------- | -------------------------------------------------------------------------- | ------------------------------------------------- | --------------------------- | --------------------------- | -------------------------------------------------------- | -------------------------------------------------- | -------------------- |
| 산성맥암 분암 석영반암 화강암 섬록암  | 불 국 사 통                           | 염기성 맥암 석영반암, 규장반암 장석반암(斑巖) 흑운모화강암 각섬석화강암 마산암 섬록암 | 불 국 사 통     | 산성/중성맥암 규장암류 석영몬조나이트 화강반암류 섬록암 | 산성/중성맥암 규장암류 석영몬조나이트 화강반암류 섬록암 | 불 국 사 화 성 암 류 | 불국사 화성암군                                     | 불국사 화성암군                                     | 불국사 화성암군                                     | 불국사 화성암군                                     | 불국사 화성암군                                     | 마산암류 반암류, 기타 불국사화강암 중섬/염기성 심성암류 산성/중성 화산암류 | 백 악 기 화 성 암 류                              |                             |                             | 중성암맥 화강반암 흑운모화강암 각섬석화강암 섬록암       | 중성암맥 화강반암 흑운모화강암 각섬석화강암 섬록암 | 불 국 사 화 성 암 류 |
| 주사산 분암층                         | 신 라 통                              | 주산 안산암질층                                                                       | 신 라 통        | 관입석영안산암질 각력암 유동안산암질각력암 안산암질암   | 관입석영안산암질 각력암 유동안산암질각력암 안산암질암   | 신 라 통             | 자양산층                                            | 자양산층                                            | 팔 달 응 회 암                                      | 주 사 산 아 층 군                                   | 신 라 층 군                                         | 마산암류 반암류, 기타 불국사화강암 중섬/염기성 심성암류 산성/중성 화산암류 | 백 악 기 화 성 암 류                              | 유천층군                    | 유천층군                    | 조립안산암 석영안산암 화산각력암 유문암 각력상(狀)응회암 | 주 사 산 화 산 암 류                               | 신 라 층 군          |
| 주사산 분암층                         | 신 라 통                              | 팔룡산응회암                                                                          | 신 라 통        | 자양산층                                                | 자양산층                                                | 신 라 통             | 자양산층                                            | 자양산층                                            | 팔 달 응 회 암                                      | 주 사 산 아 층 군                                   | 신 라 층 군                                         | 상부                                                                       | 신 라 층 군                                       | 유천층군                    | 유천층군                    | 조립안산암 석영안산암 화산각력암 유문암 각력상(狀)응회암 | 주 사 산 화 산 암 류                               | 신 라 층 군          |
| 건천리층                              | 신 라 통                              | 진동층                                                                                | 신 라 통        | 자인층                                                  | 대 구 층 군                                             | 신 라 통             | 건천리층                                            | 건천리층                                            | 진 동 층                                            | 영 천 아 층 군                                      | 신 라 층 군                                         | 상부                                                                       | 신 라 층 군                                       | 진동아층군                  | 하 양 층 군                 | 결층                                                     | 영 천 아 층 군                                     | 신 라 층 군          |
| 채약산분암층                          | 신 라 통                              | 함안층상부                                                                            | 신 라 통        | 자인층                                                  | 대 구 층 군                                             | 신 라 통             | 채약산화산암층                                      | 채약산화산암층                                      | 진 동 층                                            | 영 천 아 층 군                                      | 신 라 층 군                                         | 상부                                                                       | 신 라 층 군                                       | 진동아층군                  | 하 양 층 군                 | 결층                                                     | 영 천 아 층 군                                     | 신 라 층 군          |
| 대구층                                | 신 라 통                              | 함안 안산암                                                                           | 신 라 통        | 반야월층                                                | 대 구 층 군                                             | 신 라 통             | 송내동부층                                          | 대 구 층                                            | 진 동 층                                            | 영 천 아 층 군                                      | 신 라 층 군                                         | 상부                                                                       | 신 라 층 군                                       | 진동아층군                  | 하 양 층 군                 | 대구층                                                   | 영 천 아 층 군                                     | 신 라 층 군          |
| 대구층                                | 신 라 통                              | 함안층 하부                                                                           | 신 라 통        | 함안층                                                  | 대 구 층 군                                             | 신 라 통             | 반야월부층                                          | 대 구 층                                            | 진 동 층                                            | 영 천 아 층 군                                      | 신 라 층 군                                         | 하부                                                                       | 신 라 층 군                                       | 의령아층군                  | 하 양 층 군                 | 대구층                                                   | 영 천 아 층 군                                     | 신 라 층 군          |
| 학봉분암층                            | 신 라 통                              | -                                                                                     | -               | -                                                       | -                                                       | -                    | 함안부층                                            | 대 구 층                                            | 진 동 층                                            | 영 천 아 층 군                                      | 신 라 층 군                                         | 하부                                                                       | 신 라 층 군                                       | 의령아층군                  | 하 양 층 군                 | -                                                        | -                                                  | -                    |
| 신라 역암층                           | 신 라 통                              | -                                                                                     | -               | -                                                       | -                                                       | -                    | 학봉화산암층                                        | 학봉화산암층                                        | 진 동 층                                            | 영 천 아 층 군                                      | 신 라 층 군                                         | 하부                                                                       | 신 라 층 군                                       | 의령아층군                  | 하 양 층 군                 | -                                                        | -                                                  | -                    |
| 칠곡층                                | 낙 동 통                              | -                                                                                     | -               | -                                                       | -                                                       | -                    | 팔달역암층                                          | 팔달역암층                                          | 팔달역암층                                          | 영 천 아 층 군                                      | 신 라 층 군                                         | 하부                                                                       | 신 라 층 군                                       | 의령아층군                  | 하 양 층 군                 | -                                                        | -                                                  | -                    |
| 동명층                                | 낙 동 통                              | -                                                                                     | -               | -                                                       | -                                                       | -                    | 칠곡층                                              | 칠곡층                                              | 칠곡층                                              | 낙 동 층 군                                         | 낙 동 층 군                                         | 상부                                                                       | 낙 동 층 군                                       | 칠곡아층군                  | 하 양 층 군                 | -                                                        | -                                                  | -                    |
| 하산동층                              | 낙 동 통                              | -                                                                                     | -               | -                                                       | -                                                       | -                    | 동명층                                              | 동명층                                              | 동명층                                              | 낙 동 층 군                                         | 낙 동 층 군                                         | 상부                                                                       | 낙 동 층 군                                       | 신동층군                    | 신동층군                    | -                                                        | -                                                  | -                    |
| 연화동층                              | 낙 동 통                              | -                                                                                     | -               | -                                                       | -                                                       | -                    | 하산동층                                            | 하산동층                                            | 하산동층                                            | 낙 동 층 군                                         | 낙 동 층 군                                         | 하부                                                                       | 낙 동 층 군                                       | 신동층군                    | 신동층군                    | -                                                        | -                                                  | -                    |
| 연화동층                              | 낙 동 통                              | -                                                                                     | -               | -                                                       | -                                                       | -                    | 연화동층                                            |                                                     |                                                     | 낙 동 층 군                                         | 낙 동 층 군                                         | 하부                                                                       | 낙 동 층 군                                       | 신동층군                    | 신동층군                    | -                                                        | -                                                  | -                    |

양산 지질도폭(1964)에 제시된 상부경상층군 지층대비표
| 구분     | 山成不二麿 (1924)                                     | 立岩巖 (다테이와 이와오, 1929) | 마산도폭 (1963) | 진동리도폭 (1963)                    | 양산도폭 (1964)                |
| -------- | ----------------------------------------------------- | ------------------------------ | --------------- | ------------------------------------ | ------------------------------ |
| 신 라 통 | 밀질휘석분암 갈색응회암                               | 주사산 분암층                  | 주산 안산암질암 | 주산 안산암질암                      | 원효산함각력안산반암           |
| 신 라 통 | 밀질휘석분암 갈색응회암                               | 주사산 분암층                  | 주산 안산암질암 | 주산 안산암질암                      | 도대동안산반암 주산 안산암질암 |
| 신 라 통 | 밀질휘석분암 갈색응회암                               | 주사산 분암층                  | 주산 안산암질암 | 주산 안산암질암                      | 주산 안산암질암                |
| 신 라 통 | 밀질휘석분암 갈색응회암                               | 주사산 분암층                  | 팔룡산 응회암   | 수양산 응회암                        | 팔룡산 응회암                  |
| 신 라 통 | 석회암급(及)반상수암(燧石; 부싯돌) 화층회암(化層灰岩) | 건천리층                       | 진동층          | 진동층                               | 처트                           |
| 신 라 통 | 견(堅)질분암질응회암 휘석분암급녹청색각력암           | 채약산분암층                   | 함안층 (상부)   | 함안층 (?)                           | ?                              |
| 신 라 통 | 견(堅)질분암질응회암 휘석분암급녹청색각력암           | 채약산분암층                   | 함안 안산암     | 함안 안산암 결층(缺層=층이 없음) (?) | ?                              |
| 신 라 통 | -                                                     | 대구층                         | 함안층 (하부)   | 함안층                               | 대양동층                       |
| 신 라 통 | -                                                     | 학봉분암층                     | -               | -                                    | -                              |
| 신 라 통 | -                                                     | 신라 역암층                    | -               | -                                    | -                              |

### 영양소분지

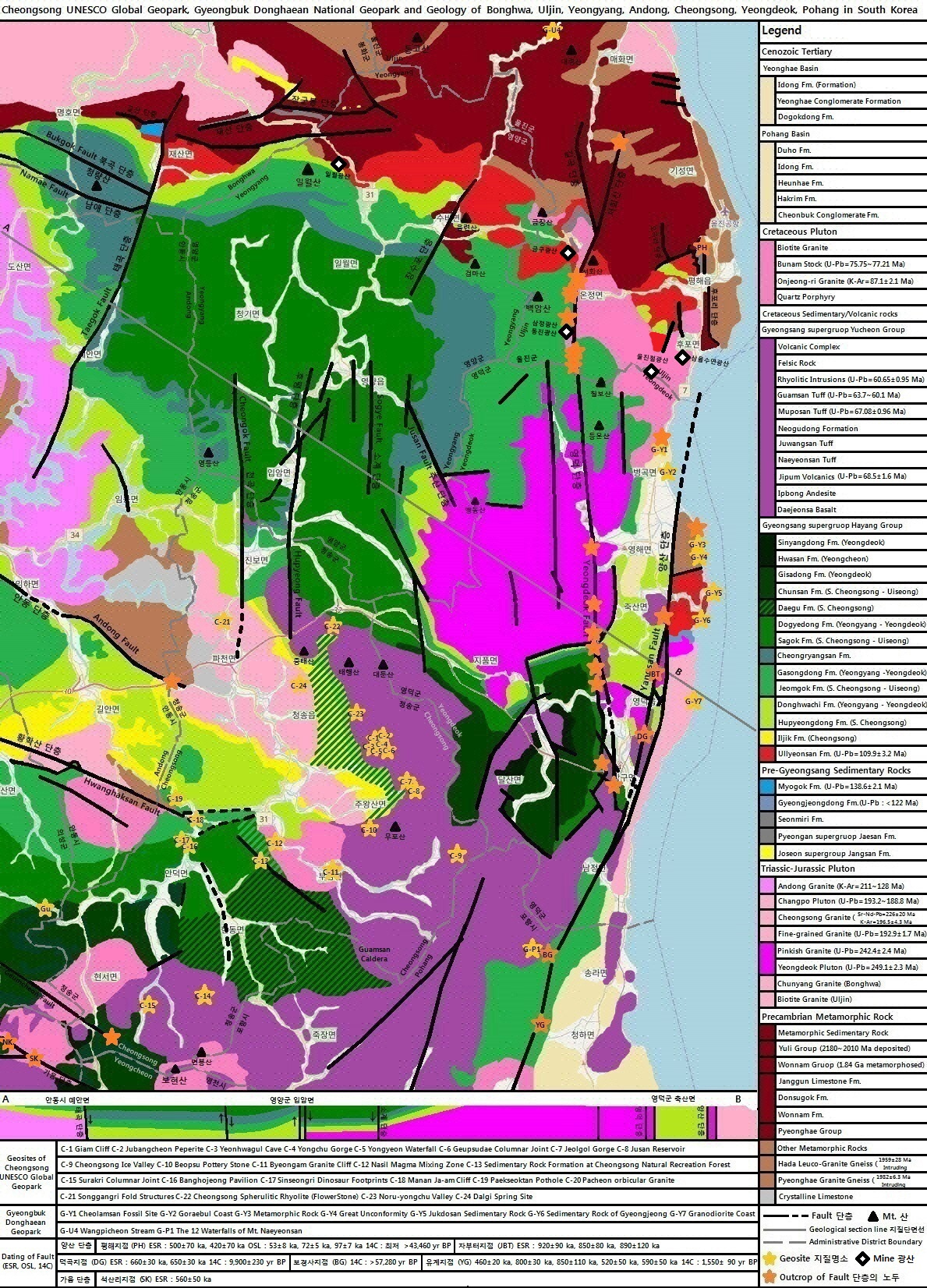
영양소분지 지역 안동시의 지질, 영양군의 지질, 봉화군의 지질, 울진군의 지질, 영덕군의 지질, 청송군의 지질

#### 울련산층

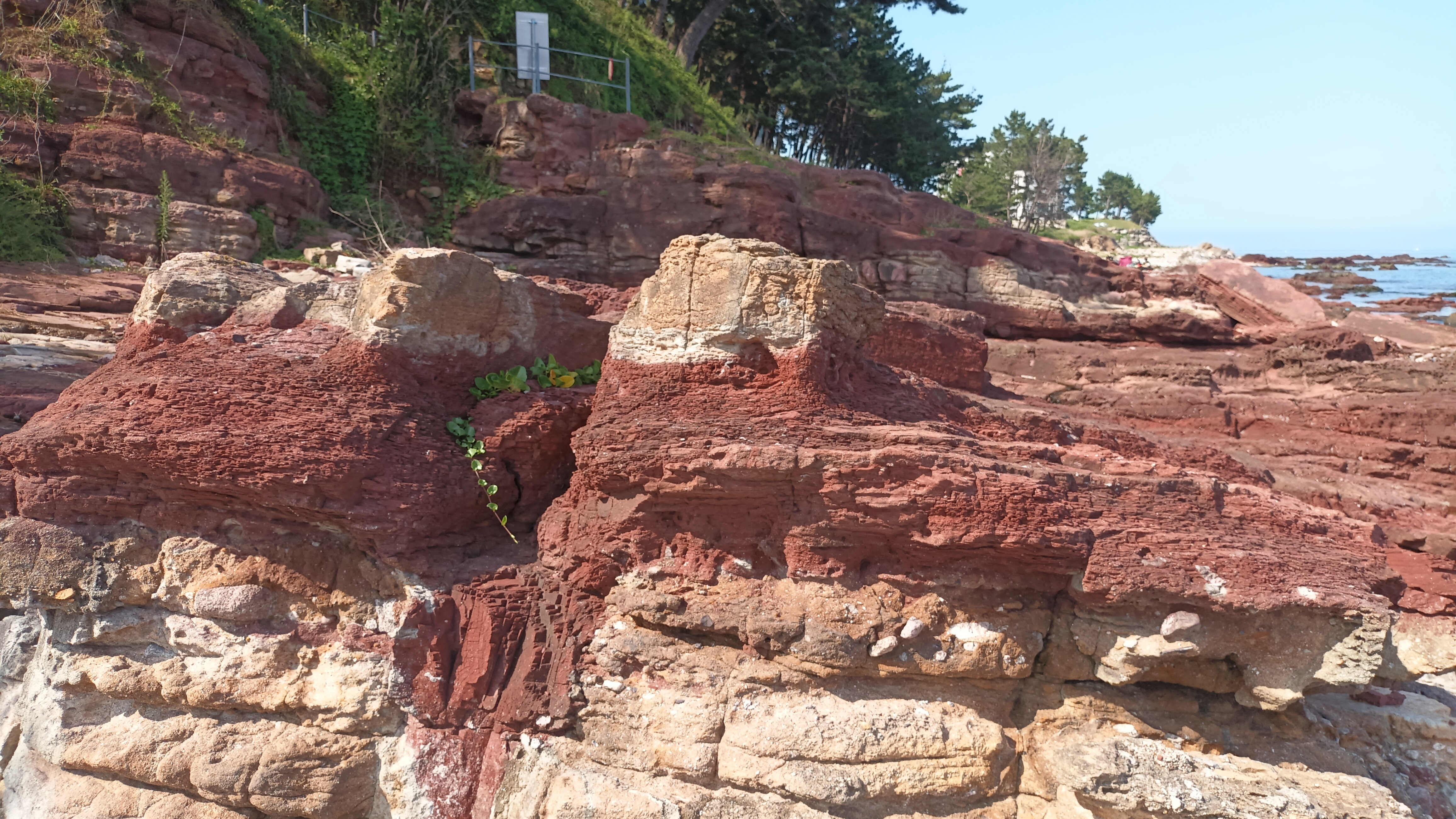
경북동해안 국가지질공원 경정리 백악기 지층의 울련산층

울련산층(Ku; Kyeongsang supergroup hayang group Ulryeonsan formation, 蔚蓮山層)은 주로 역암으로 구성되는 지층으로 영남 지괴와 맞닿는 경상 분지의 북쪽 끝 지역, 봉화군 재산면 현동리와 북부 동면리 일대그리고 영양군 일월면 용화리에서 수비면 발리리 북부와 수하리 남부, 본신리, 울진군 온정면 선구리 그리고 온정면 광품리와 평해읍 학곡리에 이르기까지 분포한다. 울련산층 쇄설성 저어콘의 SHRIMP U-Pb 연대는 알비절(99.6-112.0 Ma)에 해당하는 109.9±3.2 Ma로 보고되었다. 지층의 이름은 경상북도 영양군 수비면 수하리에 위치한 울련산(939 m)에서 유래되었다.

#### 동화치층

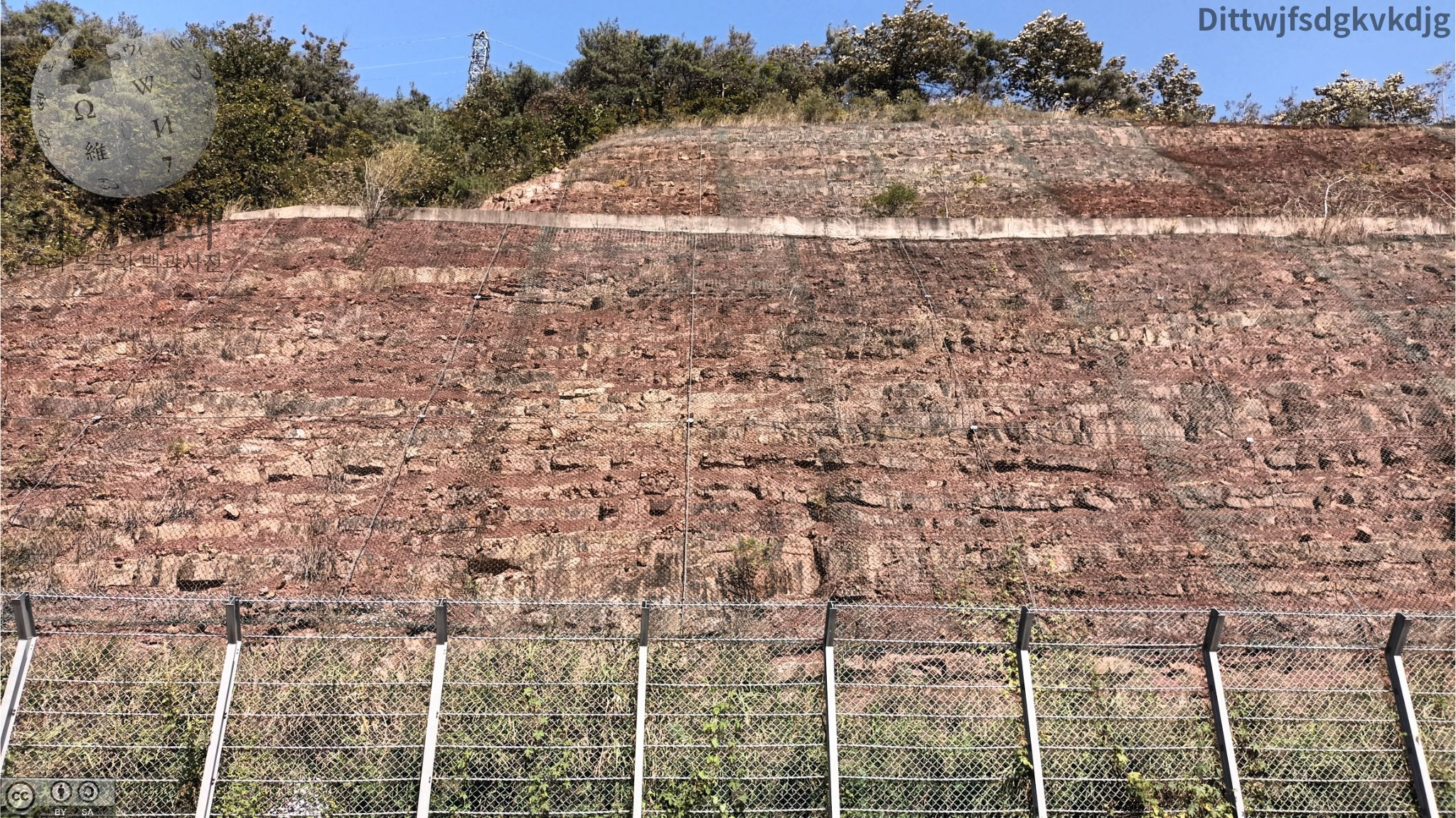
청송군 진보면 추현리 국도 제34호선 절개사면의 동화치층

동화치층(Kd; Kyeongsang supergroup hayang group Donghwachi formation, 東花峙層)은 안동시 동부 지역에 일직층, 점곡층, 사곡층 같은 하양층군의 다른 지층과는 떨어져 독립적으로 분포하는 지층이다. 중평동 지질도폭(1970)에서 낙동층, 연화동층에 대비되는 것이라 하였으나 확실치 않다. 지질도 상으로 영양군 수비면에서 나타나기 시작하여 일월산과 봉화군 재산면 동면리를 지나 재산면 현동리에서 태곡 단층에 의해 변위되고, 청량산을 끼고 돌아 명호면 일대에서 주향이 동-서에서 (반시계방향으로) 북북서-남남동으로 바뀌어 도산면 태자리를 지나 예안면 태곡리에서 태곡 단층에 의해 한번 더 변위된다. 이후 예안면 미질리에서 남동으로 연장되어 임동면 중평리를 지나 청송군 진보면 부곡리까지 길게 이어진다. 예안 지질도폭(1963)과 중평동 지질도폭(1970)에서 동화치층 하부는 알코스질사암층(Kds)으로, 동화치층 상부는 적색 이암층(Kdn)으로 구분하며, 안동시 동부 지역(임동면, 예안면)에서 경상 누층군의 기저를 형성하고 있다.

#### 가송동층

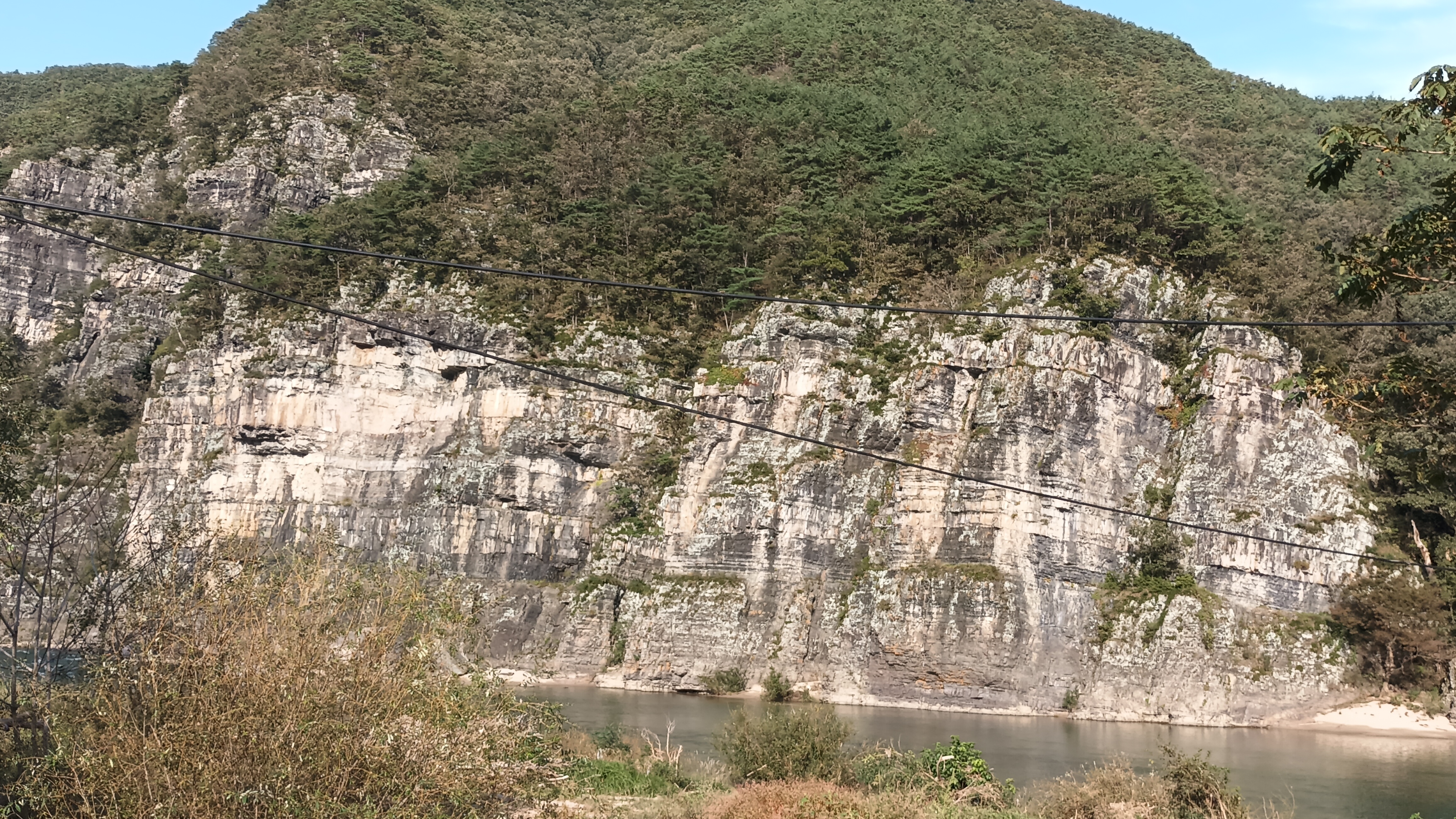
안동시 도산면 가송리 낙동강변의 가송동층

가송동층(Kg; Kyeongsang supergroup hayang group Gasongdong formation, 佳松洞層)은 동화지층(Kd) 상위의 지층이다. 하위의 동화지층과 비슷하게 안동시 동부와 청량산 주위에 분포한다. 지층명은 안동시 도산면 가송리 가송동마을에서 유래되었다.

#### 청량산층

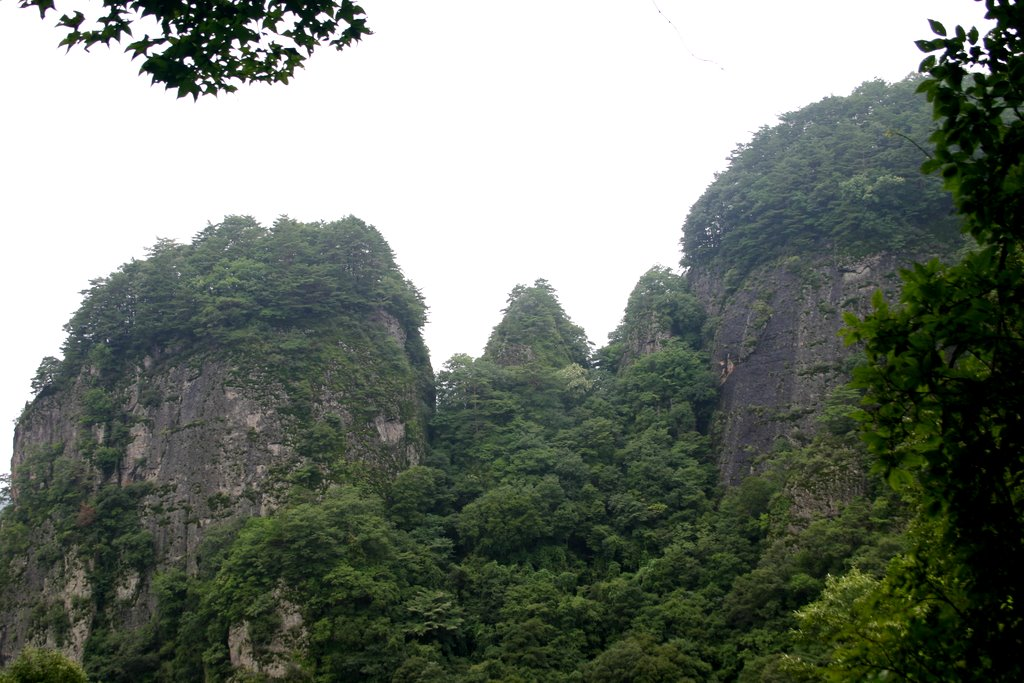
봉화군 청량산 (경북)의 청량산층

청량산층(Kcho, Kchc; Kyeongsang supergroup sila group Cheongnyangsan formation, 淸凉山層)은 가송동층 상위의 지층이다. 영양군과 청량산 (경북) 일대에 위로 굽은 말굽자석 모양으로 발달한다. 대개 하부의 청량산층원(Kchc; Kyeongsang supergroup sila group Cheongnyangsan formation under cheongnyangsan member)과 상부의 오십봉층원(Kchc; Kyeongsang supergroup sila group Cheongnyangsan formation upper oshib-peak member)으로 나누어진다.

#### 도계동층

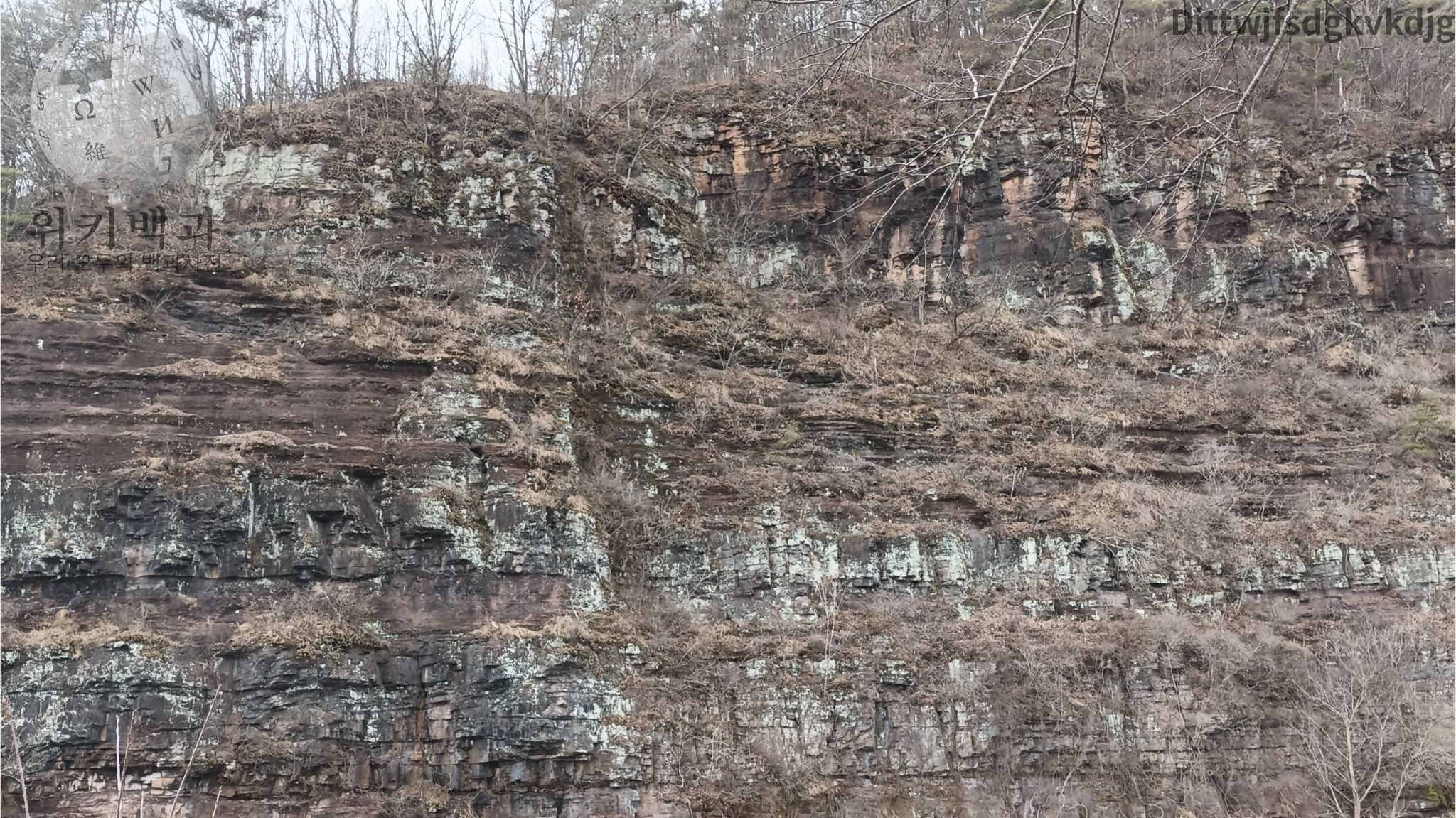
영양군 청기면 상청리의 도계동층

계동층(Kt; Kyeongsang supergroup Dogyedong formation, 道溪洞層)은 영양소분지에 분포하는 중생대 백악기의 퇴적암 지층으로 영양군의 대부분을 차지한다.
청송 지질도폭 지역

#### 알코스질사암층
알코스질사암층(Ka; Kyeongsang supergroup nakdong group arkose sandstone formation, ―沙巖層)은 청송 지질도폭(1973)에서 정의된 지층으로 청송군과 영덕군 지품면에서 중생대 청송 화강암체와 각섬석 화강암의 주변부를 따라 발달하며 이 화강암을 부정합으로 덮는 것으로 추정된다. 청송 화강암과 접촉부에서는 역질 사암이 우세하나 상부로 갈수록 사암의 입도(粒度)가 작아진다. 화강암체 인접부에서 알코스질사암의 입도는 5~10 mm 내외이나 부분적으로 3~5 cm에 이르는 역(礫)을 포함하기도 한다. 주 구성 광물은 석영과 장석이며 아각상(亞角狀; subangular) 내지 각상(角狀; angular)을 보여주어 운반 거리가 멀지 않았음을 지시한다. 구성 광물의 원마도는 화강암과의 접촉부에서 각상이 우세하고 위로 갈수록 원형(round)에 가까워진다. 이 지층 상위에 오는 적색 사암층과의 접경부에서 가끔 교호되는 상태를 나타낸다. 본 지층의 주향과 경사는 영덕군 지품면에서 북서 0~45°및 남서 10~47°, 청송읍과 파천면에서 북서 30~37°및 북동 10~51°, 부동면에서 북서 28°및 북동 15°를 보인다.

#### 적색 사암층
적색 사암층(Krs; Kyeongsang supergroup silra-nakdong group red sandstone formation, 赤色 沙巖層)은 청송 지질도폭(1973)에서 정의된 지층으로 청송군 일대에서 전체적으로 완만한 습곡 구조를 이루며 하위의 알코스질사암층과 상위의 녹색 사암층과 정합적인 관계를 보인다. 본 지층의 주요 구성 암석은 적색 사암과 셰일이며 이들 중에 가끔 회녹색 셰일, 알코스질사암, 응회질 이암이 협재된다. 적색 사암과 셰일은 그 특징적인 색깔로 상부 및 하부의 지층과 구분되며 상위의 녹색 사암층과의 경계부에서는 적색 사암과 녹색 사암 및 셰일층이 교호되어 나타난다. 적색의 색깔은 암석 전반에 걸친 철 산화물에 기인한 것으로 보인다. 응회질 이암은 회백색을 띠며 주로 화산암, 석영, 장석류 등으로 구성된다. 영덕군 지품면과 달산면에서의 본 지층은 북서 20~75°의 주향과 남서 20~45°의 경사를 보인다. 본 지층은 규장암 및 각력질 안산암에 의해 관입당했으며 진보면 괴정리와 파천면 옹점리-청송읍 부곡리 소재 중대산(706.6 m) 동측 도마치고개 부근에서 규장암이 적색 사암층의 층리를 절단하거나 혼펠스화하여 그 일부를 포획체로 갖고 있다.

#### 녹색 사암층
녹색 사암층(Kgs; Kyeongsang supergroup silra-nakdong group green sandstone formation, 綠色 沙巖層)은 청송 지질도폭(1973)에서 정의된 지층으로 청송군 안덕면 북부 지역에 분포하며 안덕면 노래리의 계곡에서 잘 나타난다. 하위의 적색 사암층과 정합 관계를 가지며 경계부에서 적색 사암과 녹색 사암이 가끔 소규모로 교호하여 발달하다가 점차로 녹색 사암의 발달이 우세해진다. 본 지층은 녹색을 주로 하고 회색 또는 암회색의 사암과 셰일로 되어 있으며 부분적으로 적색 사암 또는 셰일층이 협재된다. 층리는 잘 발달해 있으나 연흔과 건열은 발견되지 않는다. 지층의 주향과 경사는 일반적으로 북서 40~60°및 북동 또는 남서 20~40°를 보인다. 경사 방향의 대칭은 습곡 구조가 있음을 지시하며 화강암의 관입을 받은 곳에서는 지층의 주향이 약간 교란되어 있다.
영양소분지 일대 경상 누층군 지층대비표
| 도폭     | 예안도폭       | 도계동도폭     | 평해도폭       | 중평동도폭     | 영양도폭       | 영해도폭      | 청송도폭           | 영덕도폭                    | 청하도폭             |
| -------- | -------------- | -------------- | -------------- | -------------- | -------------- | ------------- | ------------------ | --------------------------- | -------------------- |
| 불국사통 |                |                |                |                |                | 화강암 (Dgr)  | 각력질안산암 (Kba) | 화강암 (Dgr)                | 화강암 (Kgr)         |
| 신라통   |                | 도계동층 (Mt)  |                | 도계동층 (Mt)  | 도계동층 (Mt)  |               | 녹색 사암층 (Kgs)  | 입봉 반암층 (Dr)            |                      |
| 신라통   | 청량산층 (Mch) | 청량산층 (Mch) | 청량산층 (Mch) | 청량산층 (Mch) | 청량산층 (Mch) | 오천동층 (Dg) | 적색 사암층 (Krs)  | 신양동층 (Ds) 오천동층 (Dg) | 지경동 화산암류 (Kg) |
| 낙동통   | 가송동층 (Mg)  | 가송동층 (Mg)  | 가송동층 (Mg)  | 가송동층 (Mg)  | 가송동층 (Mg)  |               |                    | 경정동층 (Dk)               | 가송동층 (Kch)       |
| 낙동통   | 동화치층 (Md)  | 동화치층 (Md)  | 동화치층 (Md)  | 동화치층 (Md)  | 동화치층 (Md)  |               | 알코스사암층 (Ka)  |                             |                      |
| 낙동통   | 울련산층 (Mu)  | 울련산층 (Mu)  | 울련산층 (Mu)  |                |                |               |                    |                             |                      |

중평동 및 예안도폭에 제시된 경상 누층군 지층대비표
| 지질 시대     | 층군     | 지층명          | 지층명          | 지층명            |
| 지질 시대     | 층군     | 예안도폭 (1963) | 예안도폭 (1963) | 중평동도폭 (1970) |
| ------------- | -------- | --------------- | --------------- | ----------------- |
| 중생대 백악기 | 신라층군 | 도계동층        | 도계동층        | 도계동층          |
| 중생대 백악기 | 신라층군 | 청량산층군      | 오십봉층        | 청량산층          |
| 중생대 백악기 | 신라층군 | 청량산층군      | 청량산층        | 청량산층          |
| 중생대 백악기 | 낙동층군 | 가송동층        | 가송동층        | 가송동층          |
| 중생대 백악기 | 낙동층군 | 동화치층        | 적색이암층      | 적색이암층        |
| 중생대 백악기 | 낙동층군 | 동화치층        | 알코스질사암층  | 알코스질사암층    |

예안 지질도폭(1963)에 제시된 대구지방 및 안동·영양지방(영양 소분지)의 지층 대비표
| 층군     | 대구지방의 경상계 지층 | 대구지방의 경상계 지층 | 안동·영양지방의 경상계 지층 |
| -------- | ---------------------- | ---------------------- | --------------------------- |
| 신라층군 | 하양층군               | 대구층 (Kt)            | 도계동층 (Kt)               |
| 신라층군 | 하양층군               | 학봉빈암층 (Kkb)       | 오십봉층 (Kcho)             |
| 신라층군 | 하양층군               | 신라 역암층 (Ksg)      | 청량산층 (Kcho)             |
| 낙동층군 | 하양층군               | 칠곡층 (Kcg)           | 가송동층 (Kg)               |
| 낙동층군 | 신동층군               | 진주층 (Knj)           | 가송동층 (Kg)               |
| 낙동층군 | 신동층군               | 하산동층 (Knh)         | 동화치층 (Kd)               |
| 낙동층군 | 신동층군               | 낙동층 (Knk)           | 동화치층 (Kd)               |
| 낙동층군 |                        | 울련산층 (Ku)          |                             |

도계동도폭(1963)에 제시된 지층 대비표
| 층군     | 왜관, 대구지역 | 왜관, 대구지역 | 일월산지역 | 영해, 영덕지역 | 층군     |
| -------- | -------------- | -------------- | ---------- | -------------- | -------- |
| 신 라 통 | 하 양 층 군    | 대구층         | 도계동층   |                | 신 라 통 |
| 신 라 통 | 하 양 층 군    | 학봉산 분암층  | 오십봉층   | 입봉 분암층    | 신 라 통 |
| 신 라 통 | 하 양 층 군    | 신라 역암층    | 청량산층   | 신양동층       | 신 라 통 |
| 낙 동 통 | 하 양 층 군    | 칠곡층         | 가송동층   | 오천동층       | 신 라 통 |
| 낙 동 통 | 신 동 층 군    | 진주층         | 가송동층   | 오천동층       | 신 라 통 |
| 낙 동 통 | 신 동 층 군    | 하산동층       | 동화치층   | 오천동층       | 신 라 통 |
| 낙 동 통 | 신 동 층 군    | 낙동층         | 울련산층   | 경정동층       | 낙동통   |

### 밀양소분지

#### 칠곡층

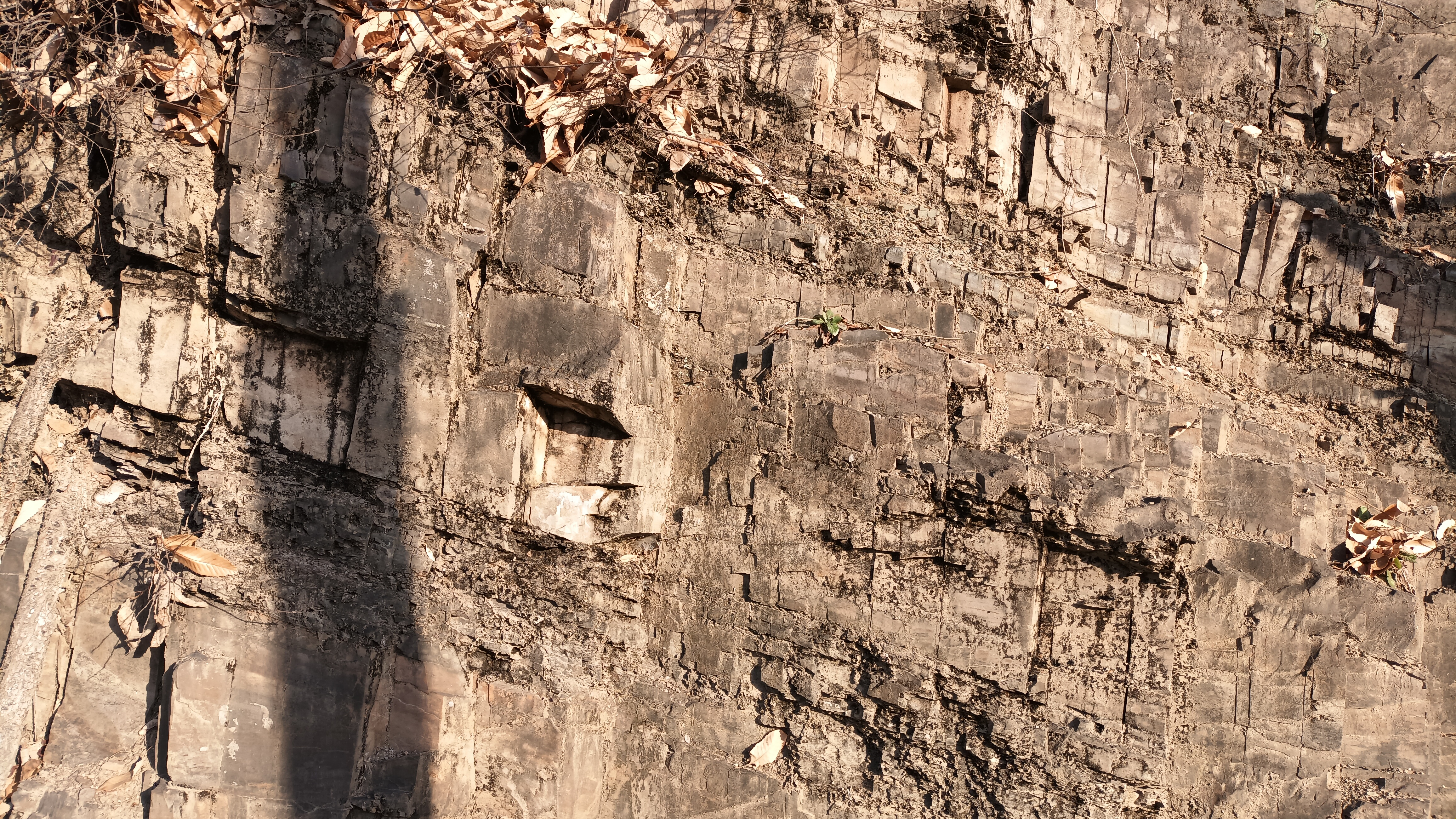
보건대 대구아트센터 앞 태전로 도로변의 칠곡층

칠곡층(Kcg/Knc/Dsk; Kyeongsang supergroup hayang group Cilgok formation, Shikkoku formation, 漆谷層)은 팔공산 화강암에 묻혀 분포가 중단된 의성소분지의 일직층을 대신하여 팔공산-대구 이남 지역에서 하양층군의 최하부를 형성한다. 칠곡층의 상부에 협재된 청룡사 현무암에서는 쇄설성 저어콘의 SHRIMP U-Pb 연대측정을 통해 108.0±2.6 Ma 의 연령이 구해졌으며 칠곡층에서 분리된 쇄설성 저어콘의 U-Pb 가중평균연대는 108.7±0.8 Ma 를 보인다. 이로서 칠곡층은 백악기 전기 알비절(Albian; 99.6-112.0 Ma) 초기에 퇴적이 진행되었음을 알 수 있다.

#### 신라 역암층
신라 역암층(Ksg/Dkr; Kyeongsang supergroup hayang group Sila conglomerate formation, Shiragi conglomerate formation, 新羅礫巖層)은 하양층군내 칠곡층과 함안층 사이의 퇴적층으로, 주로 화산암력들로 구성되어 있다. 이중 화산암력은 현무암, 안산암 및 조면암 등으로 구성되어 있으며, 그 밖에 편마암, 규암, 화강암, 셰일 등 여러 종류의 역들로 구성되어 있다. 왼쪽의 진주층, 오른쪽의 함안층과 거의 평행하게 경상남도 사천시까지 북북동 주향으로 발달한다.
신라 역암층의 화산 역암에 대한 전암 칼륨-아르곤 연대 측정 결과는 7200만~8500만년, 각섬석에 대한 아르곤-아르곤 연대 측정 결과는 압트절(112.0-125.0 Ma)에 해당하는 113.4±2.4 Ma 및 113.6±4.7 Ma을 나타낸다. 전암의 K-Ar 연대가 각섬석의 40Ar/39Ar 연대에 비해 젊은 연대를 보이는 것은 풍화에 의한 변질의 영향이거나 후기의 열적 교란에 의해 영향을 받은 것으로 추정된다. 신라 역암층 기질부의 저어콘들로부터 구한 SHRIMP U-Pb 최소 연령은 알비절(99.6-112.0 Ma)에 해당하는 110.4±2.0 Ma 로 이는 경상 분지 퇴적 중에 일어난 규장질 화산활동을 지시하는 것으로 해석된다. 쇄설성 저어콘의 U-Pb 연대측정에 의한 신라 역암층 최고 퇴적 시기는 107.2±4.6 Ma로 보고되었다.

#### 학봉 반암층
학봉 반암층(Kkb/Dkb; Hakbong porphyrite formation, Kakubo porphyrite formation, 鶴峯玢巖層) 또는 학봉 현무암은 대구광역시 북구 동변동의 학봉(278.3 m)과 지묘동의 화담산(204.4 m)을 중심으로 대구광역시 북구 노곡동, 조야동, 침산동, 산격동, 동·서변동, 무태동 일대에서 약 20 km 에 걸쳐 북동-남서 방향으로 신라 역암층과 대구층 사이에 소규모로 분포하는 화산암 지층이다.

#### 대구층
대구층(Kt/Ksd/Dt; Kyeongsang supergroup hayang group Taegu/Daegu formation, Taikyū formation, 大邱層)은 대구광역시를 중심으로 그 동부인 영천시, 경주시 등지에 넓게 분포하는 지층이다. 이 지층은 1928년 대구, 영천, 경주도폭에서 정의되었으며 다테이와 이와오(立岩巖)는 1929년 경주도폭과 영천도폭에서 채약산 분암층을 기준으로 그 상·하위의 지층을 각각 건천리층과 대구층으로 구분하였다. (아래쪽의 경상 누층군 지층 대비표를 참조할 것.) 대구광역시 도심부 지역의 지질은 대부분 대구층으로 구성되어 있다. 대구층의 퇴적 시기를 결정하는 절대 연령 분석은 이루어진 바 없지만 이와 대비되는 함안층의 지질시대는 암층서상 상위와 하위에 위치한 지층의 연대를 분석한 결과를 고려할 때, 백악기 후기인 알비안(Albian; 99.6-112.0 Ma)에 해당될 것이다.

#### 울산층
울산층(Kul; Kyeongsang supergroup sila group Ulsan formation, 蔚山層)은 울산광역시 지역에 분포하는 퇴적암층으로 대구층과 함안층에 대비되는 것으로 보인다. 울산광역시 유곡동에는 울산층에 드러난 유곡동공룡발자국화석산지가 있다.

#### 함안층

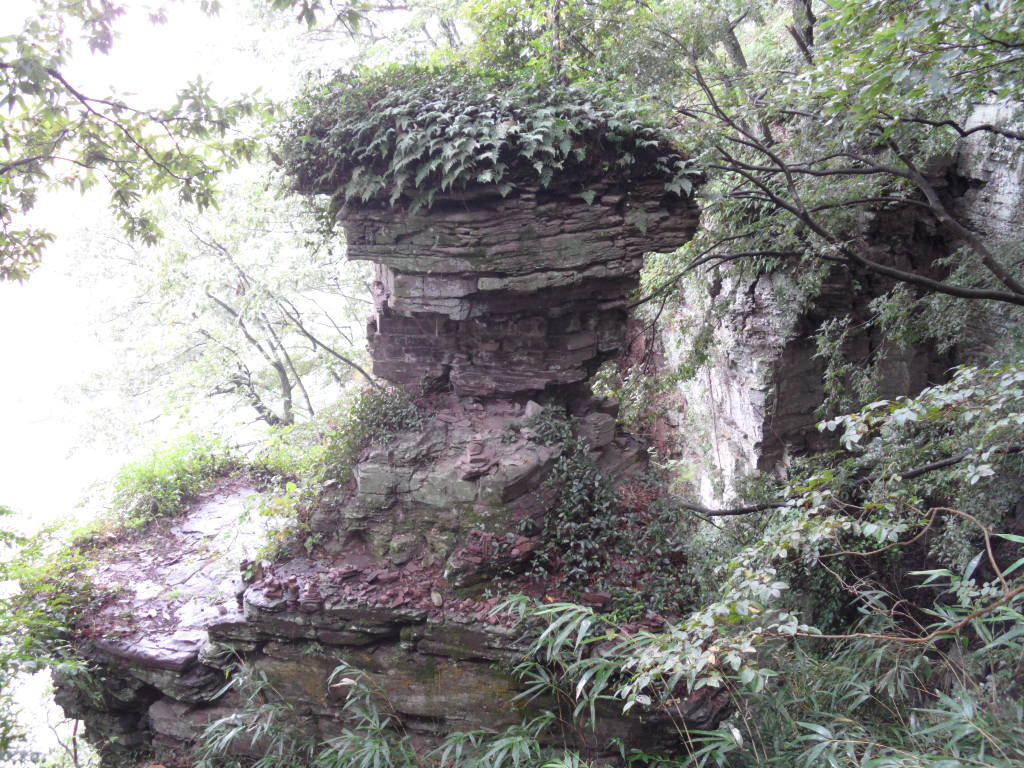
의령군 탑바위의 모습

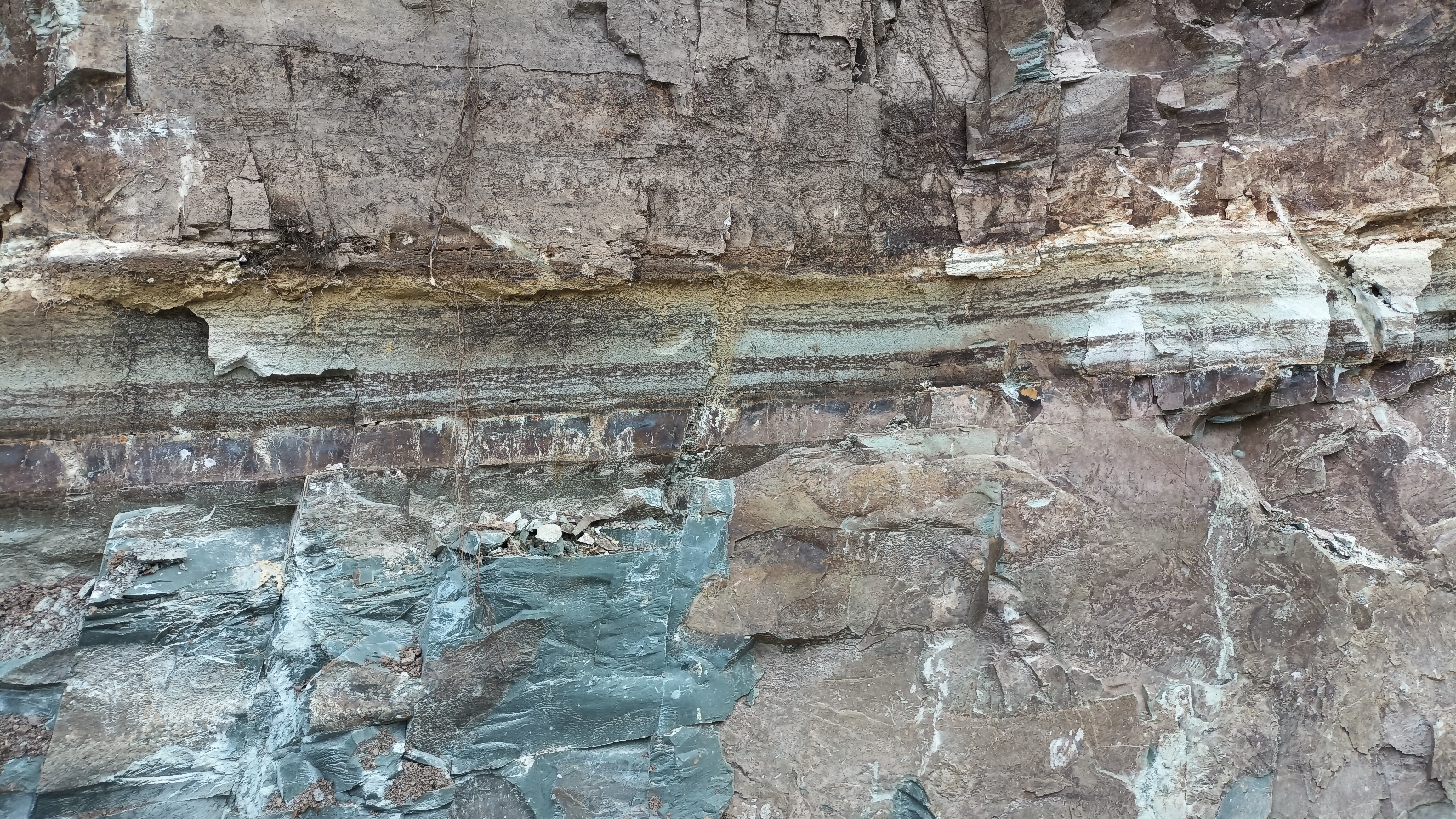
함안군 대산면 장암리 합강정 부근 도로변에 드러난 함안층의 노두

함안층(Kha/Ksh/Ksha; Kyeongsang supergroup hayang/sila group Haman formation, 咸安層)은 하양층군의 상부에 해당하며 암층서적으로, 하위에 있는 신라 역암층의 조립 내지 중립 역질사암이 끝나고 붉은색의 이암과 얇은 층의 판상 사암 내지 실트스톤이 나타나기 시작하는 층준부터 상위에 있는 진동층의 암회색 내지 흑색 이암이 나타나기 시작하는 층준까지 설정되어 있다. 칠곡층, 신라 역암층과 달리 팔공산 이북 지역에도 분포한다.
함안층의 퇴적 시작 시기는 신라 역암층에 포함된 화산력들의 40Ar/39Ar 연대인 113 Ma 보다는 나중에 시작된 신라 역암층의 퇴적 이후로 보며, 퇴적 종료 시기는 구산동 응회암이 분출한 96~97 Ma 전의 시기로 설정할 수 있다. 만약 신라 역암층의 퇴적이 수백만년 이내에 이루어졌다면 함안층의 퇴적도 1500만년 정도 지속되었을 것이다. 함안층에서 분리한 쇄설성 저어콘의 U-Pb 연대에 근거한 함안층의 최대 퇴적 시기는 알비절(99.6-112.0 Ma)에 해당하는 103.5±1.5 Ma 으로 보고되었다.
1969년 당시 서울대학교 지질학과의 고 김봉균 박사(1920-2003)는 경상남도 함안군 칠원읍에 분포하는 함안층에서 국내 최초로 새발자국 화석을 최초로 보고하였고, 이를 Koreanaornis hamanensis로 명명하였다.

#### 진동층
진동층(Kjd; Kyeongsang supergroup hayang group Jindong formation, 鎭東層)은 함안층 상위의 지층이며, 하양층군 최상부 지층이다. 진동층의 전반적인 두께는 2,000여 m에 이르며, 백악기 말의 화성 활동에 의한 화성암류의 관입 또는 분출에 의해 도처에서 혼펠스화 되어 있다. 진동층 내에는 사층리, 연흔, 건열, 생흔 화석 등 다양한 퇴적 구조들이 보존되어 있으며, 특히 경상남도 고성군 하이면 덕명리의 고성 덕명리 공룡과 새발자국 화석산지(천연기념물 제411호)를 포함한 여러 지역에서 다수의 공룡 발자국이 진동층에서 보고됨에 따라 진동층은 한국의 백악기 지층 중 가장 대표적인 공룡 발자국의 산출 지층으로 알려져 있다.
진동층의 지질시대는 연대측정 자료와 화석, 고지자기 자료 등에 의해 백악기 후기의 초기인 세노마눔절(Cenomanian; 93.5-99.6 Ma)에서 중기인 상파뉴절(Campanian; 70.6-83.5 Ma)에 이르며, 반야월층과 건천리층에 대비되는 것으로 알려져 있다. 진동층의 퇴적시기는 함안층/진동층의 경계와 거의 일치하는 구산동 응회암의 분출 시기인 96~97 Ma에 시작되었으며, 상한은 활발한 화산활동이 시작되는 유천층군의 생성 시기까지로 설정할 수 있다. 백인성 외(2000)는 진동층 중부 조립사암의 화산 쇄설성 입자들로 구성된 두 표품에 대한 K-Ar 연대측정을 실시하여 85.7±1.7 Ma와 84.9±1.7 Ma의 결과를 얻었다.
좌용주 외(2004)는 진동층을 관입한 화강암으로부터 U-Pb 연대 측정을 실시하여 80±2 Ma의 연대를 보고하였으며 이로부터 진동층의 퇴적은 80 Ma 이전에 일어난 것으로 주장하였다. 진동층에서 분리된 쇄설성 저어콘의 U-Pb 연대에 근거한 진동층의 최고 퇴적 시기는 99.9±0.7 Ma로 보고되었다.
경주 지역에서 수행된 야외조사에 따르면, 유천층군에 해당하는 응회암은 진동층을 정합으로 피복하고 있으며 이들 응회암에서 분리한 저어콘 시료의 연대측정 결과 응회암의 형성 시기는 약 85~88 Ma이다. 영산-남지 간 국도 확장 공사 시 발견된 진동층을 관입한 화강암질 암석으로부터 측정된 각섬석 K-Ar 연령은 82.6±2.6 Ma이며, 여러 연구들을 종합하여 볼 때 진동층은 96~97 Ma (또는 99 Ma)에 시작해 80 Ma (또는 82 Ma) 까지 약 1500만년 동안 퇴적되었다.
그러나 달성군 현풍읍-창녕군 부곡면 지역에 분포하는 진동층을 정합으로 피복하고 있는 응회암 및 화산력응회암의 SHRIMP U-Pb 저어콘 연대는 약 96-97 Ma를 보여주어 해당 지역 진동층의 퇴적이 약 96-97 Ma에 경상 화산호의 폭발적인 화산 활동에 의해 종료되었음을 지시하는 결과가 나오기도 하였다. 이러한 결과는 하양층군의 퇴적종료 시기는 지역에 따라 다르며, 이는 당시 화산 활동이 발생한 화산호로부터의 거리 차이 혹은 화산호에서 배호 분지로 퇴적물을 공급하는 퇴적계의 공간적 발달 양상 차이에 의한 것으로 추정된다.

#### 반야월층

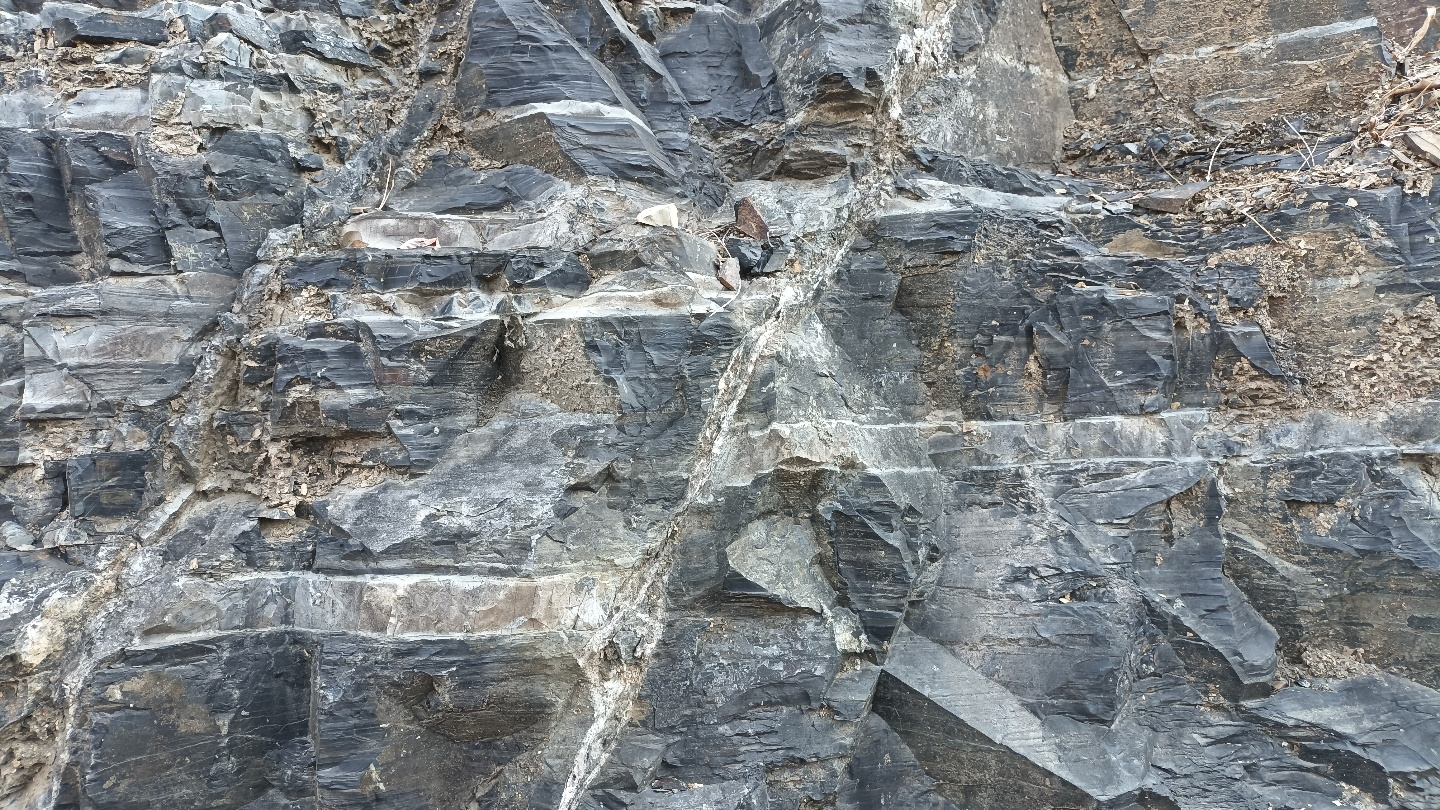
대구광역시 수성구 지산동 반야월층의 정단층

반야월층(Ksbw; Kyeongsang supergroup sindong group Banyawol formation, 半夜月層)은 함안층 상위의 지층이다. 층서상 대구층 상부에 해당하며 지층의 이름은 대구광역시 동구의 반야월 지역에서 유래되었다. U-Pb 저어콘 연대측정 결과와 구산동 응회암과의 관계로 반야월층의 최대 퇴적 시기를 9600만 년 전으로 제한할 수 있다. 구산동 응회암은 사곡층의 상부이자 춘산층 및 반야월층과 대비되는 진동층의 하부에 놓이며, 약 9700만 년 전에 분출한 것으로 알려져 있다.

#### 자인층
자인층(Kja; Kyeongsang supergroup hayang/sila group jain formation, 慈仁層)은 경산시 자인면을 중심으로 분포하는 지층이다. 이 지층은 건천리층과 대구층의 최상부의 일부를 포함한 것이다. 경주, 영천도폭에서는 사이에 있는 채약산 분암층을 경계로 하여 그 하부를 대구층, 상부를 건천리층이라 명명하였다. 그러나 채약산 분암층인 안산암류가 지역적인 분포를 이루고 있어 안산암이 없는 곳에서는 대구층 최상부의 흑색 셰일층과 건천리층의 흑색 셰일이 유사해 둘을 구분하기 어렵다. 따라서 반야월층의 상위에 있는 흑색 셰일대를 자인층으로 정하였다. 본 지층의 일부는 변성되어 있다.

#### 건천리층
건천리층(Ksst, Kks; Kyeongsang supergroup sila group Geoncheonri formation, 乾川理層)은 채약산 분암층 상위의 지층으로, 대개 흑색과 암회색의 셰일 및 실트스톤으로 구성된다. 경주시 건천읍을 중심으로 분포하며 두께는 약 800 m이다.

## 경상 누층군 유천층군
유천층군(Yucheon group)은 경상 누층군의 최상부 지층으로, 하부의 하양층군과 광역적인 경사 부정합 관계이며 주로 경상남도 동부 및 남해안 지역에 분포한다. 화성 쇄설물과 화산암류를 포함하고 있으며 그 두께는 2,000 m에 달한다. 지층의 이름은 경상북도 청도군의 유천 마을에서 유래되었다.

### 주왕산

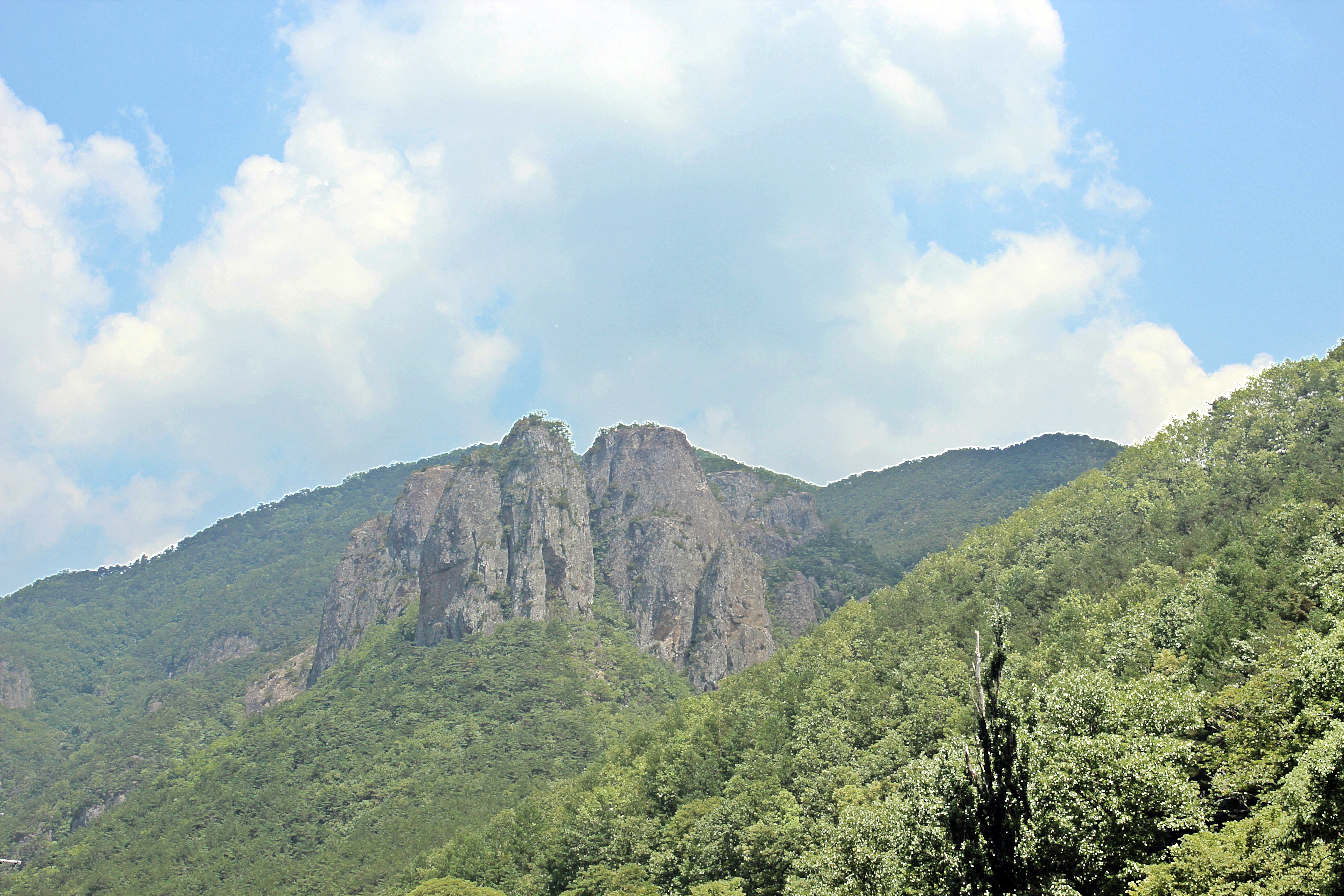
주왕산에 발달한 유천층군 안산암류로 구성된 기암괴석의 모습

백악기가 끝날 무렵 안산암질 및 유문암질 마그마에 의해 여러 곳에서 화산 작용이 일어나 주왕산을 만들었다. 주왕산과 그 주변 청송군, 영덕군, 포항시 일대 지역에서는 입봉 안산암, 지품 화산암층, 내연산 응회암, 주왕산 응회암과 너구동층, 무포산 응회암 순서로 형성되었다. 주왕산 응회암은 냉각에 따른 절리에 의해 주상절리와 절벽, 협곡, 동굴과 폭포 등의 수많은 지질 명소를 가진다.
청송군 주왕산에서 포항시 북부 내연산에 이르는 유천층군 화산암류는 청송 지질도폭(1973)에서 불국사층군 각력질안산암, 도평 지질도폭(1973)에서 경상계 안산암질암, 청하 지질도폭(1968)에서 신라층군 보경사반암류로 명명되었으나 이후 입봉 안산암층, 지품 화산암층, 내연산 응회암, 주왕산 응회암, 너구동층, 무포산 응회암으로 세분되었다.

### 최정산 각력암체
관입 석영 안산암질 각력암(Kidb; intrusive desite breccia) 또는 최정산 각력암체는 대구광역시 달성군 가창면의 최정산(906.2 m)을 중심으로 반경 8 km 에 달하는 큰 암체를 형성하고 있으며 화산 작용과 밀접한 관계가 있다. 이 암체(巖體)는 앞산 주변에서는 하양층군 반야월층과 관입 접촉하고 있으나 최정산 남쪽에서는 화강반암류(Kqp)에 의해 관입당해 있다. 앞산 주변의 퇴적암과의 관입 접촉부에서도 지질 구조적으로 약한 선을 따라 관입한 화강반암과 규장암(Kfl)과 관입 접촉 관계를 가진다. 그리고 본 암체는 중심부인 가창호 주변에서 석영몬조나이트(Kqm)에 의해 관입당했다. 즉 화강암류를 비롯한 산성 암맥(巖脈)들은 최정산 각력암체의 주변부에서 환상(環狀) 암맥(ring dike)과 같은 외양을 형성하고 있다. 전체적으로 종합해 보면 최정산 각력암체의 중심부에 관입한 석영몬조나이트를 핵으로 하여 돔(dome)의 구조를 이루고 있으며 최정산 각력암체가 화산의 뿌리였던 것으로 보인다. 월촌-본리동 일대에 분포하는 화산암층(규장암류)는 최정산 각력암체의 화도(火道)로부터 분출된 것이다. 최정산 각력암체의 관입 안산암질 각력암은 대체로 회녹색을 띠나 곳에 따라 암녹색을 띠기도 한다. 본 암석은 풍화에 대한 저항력이 강해 높은 산지와 험준한 절벽을 형성한다. 본 암체의 중앙부에 있는 각력암은 석영 안산반암질 각력암이나 그 주변부에는 안산암질 각력암 등이 분포한다. 대체로 동심원 모양으로 나타나는 암질의 차이는 화산의 뿌리에 충전한 각력암의 관입이 한 시기에 국한된 것이 아니라 여러 번 있었음을 의미한다. 실제로 가장 후기의 것으로 믿어지는 석영 안산암질 각력암 중의 각력 중 다른 안산암질 각력암의 암편(巖片)들이 발견된다. 이러한 사실은 각력암의 생성이 2회 이상 있었다는 사실을 지시한다.
유동 안산암질 각력암(Kfab; flow andesitic breccia)은 대구광역시 달성군 비슬산 부근, 옥포읍 반송리 남동부와 가창면 정대리 남서부에 국지적으로 분포하는 각력암이다. 이것이 관입 각력암(intrusive breccia)인가 또는 유동 각력암(flow breccia)인가에 대해서는 확언할 수 없으나 최정산 각력암체 부근에 분포하고 있고 본 암 중에 유동(流動) 구조가 발달되어 있는 것으로 보아 최정산 각력암체의 분포 지역이 분화구로 추정할 경우 그로부터 유출된 유동 각력암으로 보인다. 그리고 암질에 있어서 최정산 각력암체의 주변부에 분포하는 관입 안산암질 각력암과 유사하므로 그와 밀접한 관계를 갖는 것으로서 그와 동일한 시기인 것으로 보인다. 즉 본 암석은 최정산 각력암체의 안쪽에 분포하는 관입 석영 안산암질 각력암의 관입 시기보다 전에 있었던 화산 활동에 의해 생성된 암석이다. 이러한 화산 활동이 최소한 하양층군 상부 함안층과 반야월층보다 나중에 있었던 것은 확실하다. 본 암석은 흑갈색 내지 암녹색을 띠며 풍화에 대한 저항력이 강하여 고산 지역에 분포한다. 암편(巖片)은 장축 5 cm 내외의 것들이 많으며 원도(圓度)가 비교적 발달되어 관입 석영 안산암질 각력암과 쉽게 구별된다.

### 자양산층
자양산층(Kja; Kyeongsang supergroup Jayangsan formation, 紫陽山層)은 청도군의 자양산(308.1 m) 일대에 소규모 분포하는 퇴적암 지층이다. 본 층의 퇴적암류는 역암, 사암, 응회암질셰일 등으로 구성되고 다량의 화산 물질들을 포함한다. 역암과 사암은 갈색을, 셰일은 자색(赭色)과 회백색을 띤다. 본 층의 주요 구성 암석인 화산암류는 안산암질 집괴암, 치밀안산암 등으로 구성된다. 자양산층은 하양층군에 속하는 자인층과 완전 분리되어 분포하나 경산 지질도폭에서는 (1) 자양산층의 퇴적암류는 극히 조립질로서 퇴적 환경의 변화를 지시하며 (2) 경상 누층군 중에서 가장 심한 화산 작용을 수반하고 있다는 이유로 양자의 관계를 부정합으로 간주하였다.

### 주산안산암질암

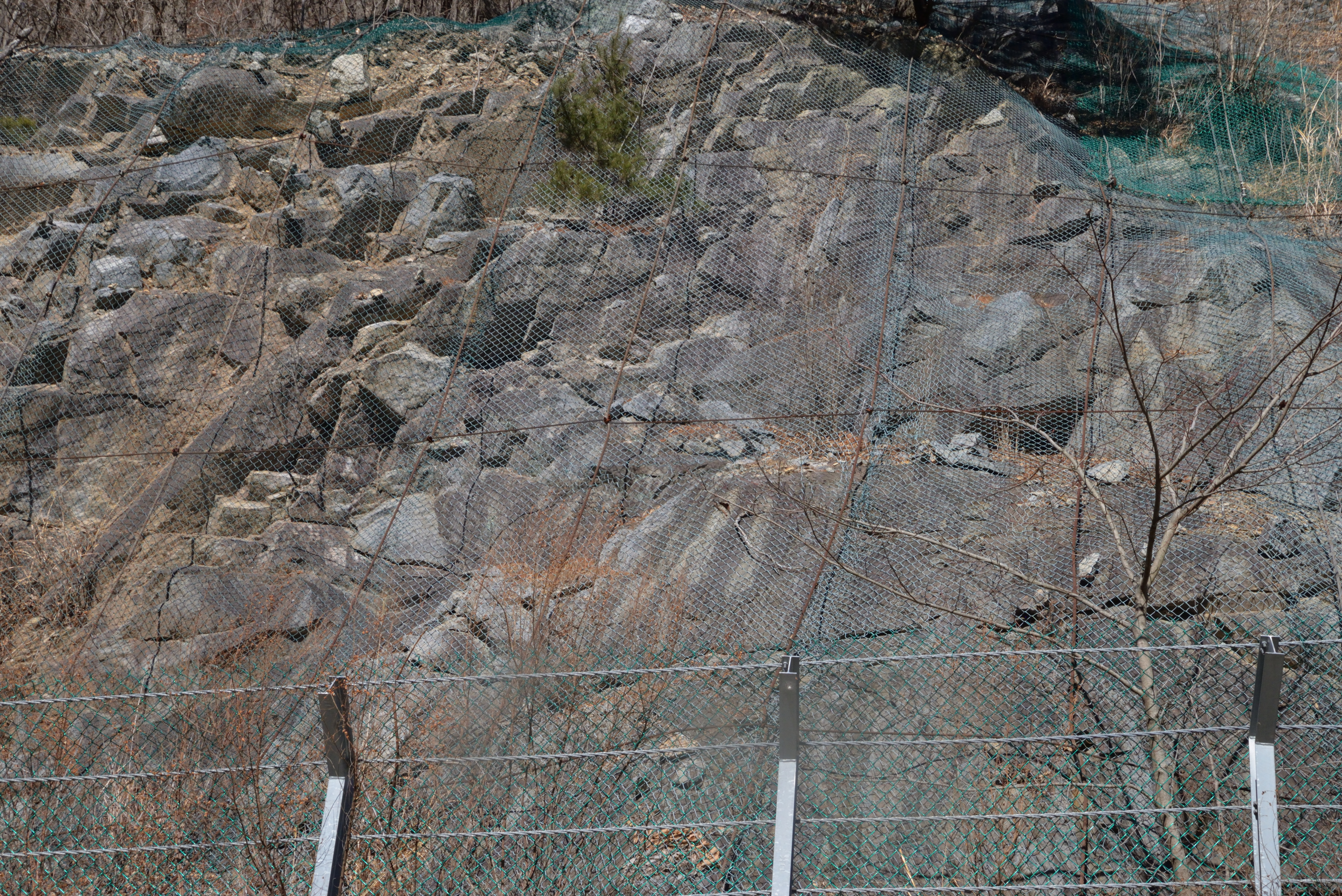
유천층군 석영안산반암, 청도군 운문면 신원리 국지도 제69호선 도로변

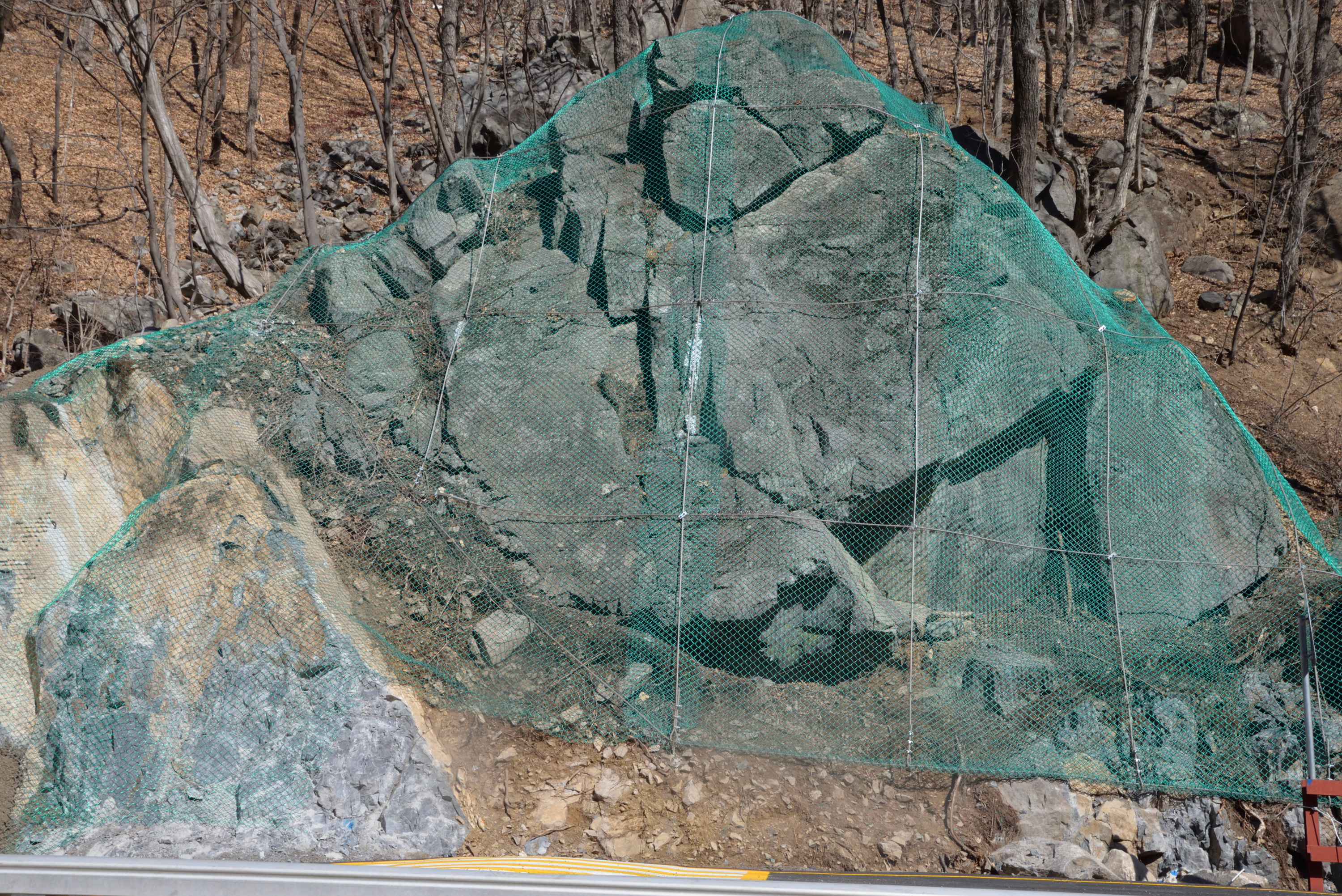
유천층군 석영안산반암, 청도군 운문면 신원리 국지도 제69호선 도로변

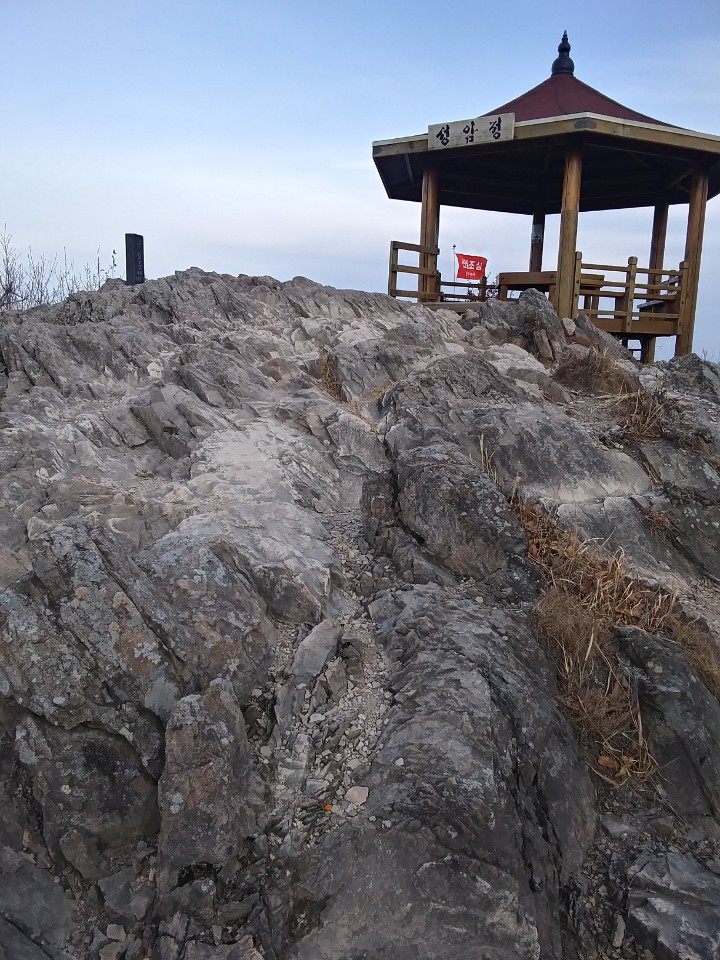
대구광역시 수성구 욱수동과 경산시 옥곡동 경계에 위치한 성암산(472.3 m)에 드러난 주산안산암질암류 안산암질암

주산안산암질암(Kjan; Kyeongsang supergroup Yucheon group Jusan andesite rock, 主山安山巖質巖) 또는 주사산안산암질암(Kan; Kyeongsang supergroup Yucheon group Jusasan andesite rock, 硃砂山安山巖質巖)은 청도군, 경주시 산내면, 밀양시, 부산광역시, 김해시, 창원시 일대에 광범위하게 분포하는 안산암질 화산암류이다. 명칭은 1927년 경주 지질도폭을 작성한 타테이와 이와오가 경주시 건천읍 소재 주사산(565.8 m)을 표식지로 하여 주사산 분암층이라 명명하였다가 1963년 마산 지질도폭 조사 당시 이에 대비되는 화산암을 주산(主山)을 표식지로 하여 주산안산암질암이라 명명한 데서 유래한다.

### 유문석영안산암
유천층군 유문석영안산암(Krb, Kyeongsang supergroup Yucheon group rhyolite-quartz andesite, 流紋石英安山巖)은 울산광역시 울주군 두동면 동부 지역에 소규모 분포하는 화산암류이다. 언양도폭에 의하면 암회색 내지 암흑색으로 안산암질암류와 유사한 암상을 보이나 석영과 자갈색(赭褐色)의 중립 내지 조립의 장석 반정, 그리고 불규칙한 화산력을 포함하고 응회질 집괴암을 협재하기도 한다. 본 암은 대구층을 관입하고 화강섬록암에 의해 관입당했다.

### 치술령 화산암층
치술령 화산암(Chisulryoung Volcanic Formation)은 울산광역시 서부 치술령 지역에 분포하는 화산암 지층으로 500 m 두께의 규산화산쇄설암류로 구성되고 지역적으로 퇴적암이 협재된다. 칼륨-아르곤 연대 측정 결과 척과리 화강섬록암(87.9±6.3 Ma) 관입 이전에 분출한 것과 가대리 화강암(63.9±1.8 Ma) 이전에 분출한 화산암으로 구성된 것으로 밝혀졌다. 따라서 첫번째 화산작용은 백악기 후기 상파뉴절(Campainan) 이전에, 두번째 화산작용은 마스트리흐트절 또는 팔레오세 이전에 발생하였다.

### 원효산함각력안산반암
유천층군 원효산함각력안산반암(Kwba; Kyeongsang supergroup Yucheon group Wonhyosan brecciated andesite porphyry, 元曉山含角礫安山斑巖)은 양산시 평산동의 원효산과 천성산(920.2 m)을 중심으로 양산시 상북면 석계리, 부산광역시 기장군 장안읍 장안리와 기룡리, 용소리, 삼각산(468.6 m), 양산시 용당동과 삼호동, 울주군 온양읍 운화리 경계에 위치한 대운산(742.6 m) 일대에 분포하는 암석이다. 본 암은 주산안산암질암의 분출 후 주산안산암질암을 덮고 있으며 불국사 화강암류에 의해 관입당했다. 대운산 부근에서 관찰한 바에 따르면 본 암석의 두께는 650 m 이상에 달할 것으로 측정된다. 기장군 장안읍 장안리에는 본 암석 분포지에 장안사계곡이 발달하며 안산암, 안산암질 화산각력암, 반상 안산암, 치밀안산암, 데사이트 등의 다양한 암석들로 구성되고 대부분 반상 조직을 보인다.

### 운문사유문암질암류

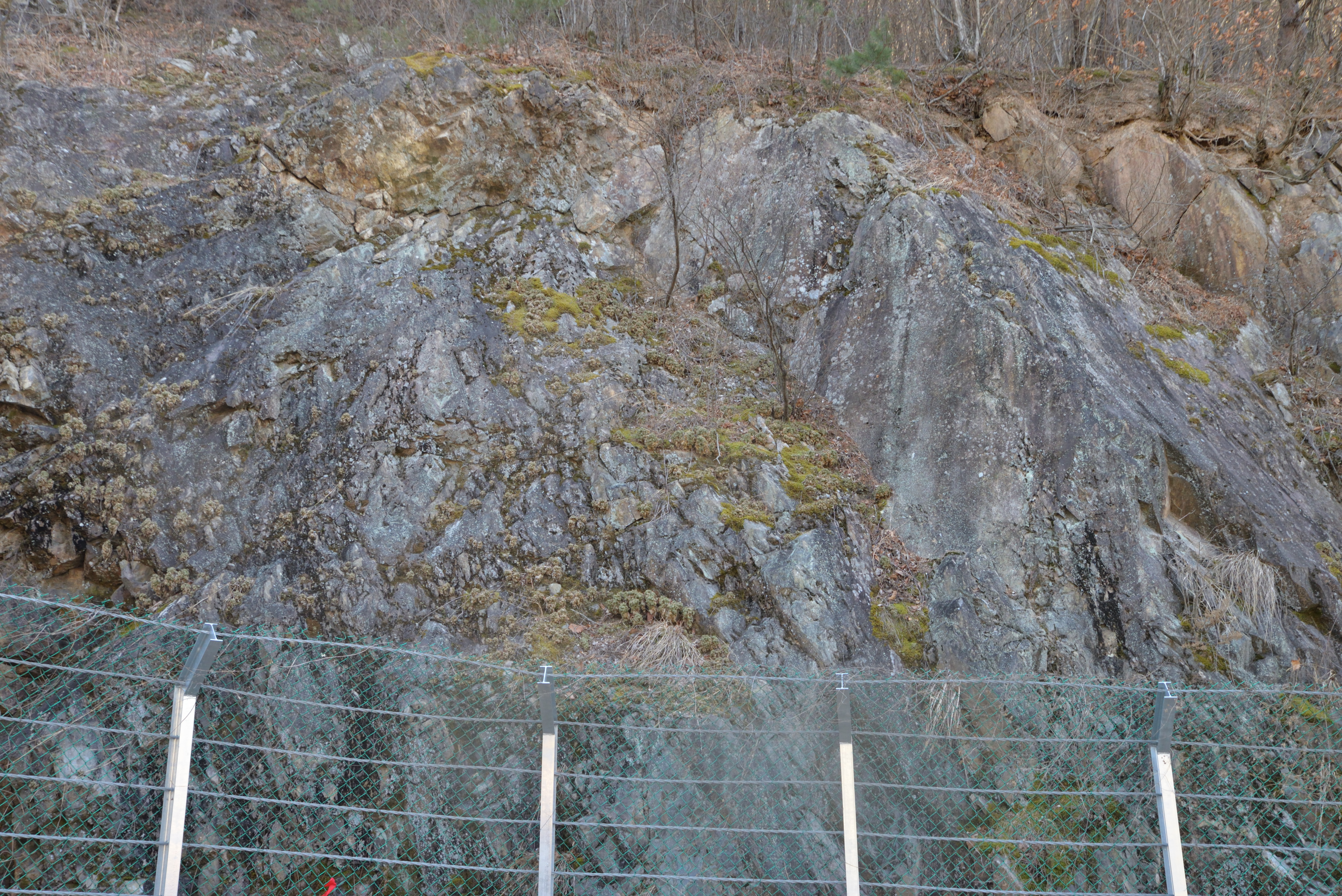
유천층군 운문사산성화산암류 유문석영안산암, 청도군 운문면 방음리 국지도 제69호선 도로변

유천층군 운문사유문암질암류(Kyeongsang supergroup Yucheon group Unmunsa rhyolitic rocks, 雲門寺流紋巖質巖類)는 운문산을 중심으로 청도군, 밀양시 동부 지역에 분포하는 유문암질암류이다. 암상과 화학 성분에 의해 아래로부터 응회각력암, 석영안산암질 회류응회암, 유문암질 강하응회암, 유문암질 회류응회암, 화제리층, 강하응회암, 유문석영안산암질 회류응회암 그리고 유문암으로 구분된다.

### 팔룡산 응회암

김해시 봉화산의 부엉이바위는 팔룡산 응회암 하부의 각력질 응회암으로 구성된다.

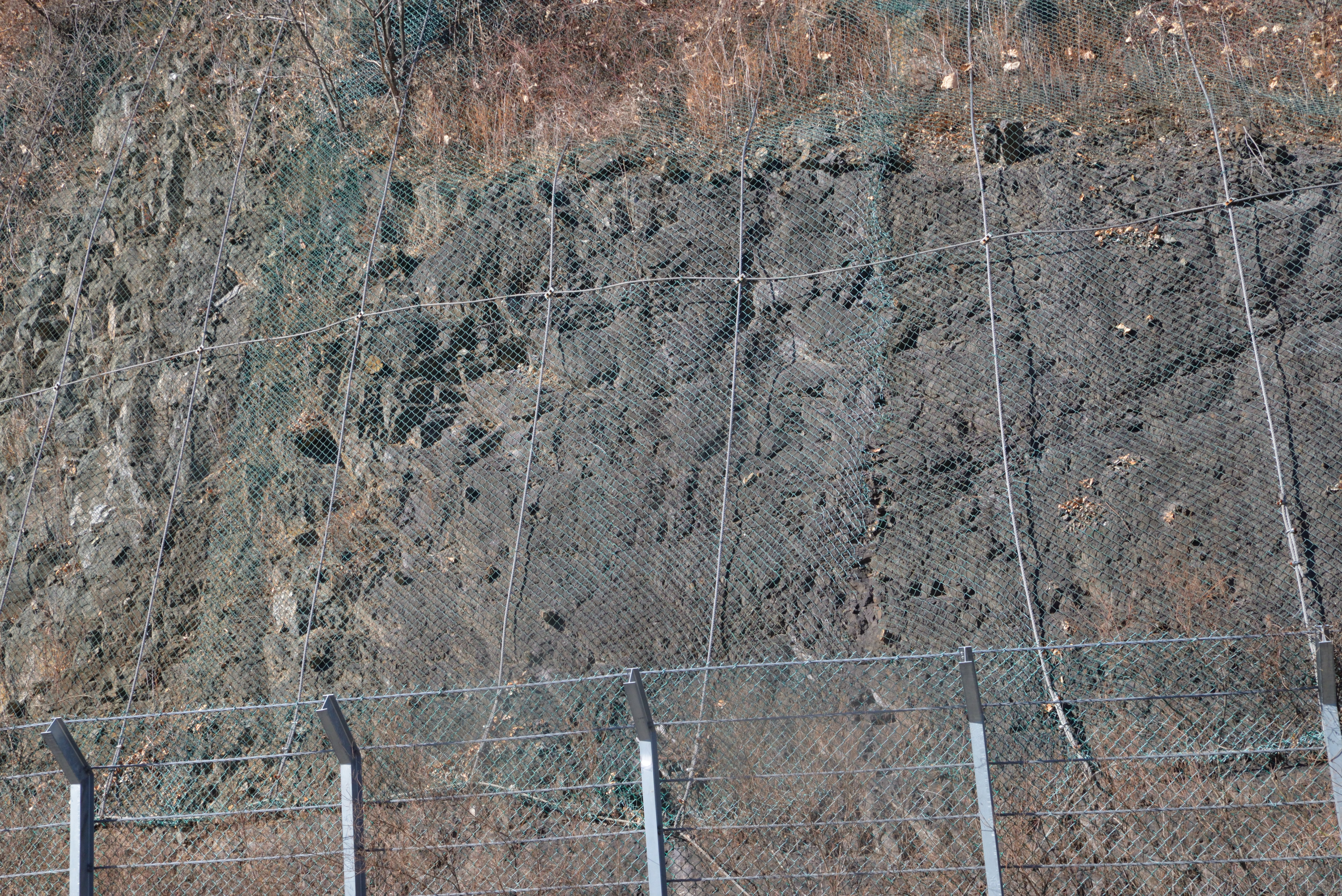
경상 누층군 유천층군 팔룡산 응회암, 창녕군 성산면 방리 비티재 정상

팔룡산 응회암(Kpt; Kyeongsang supergroup Yuchoen group Palryongsan tuff, 八龍山 凝灰巖)은 창원시 마산회원구 봉암동의 팔룡산, 김해시 진영읍과 한림면, 생림면 북서부, 밀양시 초동면과 하남읍 일부 지역에 분포한다.
- 마산도폭(1963)에 의하면 신라통의 최후 암석이며 북동 방향의 마산 향사축부에 주 분포를 나타내고 쐐기 모양으로 팔룡산 부근에서는 협소하나 진영읍 일대에서 광범위하게 분포하여 평야를 형성하고 의창구 북면 월백리와 신촌리에도 분포한다. 주로 녹색의 응회암과 각력질 응회암으로 구성되고 풍화된 면은 백색을 띠며 진영읍에서는 담회색의 층리가 정연한 응회질이암 및 셰일층을 협재하고 백월산 부근 월백리 계곡에서는 이암, 셰일 및 회녹색 알코스사암층을 협재한다.[77]
- 김해도폭(1964)에 의하면 진동층을 정합으로 덮으며 각력질 응회암을 주로 하는 하부층(tb)과 응회질사암을 주로 하는 상부층(Kpt)으로 구별된다. 하부층은 대체로 (담)회색을 띠고 녹색 또는 담홍색으로 변하는 부분도 있으며 김해시 진영읍 본산리와 봉화산(140.7 m), 한림면 장방리에 분포한다. 상부층은 주로 응회질사암으로 구성되며 응회암, 역암, 이회암, 이암 등도 수반되고 이들은 서로 호층을 이룬다. 상부층은 김해시 생림면 생림리와 봉림리, 주촌면 망덕리, 명법동 등지에 분포한다. 본 층의 상부에는 녹색각력암이 정합으로 놓인다. 본 층의 주향과 경사는 생림면 부근에서 북서 40~70°, 북동 20~30°이며 주촌면에서는 불규칙하나 대체로 북동 40~50°및 북서 12~27°를 보인다. 본 층의 하한이 나타나지 않으나 하부층은 150, 상부층은 360 m 이상의 두께를 가진다.
- 영산 지질도폭(1964)에 의하면 주로 녹회색 응회암, 자색 응회질 각력암 및 셰일로 구성되며 풍화에 약해 밀양시 하남읍 양동리, 초동면 금포리, 명성리 등지에 평야나 낮은 구릉지대를 형성한다.

### 부산광역시

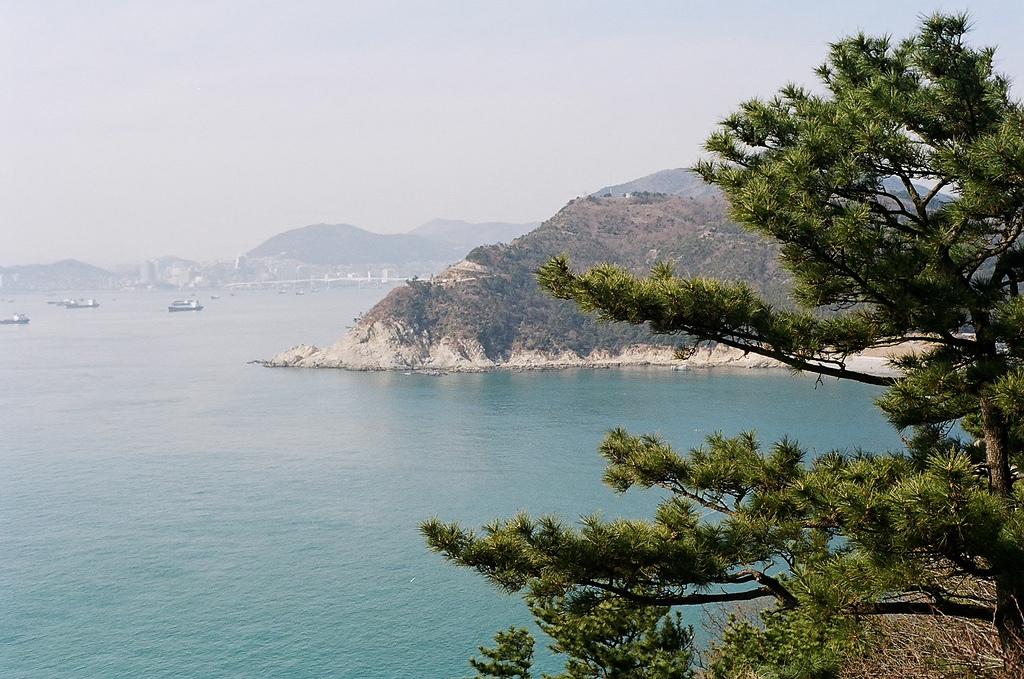
태종대의 퇴적암층의 모습. 유천층군 암회색 응회질 퇴적암(Kts)에 해당하는 지층이다.

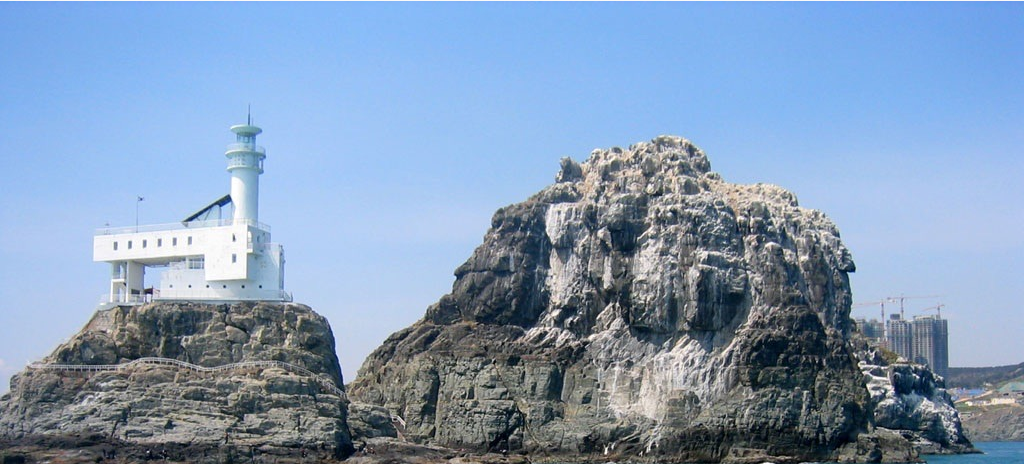
오륙도에 분포하는 경상 누층군 유천층군 안산암질 화산각력암(Kanb)의 모습. 부산 지질도폭에서 설명된 그대로 미약한 층상 구조를 보이고 있다.

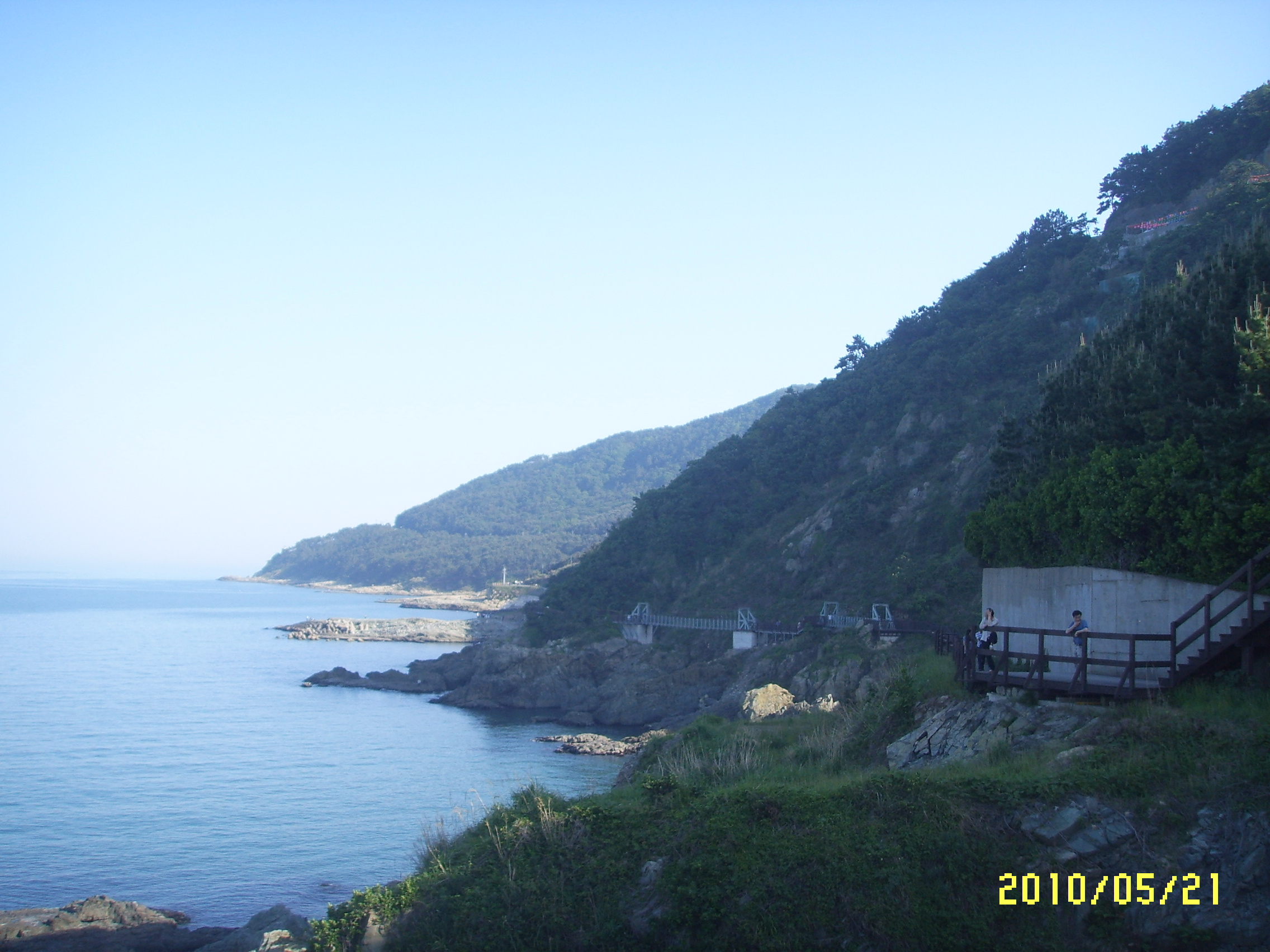
이기대 공원 산책로에 드러난 유천층군 안산암질 화산각력암(Kanb)

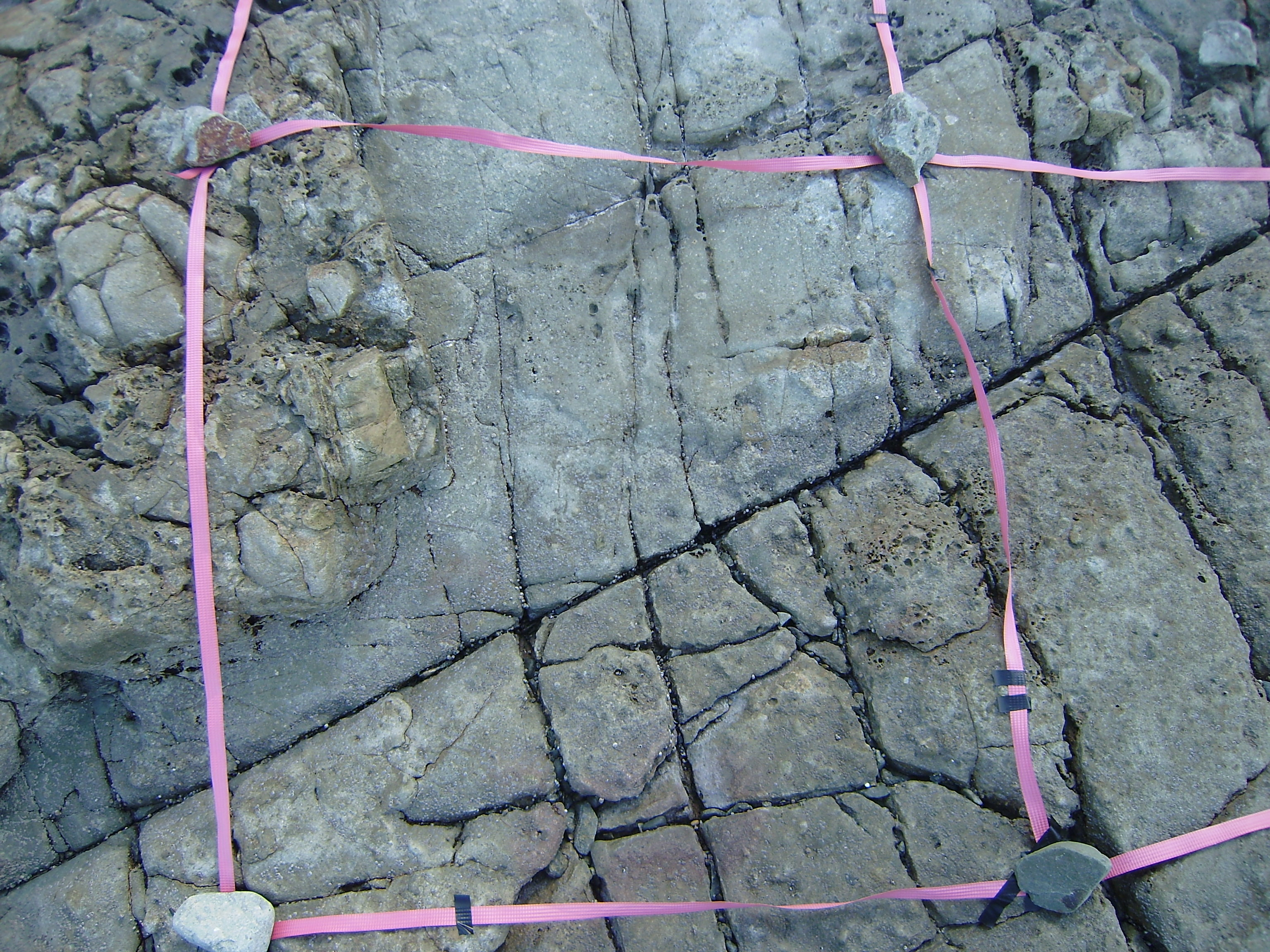
부산광역시 유천층군 안산암질 화산각력암에 나타나고 있는 절리들. 격자 크기는 1mX1m

부산광역시에는 그 생성 연대가 불분명한 다대포층과 이천리층을 포함하여 경상 누층군 유천층군의 여러 화산암류와 불국사 화강암류가 넒게 분포하고 있다.

### 고성층
고성층(Kgos; Kyeongsang supergroup Yuchoen group Goseong formation, 固城層)은 경상남도 고성군 남동부의 고성읍, 삼산면과 거류면의 거류산(571.7 m), 면화산(413.7 m), 통영시의 도산면 서부 지역에 접시 모양의 향사 구조로 분포하는 유천층군 최하부 지층이다. 최소 650 m 이상의 두께를 가지는 고성층은 하양층군 최상부의 진동층을 평행 부정합으로 덮고 있으며, 유천층군 안산암류와 불국사 화강암류에 의해 피복 또는 관입당해 있다. 고성층은 암상에 따라 녹회색의 응회질사암, 역암, 이암, 붉은색의 응회질 사질이암 등으로 구성되는 하부, 붉은색이 우세한 사암과 사질이암으로 구성되는 중부, 녹회색 내지 암회색의 세립질사암, 역암, 적색 사질이암이 주로 나타나는 상부로 구분된다. 고성층의 상한은 주 분포지 중앙부의 최상부 응회암층으로 인지된다. 고성층 하부의 데사이트질 응회암에서 추출한 쇄설성 저어콘의 U-Pb SHRIMP 연대측정 결과는 92.1±3.2 Ma를 보여 고성층의 퇴적은 약 9200만 년 전 시작되었으며, 고성층 상부에 협재되는 데사이트질 화산회 응회암(N 34°57'51.28", E 128°15'59.11")과 고성층을 피복하는 안산암질 화산회 응회암(N 34°58'01.88", E 128°16'09.73")에 대해 실시한 저어콘 U-Pb 절대연령측정 결과는 각각 약 89.1±0.4 Ma와 약 85.0±0.3 Ma 를 보여 고성층의 퇴적이 85 Ma 이전에 종결된 것을 지시한다.

### 통영시와거제시

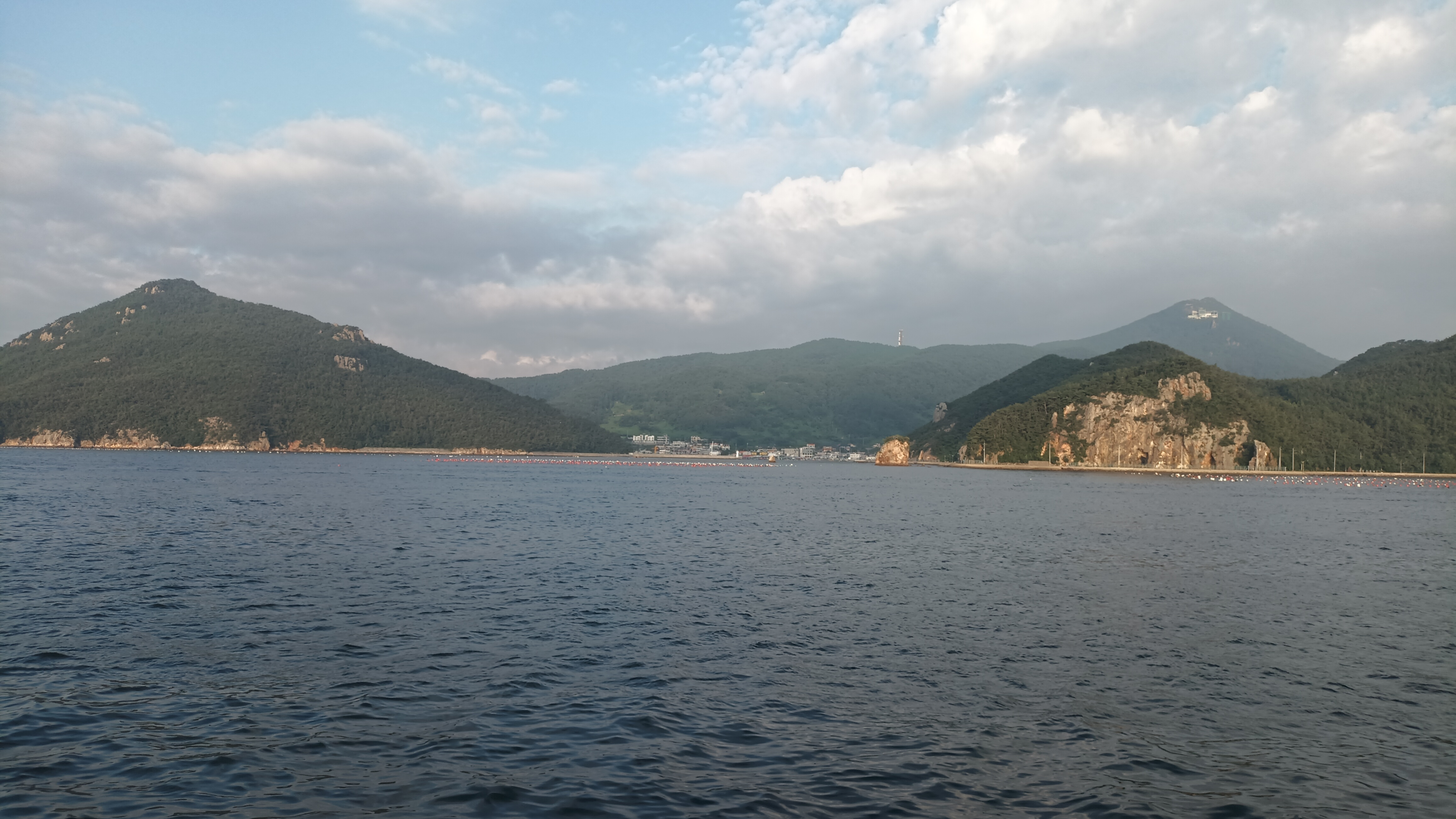
통영시 한산도 동측, 산양읍 영운리의 이운항과 해안도로에 드러난 미륵산 안산암(Kmra)

통영시, 거제시 지역에 분포하는 유천층군은 주산안산암질암(주사산 아층군)에 해당하는 하부 안산암질암류, 운문사유문암질암류에 해당하는 하부 유문암질암류, 상부 안산암질암류, 상부 유문암질암류로 구분된다.

### 장평리층
장평리층(Kjpe; Kyeongsang supergroup Yuchoen group Jangpyeongri formation, 長坪里層)은 통영시 용남면 장평리에서 이름이 유래되었으며 통영시 여기저기에 흩어져 분포하고 심지어 주 분포지에서 멀리 떨어진 남해군에도 분포하는 것으로 보아 남해 바다 밑으로 연결될 것으로 생각된다. 장평리층은 통영-거제 지역의 운문사유문암질암류에 해당하는 하부 유문암질암류의 일부이다.
충무 지질도폭(1983)에 의하면 본 층 하부는 회녹색, 담녹색의 응회질사암을 주로하고 응회질역암을 협재하며 상부는 암회색 셰일이 주이고 담회색 사암, 황갈색의 응회질력암이 협재된다. 용남면 장평리와 원평리 남부, 동달리, 거제도 서부 사등면 덕호리와 둔덕면 학산리, 술역리의 해안, 저도, 사리섬, 시무섬, 고개섬, 해간도, 방화도, 항남동 등에 분포한다. 미조-미륵도 지질도폭(2016)에 의하면 본 층의 하부는 응회질역암과 사암의 호층으로 구성되고 상부는 셰일과 사암의 호층으로 구성되며 라필리 응회암이 협재된다. 장평리층은 밀양 지역의 주사산안산암질암류 정각산층에 대비되고 남해·서상도폭의 당항리층과 대비된다. 본 층은 통영시 도남동과 공주섬, 남해도 상주면 상주리 남부와 미조면 미조도에 흩어져 소규모로 분포한다. 지층의 주향과 경사는 도남동에서 북동 15~30°및 남동 16°~20°, 미조면 미조도에서 북동 55~80°및 북서 17°~23°로 경사된다. 지층의 두께는 도남동에서 약 30 m 이상이며 미조면 금포에서 120 m 이상이고 미조도에서는 15 m 이상이다.

### 여수시와남해군
전라남도 여수시와 남해군 지역에는 경상 누층군 신동층군, 하양층군과 함께 유천층군의 여러 응회암 지층과 불국사 화강암류가 분포한다. 여수시와 도서 지역에 넓게 분포하는 유천층군은 안산암질 응회암 및 응회질 퇴적암과 유문암질 응회암으로 구성되며 하부에서부터 웅방산 응회암, 신성리층, 봉화산 응회암과 고흥 응회암, 구봉산 응회암, 안포 응회암과 팔영산 응회암, 향일암 응회암, 금오 응회암, 안도 응회암으로 구분된다.

## 불분명·기타
경상 분지 내에는 그 생성 시기가 불분명해 다른 지층들에 명확하게 대비하기 힘든 지층들이 존재한다. 봉화군의 묘곡층과 영덕군의 경정동층, 부산광역시의 다대포층과 이천리층, 거제시의 성포리층 등이 있으며 이들 지층의 형성 시기는 학자들마다 의견이 다르다.

### 묘곡층
묘곡층(Jm; Jurassic Myogok formation, 卯谷層)은 봉화군 재산면 상리의 묘골 계곡 일대에 소규모로 분포하는 지층이다. 예안, 춘양도폭(1963)에서는 선(先)경상계인 쥐라기의 지층으로 보고되었으나 신동층군 낙동층에 대비된다는 의견도 있다. 분포지 남쪽과 서쪽에서는 경상 누층군 울련산층과 동화지층에 의해 부정합으로 덮이고 북쪽에서는 갈산 스러스트 단층에 의해 선캄브리아기 원남층이 25~30°의 저각으로 묘곡층 위로 충상되어 있다.

### 경정동층

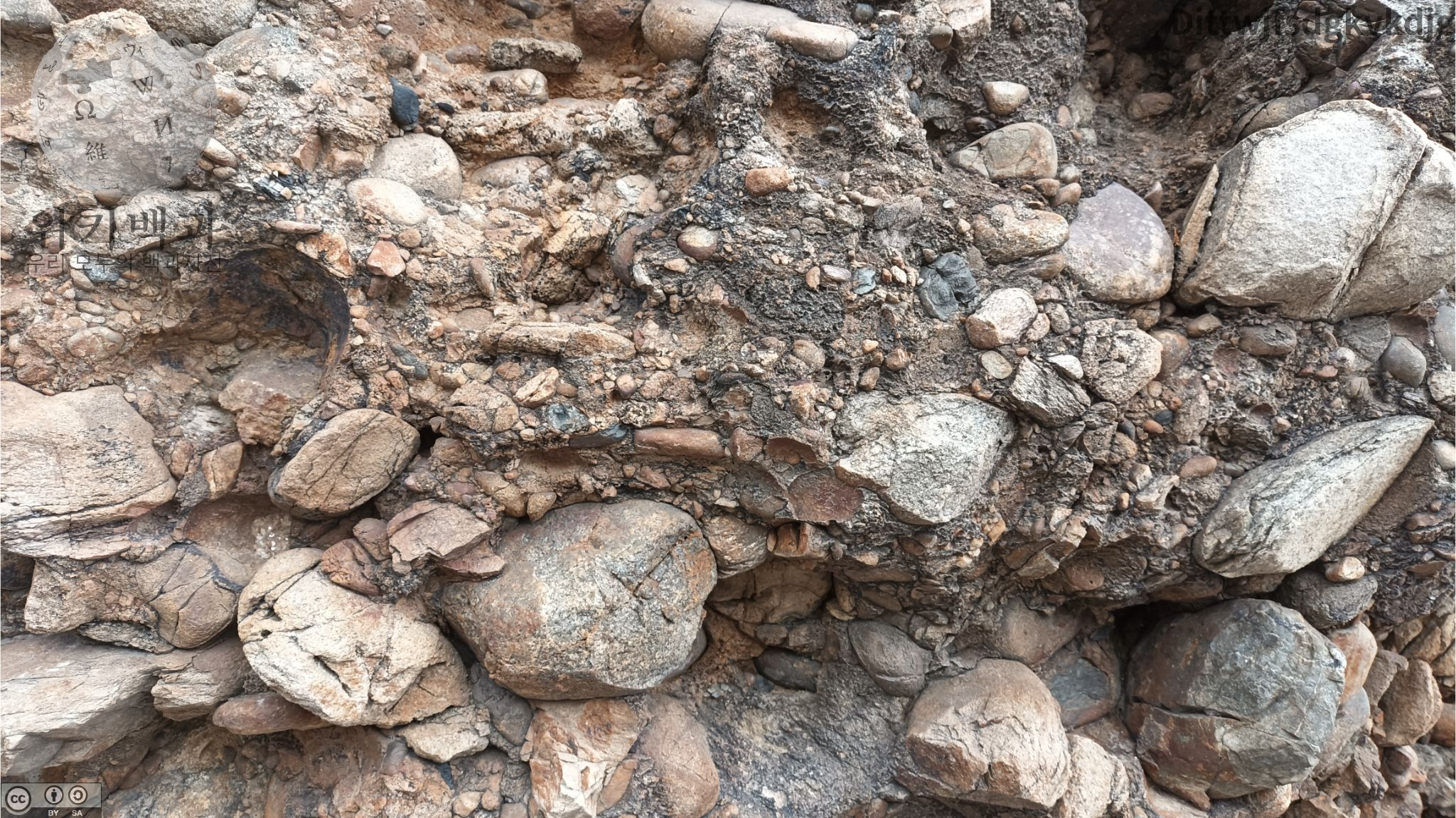
경정동층의 역암, 영덕군 축산면 경정리

경정동층(Kdk; Gyeongsang supergroup Gyeongjeongdong formation, 景汀洞層)은 영덕군 축산면 경정리 남부에 동북동-서남서 방향으로 소규모 분포하는 두께 280 m의 지층으로, 선경상계 쥐라기 우백질 화강암 위에 부정합으로 퇴적되어 있고 울련산층에 의해 정합으로 덮여있다. 주로 역암, 역질사암, 회색 사암, 미사암, 암회색 이암으로 구성되며 화산암력은 포함하지 않고 기저부는 함백운모흑색사암, 장석질 사암, 사질역암 등으로 구성된다. 암석은 회색 내지 암회색을 띠며 자색은 띠지 않고 연속성이 불량한 두께 1 m 이내의 무연탄층을 협재하기도 하며, 중부 층준에는 약 1 m 두께의 붉은색 이암이 2매 협재된다. 전체적으로 상향 세립화 경향을 보이며, 경정동층의 하부에서 평균 장경 15 cm, 중부에서 장경 5 cm, 상부에서 장경 2 cm 등 상부로 갈수록 역의 크기와 함량이 줄어들어 최상부에서 역질사암층이 사암 및 이암층과 교호하고 있다.

### 묘곡층-경정동층 관계
장기홍과 양승영(1970)은 지층의 암상과 화석에 근거해 영덕군의 경정동층과 그때까지 선경상계 지층으로 알려져 있던 봉화군의 묘곡층을 낙동통(신동층군)의 연화동층(낙동층)에 대비되는 것으로 추정하였다. 그리고 경정동층은 습곡 작용을 받지는 않았으나 층서적 상황은 묘곡층과 매우 흡사하다. 이는 "묘곡층은 경정동층과 동일한 기원을 가진 지층이며, 이 양자는 영양 소분지의 하양층군(울련산층, 동화치층, 가송동층, 청량산층, 도계동층) 밑에 깔려 있을지 모르는 가칭 묘곡-경정동층의 두 노두에 불과하다는 생각을 갖게 한다". 이 언급대로라면, 묘곡층과 경정동층은 사실 동일한 지층이며 그 일부만이 봉화와 영덕 지역에 따로 떨어져 소규모로 드러나 있는 것이다. 즉 영양군 지하 깊숙한 곳에 지표 상으로 드러나지 않는 가칭 '묘곡-경정동층'이 울련산층~도계동층 밑에 기저층으로 깔려 있는 것이다.

### 다대포층(다대포 분지)
다대포층(Dadaepo formation, 多大浦層)은 부산광역시 다대포 주변의 다대동, 장림동, 구평동, 암남동의 대부분 지역에 분포하는 지층이다. 이 지층이 퇴적된 평행사변형 모양의 다대포 분지는 유천층군의 화산 활동이 활발하였던 밀양 소분지 내에 독특하게 만들어진 소규모 퇴적 분지로서 분지의 동쪽과 서쪽은 각각 양산 단층과 동래 단층으로 규제되며 백악기 말 화산 활동이 활발했던 시기에 두 단층의 좌수향 주향 이동 운동과 관련된 북동-남서방향의 인장력에 의해 만들어진 당겨-열림형(pull-apart) 분지이다. 다대포층 상부에는 폭발적인 화산 활동의 산물인 안산암질 화산 각력암 및 안산암류가 대량으로 놓이는데 아마도 다대포층은 이러한 화산 활동 절정기 직전에 유천층군 화산 활동이 광역적으로 시작되었지만 아직까지 정상적인 퇴적이 우세했던 시기 즉 유천층군 퇴적 초기의 산물로 간주된다. 다대포층의 총 두께는 1,000 m 이상에 이르며 상한은 안산암질 화산각력암 직하부의 현무암질 안산암까지로 정해졌다. 다대포층은 해안가에 분포하며 층리가 북쪽 내지 북북동 방향으로 경사져 있어 다대포층 기저 기반암은 남쪽 바닷가 일부 노두에서만 관찰된다. 다대포층 내에는 다양한 조성과 산상(중성 및 산성)을 가진 암맥과 암상이 관찰된다. 사하구 다대동 두송반도 일대 해안에 드러난 다대포층의 적색 세립사암 또는 사질이암에서는 공룡 알 화석이 산출된다. 다대포층은 부산국가지질공원 송도반도 지질탐방로에서 가장 잘 관찰할 수 있다.

### 이천리층
이천리층(Icheonri formation, 伊川里層)은 부산광역시 기장군 일광읍의 거의 전 지역과, 기장읍 신천리, 청강리-연화리, 금정구 청룡동의 계명산(599.9 m) 산정부, 부산진구 초읍동의 금정봉(399.9 m) 주변, 초읍동-부암동-연지동 경계 산악 지역에 분포한다. 본 지층은 흑색 또는 암회색의 셰일로 구성되어 있으며 암회색 세립사암이 극히 소량 함유되어 있다. 본 암석의 분포로 보아 본 지층은 화성 활동이 있기 전에 더 넓은 지역에 분포하고 있었던 본 지역의 기저암층으로 해석될 수도 있으나 이들이 안산암류의 관입으로 현재와 같은 잔류 분포를 가지게 된 것으로 설명하기는 어렵다. 본 지층은 일광읍에서 북동 30~45°의 주향과 북서 18~30°의 경사를 보이고, 냉정사 부근에서는 북서 4~32°의 주향과 남서 14~26°의 경사를 보이며 본 층의 분포 지역에 따라 커다란 변화가 있다.
동래-월내 지질도폭(1978) 조사 당시 본 지층에서 화석이 발견되지 않아 지질시대를 정확히 알 수 없지만 경상 누층군의 신라층군에 속하는 것으로 추정되었다. 이후 2014년 이천리층의 사암 내 저어콘 SHRIMP 연대측정을 통해 96 Ma 가 보고되었으며 이천리층이 적어도 96 Ma 이후에 퇴적되었음을 지시한다. 이는 이천리층이 하양층군 진동층 내지 유천층군 다대포층에 층서적으로 대비될 수 있음을 지시한다. 그러나 열변성에 의한 혼펠스화가 다대포층에는 나타나지 않지만 진동층에는 나타나고 이천리층 퇴적암에 혼펠스화가 상당히 진행된 점을 고려한다면 시층서적으로 이천리층이 진동층에 대비될 가능성도 있다.
부산광역시 기장군 신평리의 신평소공원 해안 신평리 공룡발자국 화석산지에 분포한 이천리층은 대체로 북동 70°의 주향과 북서 30°의 경사를 가지며 해안을 따라 드러나 있다. 이곳의 이천리층에서는 진동층에서 보고된 것과 유사한 기원으로 해석되는 양방향성 사엽층리, 일본에서 기원된 것으로 해석되는 방산충 화석을 포함한 처트 역들과 연질퇴적변형구조, Skolithos 등과 같은 무척추동물의 생흔 화석, 조각류, 용각류, 수각류를 포함한 공룡발자국 화석과 새발자국 화석, 특이 형태의 척추동물 발자국 화석, 골편(骨片) 화석, 케이로레피드과(Cheirolepidaceae)에 속하는 Frenolopsis type으로 보이는 구과식물 화석이 확인된다.

### 성포리층
성포리층(Seongpori formation, 城浦里層)은 거제시 사등면 성포리에서 이름이 유래되었으며 거제시 하청면 유계리, 석포리, 덕곡리, 솔병산(437.4 m)과 앵산(513 m), 연초면 한내리 동부와 오비리 서부, 장평동, 사등면 사등리와 성포리 해안가, 청곡리 일부 지역과 연초면 죽토리-수월동-옥포동-아주동-양정동-문동동 경계 지역, 북병산(471.8 m)과 동부면 구천리, 산양리, 부춘리 남동부, 학동리, 남부면 갈곶리 중부와 다포리 서부, 저구리 지역에 분포한다. 성포리층은 혼펠스화된 셰일, 사암, 역암으로 구성되며 층리 발달이 미약하다.

## 지질시대
절대연령 측정 결과와 화석의 산출 등에 의한 경상 누층군 각 지층들의 가능한 지질시대의 범위는 다음과 같다.
|  | 66                    | 백 악 기 | 백 악 기 후 세         | 마스트리흐트절 Maastrichtian |        |  |  |        |        |             |  |          |  |  |  |  |
|  | 66                    | 백 악 기 | 백 악 기 후 세         | 마스트리흐트절 Maastrichtian |        |  |  |        |        |             |  |          |  |  |  |  |
|  | 67                    | 백 악 기 | 백 악 기 후 세         | 마스트리흐트절 Maastrichtian |        |  |  |        |        |             |  |          |  |  |  |  |
|  | 무포산 응회암         | 백 악 기 | 백 악 기 후 세         | 마스트리흐트절 Maastrichtian |        |  |  |        |        |             |  |          |  |  |  |  |
|  | 68                    | 백 악 기 | 백 악 기 후 세         | 마스트리흐트절 Maastrichtian |        |  |  |        |        |             |  |          |  |  |  |  |
|  |                       | 백 악 기 | 백 악 기 후 세         | 마스트리흐트절 Maastrichtian |        |  |  |        |        |             |  |          |  |  |  |  |
|  | 69                    | 백 악 기 | 백 악 기 후 세         | 마스트리흐트절 Maastrichtian |        |  |  |        |        |             |  |          |  |  |  |  |
|  |                       | 백 악 기 | 백 악 기 후 세         | 마스트리흐트절 Maastrichtian |        |  |  |        |        |             |  | 다대포층 |  |  |  |  |
|  | 70                    | 백 악 기 | 백 악 기 후 세         | 마스트리흐트절 Maastrichtian |        |  |  |        |        |             |  |          |  |  |  |  |
|  |                       | 백 악 기 | 백 악 기 후 세         | 마스트리흐트절 Maastrichtian |        |  |  |        |        |             |  |          |  |  |  |  |
|  | 71                    | 백 악 기 | 백 악 기 후 세         | 마스트리흐트절 Maastrichtian |        |  |  |        |        |             |  |          |  |  |  |  |
|  |                       | 백 악 기 | 백 악 기 후 세         | 마스트리흐트절 Maastrichtian |        |  |  |        |        |             |  |          |  |  |  |  |
|  | 72                    | 백 악 기 | 백 악 기 후 세         | 마스트리흐트절 Maastrichtian |        |  |  |        |        |             |  |          |  |  |  |  |
|  | 샹파뉴절 Campanian    | 백 악 기 | 백 악 기 후 세         |                              |        |  |  |        |        |             |  |          |  |  |  |  |
|  | 73                    | 백 악 기 | 백 악 기 후 세         |                              |        |  |  |        |        |             |  |          |  |  |  |  |
|  |                       | 백 악 기 | 백 악 기 후 세         |                              |        |  |  |        |        |             |  |          |  |  |  |  |
|  | 74                    | 백 악 기 | 백 악 기 후 세         |                              |        |  |  |        |        |             |  |          |  |  |  |  |
|  |                       | 백 악 기 | 백 악 기 후 세         |                              |        |  |  |        |        |             |  |          |  |  |  |  |
|  | 75                    | 백 악 기 | 백 악 기 후 세         |                              |        |  |  |        |        |             |  |          |  |  |  |  |
|  | 부남암주              | 백 악 기 | 백 악 기 후 세         |                              |        |  |  |        |        |             |  |          |  |  |  |  |
|  | 76                    | 백 악 기 | 백 악 기 후 세         |                              |        |  |  |        |        |             |  |          |  |  |  |  |
|  |                       | 백 악 기 | 백 악 기 후 세         |                              |        |  |  |        |        |             |  |          |  |  |  |  |
|  | 77                    | 백 악 기 | 백 악 기 후 세         |                              |        |  |  |        |        |             |  |          |  |  |  |  |
|  |                       | 백 악 기 | 백 악 기 후 세         |                              |        |  |  |        |        |             |  |          |  |  |  |  |
|  | 78                    | 백 악 기 | 백 악 기 후 세         |                              |        |  |  |        |        |             |  |          |  |  |  |  |
|  |                       | 백 악 기 | 백 악 기 후 세         |                              |        |  |  |        |        |             |  |          |  |  |  |  |
|  | 79                    | 백 악 기 | 백 악 기 후 세         |                              |        |  |  |        |        |             |  |          |  |  |  |  |
|  |                       | 백 악 기 | 백 악 기 후 세         |                              |        |  |  |        |        |             |  |          |  |  |  |  |
|  | 80                    | 백 악 기 | 백 악 기 후 세         |                              |        |  |  |        |        |             |  |          |  |  |  |  |
|  |                       | 백 악 기 | 백 악 기 후 세         |                              |        |  |  |        | 진동층 |             |  |          |  |  |  |  |
|  | 81                    | 백 악 기 | 백 악 기 후 세         |                              |        |  |  |        |        |             |  |          |  |  |  |  |
|  |                       | 백 악 기 | 백 악 기 후 세         |                              |        |  |  |        |        |             |  |          |  |  |  |  |
|  | 82                    | 백 악 기 | 백 악 기 후 세         |                              |        |  |  |        |        |             |  |          |  |  |  |  |
|  |                       | 백 악 기 | 백 악 기 후 세         |                              |        |  |  |        |        |             |  |          |  |  |  |  |
|  | 83                    | 백 악 기 | 백 악 기 후 세         |                              |        |  |  |        |        |             |  |          |  |  |  |  |
|  | 생통주절 Santonian    | 백 악 기 | 백 악 기 후 세         |                              |        |  |  |        |        |             |  |          |  |  |  |  |
|  | 84                    | 백 악 기 | 백 악 기 후 세         |                              |        |  |  |        |        |             |  |          |  |  |  |  |
|  | 팔공산 화강암         | 백 악 기 | 백 악 기 후 세         |                              |        |  |  |        |        |             |  |          |  |  |  |  |
|  | 85                    | 백 악 기 | 백 악 기 후 세         |                              |        |  |  |        |        |             |  |          |  |  |  |  |
|  |                       | 백 악 기 | 백 악 기 후 세         |                              |        |  |  |        |        | 고성층      |  |          |  |  |  |  |
|  | 86                    | 백 악 기 | 백 악 기 후 세         |                              |        |  |  |        |        |             |  |          |  |  |  |  |
|  | 코냐크절 Coniacian    | 백 악 기 | 백 악 기 후 세         |                              |        |  |  |        |        |             |  |          |  |  |  |  |
|  | 87                    | 백 악 기 | 백 악 기 후 세         |                              |        |  |  |        |        |             |  |          |  |  |  |  |
|  |                       | 백 악 기 | 백 악 기 후 세         |                              |        |  |  |        |        |             |  |          |  |  |  |  |
|  | 88                    | 백 악 기 | 백 악 기 후 세         |                              |        |  |  |        |        |             |  |          |  |  |  |  |
|  |                       | 백 악 기 | 백 악 기 후 세         |                              |        |  |  |        |        |             |  |          |  |  |  |  |
|  | 89                    | 백 악 기 | 백 악 기 후 세         |                              |        |  |  |        |        |             |  |          |  |  |  |  |
|  | 투랜절 Turonian       | 백 악 기 | 백 악 기 후 세         |                              |        |  |  |        |        |             |  |          |  |  |  |  |
|  | 90                    | 백 악 기 | 백 악 기 후 세         |                              |        |  |  |        |        |             |  |          |  |  |  |  |
|  |                       | 백 악 기 | 백 악 기 후 세         |                              |        |  |  |        |        |             |  |          |  |  |  |  |
|  | 91                    | 백 악 기 | 백 악 기 후 세         |                              |        |  |  |        |        |             |  |          |  |  |  |  |
|  |                       | 백 악 기 | 백 악 기 후 세         |                              |        |  |  |        |        |             |  |          |  |  |  |  |
|  | 92                    | 백 악 기 | 백 악 기 후 세         |                              |        |  |  |        |        |             |  |          |  |  |  |  |
|  |                       | 백 악 기 | 백 악 기 후 세         |                              |        |  |  |        |        |             |  |          |  |  |  |  |
|  | 93                    | 백 악 기 | 백 악 기 후 세         |                              |        |  |  |        |        |             |  |          |  |  |  |  |
|  |                       | 백 악 기 | 백 악 기 후 세         |                              |        |  |  |        |        |             |  |          |  |  |  |  |
|  | 94                    | 백 악 기 | 백 악 기 후 세         |                              |        |  |  |        |        |             |  |          |  |  |  |  |
|  | 세노마눔절 Cenomanian | 백 악 기 | 백 악 기 후 세         |                              |        |  |  |        |        |             |  |          |  |  |  |  |
|  | 95                    | 백 악 기 | 백 악 기 후 세         |                              |        |  |  |        |        |             |  |          |  |  |  |  |
|  |                       | 백 악 기 | 백 악 기 후 세         |                              |        |  |  |        |        |             |  |          |  |  |  |  |
|  | 96                    | 백 악 기 | 백 악 기 후 세         |                              |        |  |  |        |        |             |  |          |  |  |  |  |
|  | 구산동 응회암         | 백 악 기 | 백 악 기 후 세         |                              |        |  |  |        |        |             |  |          |  |  |  |  |
|  | 97                    | 백 악 기 | 백 악 기 후 세         |                              |        |  |  |        |        |             |  |          |  |  |  |  |
|  |                       | 백 악 기 | 백 악 기 후 세         |                              |        |  |  | 함안층 |        |             |  |          |  |  |  |  |
|  | 98                    | 백 악 기 | 백 악 기 후 세         |                              |        |  |  |        |        |             |  |          |  |  |  |  |
|  |                       | 백 악 기 | 백 악 기 후 세         |                              |        |  |  |        |        |             |  |          |  |  |  |  |
|  | 99                    | 백 악 기 | 백 악 기 후 세         |                              |        |  |  |        |        |             |  |          |  |  |  |  |
|  |                       | 백 악 기 | 백 악 기 후 세         |                              |        |  |  |        |        |             |  |          |  |  |  |  |
|  | 100                   | 백 악 기 |                        |                              |        |  |  |        |        |             |  |          |  |  |  |  |
|  | 백 악 기 전 세        | 백 악 기 | 알비절 Albian          |                              |        |  |  |        |        |             |  |          |  |  |  |  |
|  | 백 악 기 전 세        | 백 악 기 | 알비절 Albian          | 101                          |        |  |  |        |        |             |  |          |  |  |  |  |
|  | 백 악 기 전 세        | 백 악 기 | 알비절 Albian          |                              |        |  |  |        |        |             |  |          |  |  |  |  |
|  | 백 악 기 전 세        | 백 악 기 | 알비절 Albian          | 102                          |        |  |  |        |        |             |  |          |  |  |  |  |
|  | 백 악 기 전 세        | 백 악 기 | 알비절 Albian          |                              |        |  |  |        |        |             |  |          |  |  |  |  |
|  | 백 악 기 전 세        | 백 악 기 | 알비절 Albian          | 103                          |        |  |  |        |        |             |  |          |  |  |  |  |
|  | 백 악 기 전 세        | 백 악 기 | 알비절 Albian          |                              |        |  |  |        |        |             |  |          |  |  |  |  |
|  | 백 악 기 전 세        | 백 악 기 | 알비절 Albian          | 104                          |        |  |  |        |        |             |  |          |  |  |  |  |
|  | 백 악 기 전 세        | 백 악 기 | 알비절 Albian          |                              |        |  |  |        |        |             |  |          |  |  |  |  |
|  | 백 악 기 전 세        | 백 악 기 | 알비절 Albian          | 105                          |        |  |  |        |        |             |  |          |  |  |  |  |
|  | 백 악 기 전 세        | 백 악 기 | 알비절 Albian          |                              |        |  |  |        |        |             |  |          |  |  |  |  |
|  | 백 악 기 전 세        | 백 악 기 | 알비절 Albian          | 106                          |        |  |  |        |        |             |  |          |  |  |  |  |
|  | 백 악 기 전 세        | 백 악 기 | 알비절 Albian          |                              |        |  |  | 진주층 |        | 신라 역암층 |  |          |  |  |  |  |
|  | 백 악 기 전 세        | 백 악 기 | 알비절 Albian          | 107                          |        |  |  | 진주층 |        | 신라 역암층 |  |          |  |  |  |  |
|  | 백 악 기 전 세        | 백 악 기 | 알비절 Albian          |                              |        |  |  | 진주층 | 칠곡층 | 신라 역암층 |  | 울련산층 |  |  |  |  |
|  | 백 악 기 전 세        | 백 악 기 | 알비절 Albian          | 108                          |        |  |  | 진주층 | 칠곡층 | 신라 역암층 |  | 울련산층 |  |  |  |  |
|  | 백 악 기 전 세        | 백 악 기 | 알비절 Albian          |                              |        |  |  | 진주층 | 칠곡층 | 신라 역암층 |  | 울련산층 |  |  |  |  |
|  | 백 악 기 전 세        | 백 악 기 | 알비절 Albian          | 109                          |        |  |  | 진주층 | 칠곡층 | 신라 역암층 |  | 울련산층 |  |  |  |  |
|  | 백 악 기 전 세        | 백 악 기 | 알비절 Albian          | 하산동층                     |        |  |  | 진주층 | 칠곡층 | 신라 역암층 |  | 울련산층 |  |  |  |  |
|  | 백 악 기 전 세        | 백 악 기 | 알비절 Albian          | 110                          |        |  |  | 진주층 | 칠곡층 | 신라 역암층 |  | 울련산층 |  |  |  |  |
|  | 백 악 기 전 세        | 백 악 기 | 알비절 Albian          |                              |        |  |  | 진주층 |        | 신라 역암층 |  | 울련산층 |  |  |  |  |
|  | 백 악 기 전 세        | 백 악 기 | 알비절 Albian          | 111                          |        |  |  | 진주층 |        | 신라 역암층 |  | 울련산층 |  |  |  |  |
|  | 백 악 기 전 세        | 백 악 기 | 알비절 Albian          |                              |        |  |  | 진주층 |        |             |  | 울련산층 |  |  |  |  |
|  | 백 악 기 전 세        | 백 악 기 | 알비절 Albian          | 112                          |        |  |  | 진주층 |        |             |  | 울련산층 |  |  |  |  |
|  | 백 악 기 전 세        | 백 악 기 | 압트절 Aptian          |                              |        |  |  | 진주층 |        |             |  | 울련산층 |  |  |  |  |
|  | 백 악 기 전 세        | 백 악 기 | 113                    |                              |        |  |  | 진주층 |        |             |  | 울련산층 |  |  |  |  |
|  | 백 악 기 전 세        | 백 악 기 |                        |                              |        |  |  |        |        |             |  |          |  |  |  |  |
|  | 백 악 기 전 세        | 백 악 기 | 114                    |                              |        |  |  |        |        |             |  |          |  |  |  |  |
|  | 백 악 기 전 세        | 백 악 기 |                        |                              |        |  |  |        |        |             |  |          |  |  |  |  |
|  | 백 악 기 전 세        | 백 악 기 | 115                    |                              |        |  |  |        |        |             |  |          |  |  |  |  |
|  | 백 악 기 전 세        | 백 악 기 |                        |                              |        |  |  |        |        |             |  |          |  |  |  |  |
|  | 백 악 기 전 세        | 백 악 기 | 116                    |                              |        |  |  |        |        |             |  |          |  |  |  |  |
|  | 백 악 기 전 세        | 백 악 기 |                        |                              |        |  |  |        |        |             |  |          |  |  |  |  |
|  | 백 악 기 전 세        | 백 악 기 | 117                    |                              |        |  |  |        |        |             |  |          |  |  |  |  |
|  | 백 악 기 전 세        | 백 악 기 |                        |                              |        |  |  |        |        |             |  |          |  |  |  |  |
|  | 백 악 기 전 세        | 백 악 기 | 118                    |                              |        |  |  |        |        |             |  |          |  |  |  |  |
|  | 백 악 기 전 세        | 백 악 기 |                        | 경정동층                     | 낙동층 |  |  |        |        |             |  |          |  |  |  |  |
|  | 백 악 기 전 세        | 백 악 기 | 119                    | 경정동층                     | 낙동층 |  |  |        |        |             |  |          |  |  |  |  |
|  | 백 악 기 전 세        | 백 악 기 |                        | 경정동층                     | 낙동층 |  |  |        |        |             |  |          |  |  |  |  |
|  | 백 악 기 전 세        | 백 악 기 | 120                    | 경정동층                     | 낙동층 |  |  |        |        |             |  |          |  |  |  |  |
|  | 백 악 기 전 세        | 백 악 기 |                        | 경정동층                     | 낙동층 |  |  |        |        |             |  |          |  |  |  |  |
|  | 백 악 기 전 세        | 백 악 기 | 121                    | 경정동층                     | 낙동층 |  |  |        |        |             |  |          |  |  |  |  |
|  | 백 악 기 전 세        | 백 악 기 |                        | 경정동층                     | 낙동층 |  |  |        |        |             |  |          |  |  |  |  |
|  | 백 악 기 전 세        | 백 악 기 | 122                    | 경정동층                     | 낙동층 |  |  |        |        |             |  |          |  |  |  |  |
|  | 백 악 기 전 세        | 백 악 기 |                        | 경정동층                     | 낙동층 |  |  |        |        |             |  |          |  |  |  |  |
|  | 백 악 기 전 세        | 백 악 기 | 123                    | 경정동층                     | 낙동층 |  |  |        |        |             |  |          |  |  |  |  |
|  | 백 악 기 전 세        | 백 악 기 |                        | 경정동층                     | 낙동층 |  |  |        |        |             |  |          |  |  |  |  |
|  | 백 악 기 전 세        | 백 악 기 | 124                    | 경정동층                     | 낙동층 |  |  |        |        |             |  |          |  |  |  |  |
|  | 백 악 기 전 세        | 백 악 기 |                        | 경정동층                     | 낙동층 |  |  |        |        |             |  |          |  |  |  |  |
|  | 백 악 기 전 세        | 백 악 기 | 125                    | 경정동층                     | 낙동층 |  |  |        |        |             |  |          |  |  |  |  |
|  | 백 악 기 전 세        | 백 악 기 | 바렘절 Barremian       | 경정동층                     | 낙동층 |  |  |        |        |             |  |          |  |  |  |  |
|  | 백 악 기 전 세        | 백 악 기 | 126                    | 경정동층                     | 낙동층 |  |  |        |        |             |  |          |  |  |  |  |
|  | 백 악 기 전 세        | 백 악 기 |                        | 경정동층                     | 낙동층 |  |  |        |        |             |  |          |  |  |  |  |
|  | 백 악 기 전 세        | 백 악 기 | 127                    | 경정동층                     | 낙동층 |  |  |        |        |             |  |          |  |  |  |  |
|  | 백 악 기 전 세        | 백 악 기 |                        | 경정동층                     | 낙동층 |  |  |        |        |             |  |          |  |  |  |  |
|  | 백 악 기 전 세        | 백 악 기 | 128                    | 경정동층                     | 낙동층 |  |  |        |        |             |  |          |  |  |  |  |
|  | 백 악 기 전 세        | 백 악 기 |                        | 경정동층                     |        |  |  |        |        |             |  |          |  |  |  |  |
|  | 백 악 기 전 세        | 백 악 기 | 129                    | 경정동층                     |        |  |  |        |        |             |  |          |  |  |  |  |
|  | 백 악 기 전 세        | 백 악 기 | 묘곡층                 | 경정동층                     |        |  |  |        |        |             |  |          |  |  |  |  |
|  | 백 악 기 전 세        | 백 악 기 | 130                    | 경정동층                     |        |  |  |        |        |             |  |          |  |  |  |  |
|  | 백 악 기 전 세        | 백 악 기 | 오트리브절 Hauterivian | 경정동층                     |        |  |  |        |        |             |  |          |  |  |  |  |
|  | 백 악 기 전 세        | 백 악 기 | 131                    | 경정동층                     |        |  |  |        |        |             |  |          |  |  |  |  |
|  | 백 악 기 전 세        | 백 악 기 |                        | 경정동층                     |        |  |  |        |        |             |  |          |  |  |  |  |
|  | 백 악 기 전 세        | 백 악 기 | 132                    | 경정동층                     |        |  |  |        |        |             |  |          |  |  |  |  |
|  | 백 악 기 전 세        | 백 악 기 |                        | 경정동층                     |        |  |  |        |        |             |  |          |  |  |  |  |
|  | 백 악 기 전 세        | 백 악 기 | 133                    | 경정동층                     |        |  |  |        |        |             |  |          |  |  |  |  |
|  | 백 악 기 전 세        | 백 악 기 |                        | 경정동층                     |        |  |  |        |        |             |  |          |  |  |  |  |
|  | 백 악 기 전 세        | 백 악 기 | 134                    | 경정동층                     |        |  |  |        |        |             |  |          |  |  |  |  |
|  | 백 악 기 전 세        | 백 악 기 |                        | 경정동층                     |        |  |  |        |        |             |  |          |  |  |  |  |
|  | 백 악 기 전 세        | 백 악 기 | 135                    | 경정동층                     |        |  |  |        |        |             |  |          |  |  |  |  |
|  | 백 악 기 전 세        | 백 악 기 |                        | 경정동층                     |        |  |  |        |        |             |  |          |  |  |  |  |
|  | 백 악 기 전 세        | 백 악 기 | 136                    | 경정동층                     |        |  |  |        |        |             |  |          |  |  |  |  |
|  | 백 악 기 전 세        | 백 악 기 |                        | 경정동층                     |        |  |  |        |        |             |  |          |  |  |  |  |
|  | 백 악 기 전 세        | 백 악 기 | 137                    | 경정동층                     |        |  |  |        |        |             |  |          |  |  |  |  |
|  | 백 악 기 전 세        | 백 악 기 | 발랑쟁절 Valanginian   | 경정동층                     |        |  |  |        |        |             |  |          |  |  |  |  |
|  | 백 악 기 전 세        | 백 악 기 | 138                    | 경정동층                     |        |  |  |        |        |             |  |          |  |  |  |  |
|  | 백 악 기 전 세        | 백 악 기 |                        |                              |        |  |  |        |        |             |  |          |  |  |  |  |
|  | 백 악 기 전 세        | 백 악 기 | 139                    |                              |        |  |  |        |        |             |  |          |  |  |  |  |
|  | 백 악 기 전 세        | 백 악 기 |                        |                              |        |  |  |        |        |             |  |          |  |  |  |  |
|  | 백 악 기 전 세        | 백 악 기 | 140                    |                              |        |  |  |        |        |             |  |          |  |  |  |  |
|  | 백 악 기 전 세        | 백 악 기 |                        |                              |        |  |  |        |        |             |  |          |  |  |  |  |

## 지체 구조 경계
경상 분지는 육지 부분만 보자면 영남 지괴에 둘러싸여 있다. 북부는 울진군 평해읍, 영양군 수비면, 청량산 일대, 안동시 임하호와 풍산면 경북도청, 예천군 풍양면을 잇는 선이 경계이며, 서부는 상주시 낙동면, 구미시, 성주군 동부, 고령군, 합천군, 진주시 서부를 잇는 선을 경계로 한다.

## 화석

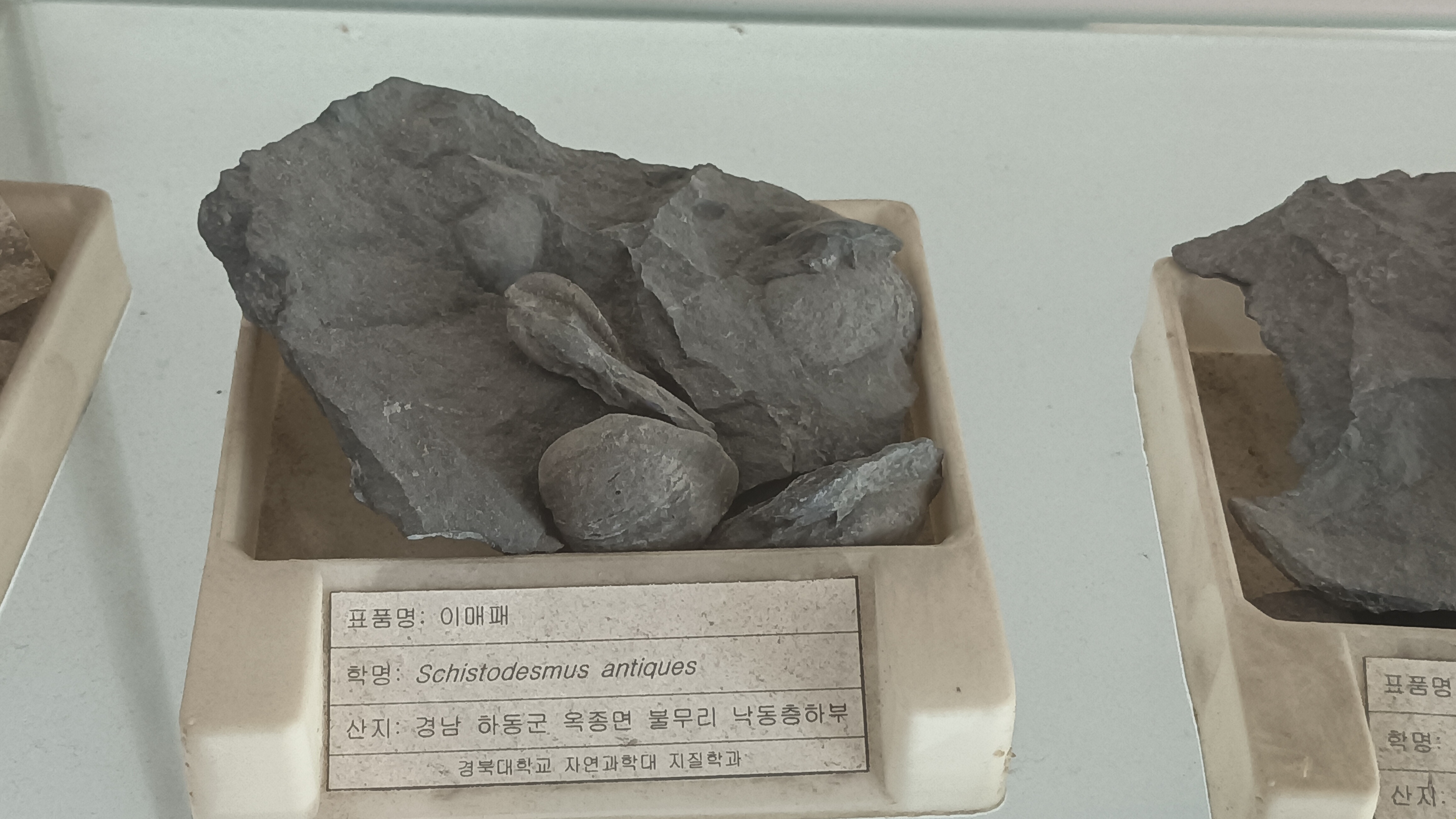
낙동층 하부에서 산출된 이매패류 화석 Schistodesmus antiqus

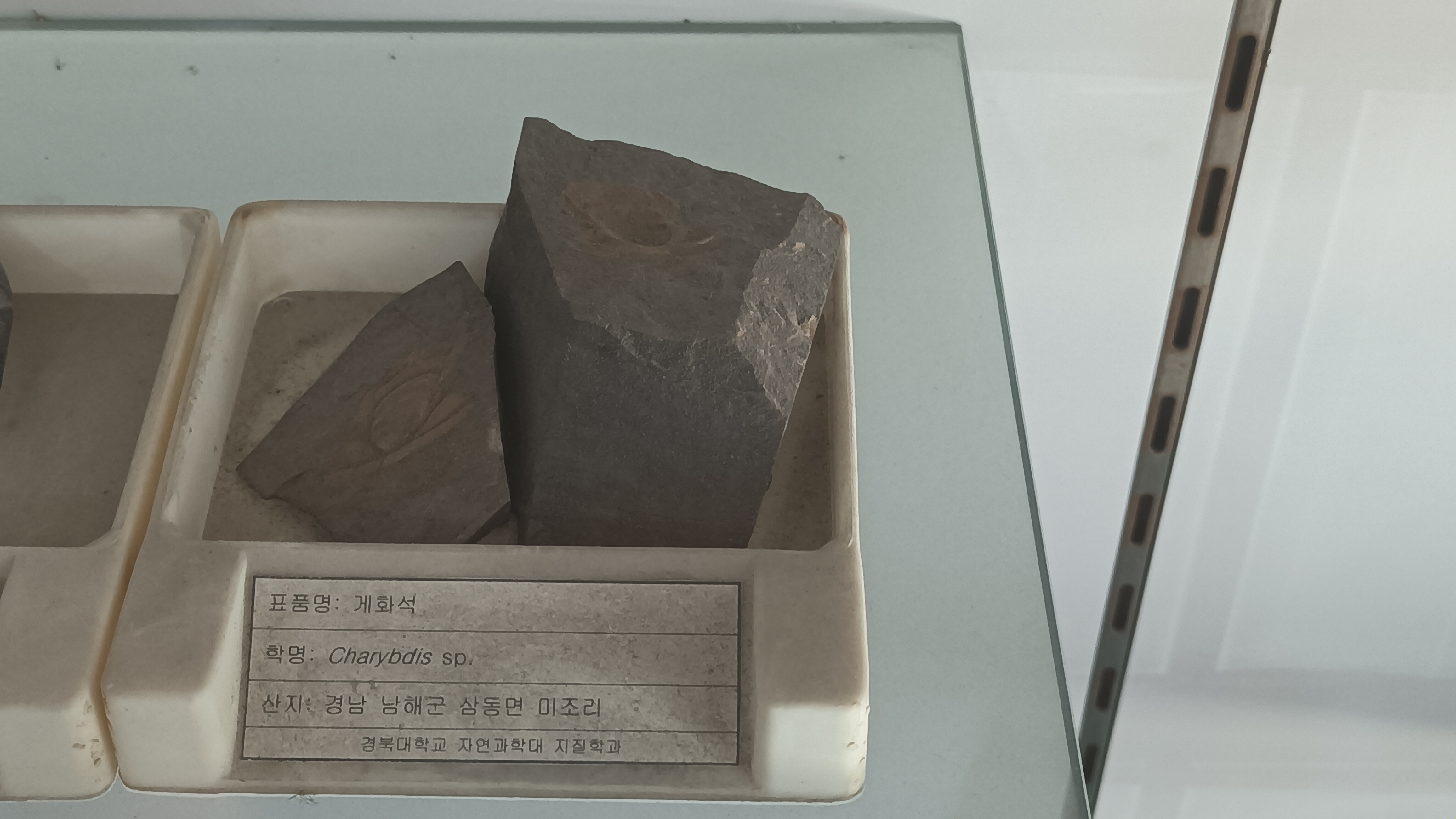
남해군 미조면 미조리에서 산출된 게화석

한국의 영남 지방 및 경상도 지역의 대부분을 차지하는 경상 분지에서는 해성층의 결여로 암모나이트 같은 세계적인 표준 화석이 산출되지 않아 시대 결정에 어려움이 많지만, 경상 누층군 상에 무수히 분포하는 공룡 발자국 화석 외에 이매패류(二枚貝類), 복족류(腹足類), 파충류의 이빨, 어류와 곤충, 식물 화석 등 다양한 종류의 화석이 산출된다. 화석은 대부분이 경상남도 남해안 일대 및 경상북도 군위군 효령면을 중심으로 하는 경상도 중부지방에서 많이 산출된다. 담수 생물의 화석과 공룡 화석의 산출은 경상 분지가 육성층 또는 호성층(湖成層)임을 지시한다.

### 화석 산지
중생대의 화석 산지는 다음과 같다.
- 경상남도 하동군 금남면 수문마을 해안 노두 : 이 곳은 1936년 국내에서는 최초로 중생대 연체동물 화석인 코다이라의 유삼각조개 Trigonioides kodairai가 발견된 모식(模式) 산지이다. 이 외에도 낙동 습주조개 Plicatounio naktongensis, 복족류인 Viviparus sp. 도 발견된다. 1972년 국내에서는 최초로 공룡 알 껍데기가 발견된 장소이다.
- 경상남도 하동군 진교면 양포리 해안 노두 : 이 곳은 1936년 국내에서는 최초로 중생대 연체동물 화석인 낙동의 습주조개 Plicatounio naktongensis 가 발견된 모식 산지이다. 이 외에도 코다이라의 유삼각조개 Trigonioides kodairai, 복족류 Brotiopsis wakinoensis가 10여 개 층준(層準)에 층상으로 보존되어 발견된다.
- 전라남도 광양시 골약면 황금동 염포 해안 노두 : 윤선의 습주조개 Plicatounio yooni의 모식 산지이다. 이 외에도 Pseudohyria matsumotoi, 복족류 Brotiopsis wakinoensis가 산출되며 인접한 노두에서는 미세 연체동물(micromollusca)도 발견된다.
- 경상남도 진주시 나동면 유수리 하상 노두 : 오재호의 유삼각조개 Trigonioides jaehoi의 모식 산지이며, 낙동의 습주조개 Plicatounio naktongensis, 공룡 이빨, 발톱, 골격, 거북의 배갑, 경린(硬鱗) 어류의 비늘 등의 화석이 발견되는 곳이다. 천연기념물 제390호로 지정되었다.
- 경상북도 군위군 우보면 달산리 하천 바닥의 노두 : 어류와 곤충 화석이 발견되었다.
- 대구광역시 달성군 하빈면 동곡리 국도변 노두 : 어류, 곤충, 식물 화석이 발견된다.
- 경상남도 사천시 서포면 구랑리 해변 노두 : 어류와 Trigonioides kodairai, Plicatounio naktongensis, Brotiopsis wakinoensis 등의 화석과 공룡 이빨 그리고 막대 모양의 스트로마톨라이트 화석이 발견되었다.
- 경상남도 사천시 축동면 반룡리 가화천변 노두 : 어류 화석 외에 잠자리를 비롯한 다양한 곤충 화석과 Plicatounio naktongensis, 막대 모양 스트로마톨라이트 등의 화석이 발견된다.
- 경상북도 봉화군 재산면 묘곡의 화석 산지 : 이 곳의 계곡 하천 바닥 노두에서 정창희의 한국조개 Koreanaia cheongi와 이하영의 낙동조개 Nagdongia leei가 발견된 모식 산지이다.

### 공룡 발자국 화석
아래 표는 경상 누층군 상에서 산출되는 공룡 관련 화석의 목록이다. 자세한 내용은 각 문서를 참조할 것.
| 이름                                 | 위치                            | 지층                         |
| ------------------------------------ | ------------------------------- | ---------------------------- |
| 고성 덕명리 공룡과 새발자국 화석산지 | 고성군 하이면 덕명리            | 하양층군 진동층 (삼천포도폭) |
| 남해 가인리 화석산지                 | 남해군 창선면 가인리            | 하양층군 함안층 (삼천포도폭) |
| 사천 아두섬 공룡화석 산지            | 사천시 신수동, 아두섬           | 하양층군 함안층 (삼천포도폭) |
| 울주 대곡리 공룡발자국 화석          | 울산광역시 울주군 언양읍 대곡리 | 하양층군 대구층 (언양도폭)   |
| 유곡동공룡발자국화석                 | 울산광역시 중구 유곡동          | 하양층군 울산층 (울산도폭)   |
| 천전리공룡발자국화석                 | 울산광역시 울주군 두동면 천전리 | 하양층군 대구층 (언양도폭)   |
| 고산동 욱수천 공룡발자국화석         | 대구광역시 수성구 욱수동        | 하양층군 반야월층            |
| 고산골공룡공원                       | 대구광역시 남구 봉덕동          | 하양층군 반야월층            |
| 창원 고현리 공룡발자국 화석          | 창원시                          | 진동층                       |
| 창원 호계리 공룡발자국 화석          | 창원시                          | 진동층                       |

### 이매패류
경상 누층군은 육성층 또는 호성층이기 때문에, 경상 누층군에서 산출되는 이매패 화석은 담수조개에 한정된다. 경북 봉화군과 의성군, 전남 광양시, 경남 하동군 등에서 중생대 이매패류 화석이 발견되었다.
묘곡층
- Trigonioides (Koreanaia) cheongi Yang, 1976, 봉화군 재산면 묘곡의 계곡
- Cuneopsis kihongi Yang, 1984, 봉화군 재산면 갈산 북서 계곡
- Nagdongia leei Yang, 1976, 봉화군 재산면 묘곡의 계곡

낙동층
- Trigonioides (Koreanaia) bongkyuni Yang, 1979, 고령군 쌍림면 월막동
- Nippononaia ryosekiana (Suzuki), 1941, 의성군 장천면 명곡지 계곡
- Nagdongia soni Yang, 1975, 칠곡군 왜관읍 금무산 남측 계곡
- Pseudohyria matsumotoi Yang, 1979, 고령군 쌍림면 월막동 계곡
- Schistodesmus antiqus Suzuki, 1943, 하동군 옥종면 불무리

하산동층
- Trigonioides jaehoi Yang, 1983, 경남 진양군 유수리 하상
- Trigonioides kodairai Kobayashi and Suzuki, 1936
- Trigonioides (Wakinoa) tamurai Yang, 1976
- Trigonioides (Wakinoa) sp. cf. T.(W.) tamurai Yang, 1976, 군위군 효령면 불로동
- Trigonioides (Wakinoa) wakinoensis (Ota), 1963, 군위군 효령면 불로동
- Trigonioides (s. s.) kodairai Kobayashi et Suzuki, 1936, 하동군 금남면 수문동 해안
- Plicatounio naktongensis Kobayashi and Suzuki, 1936, 하동군 진교면 양포리 노두, 진주시 나동면 유수리 하상 노두, 군위군 효령면 배태
- Plicatounio okjuni Yang, 1989, 군위군 효령면 불로동
- Plicatounio yooni Yang, 1989, 광양시 골약면 황금리 임포 해안
- Nagdongia soni, 솔치고개 도로변[91]

건천리층
- Trigonioides (s. s.) paucisulcatus Suzuki, 1940, 경주시 건천리 동편 계곡 산지

### 복족류
경상도에서 산출되는 담수성 복족류 화석은 군위, 의성, 하동, 영천 등지에서 산출된다. 경상 분지에서 산출되는 복족류 화석은 Brotiopsis, Viviparus, Siragimelania의 3가지가 잘 알려져 있다. 하산동층에서 알려진 Brotiopsis 종으로는 B. wakinoensis (Kobayashi and Suzuki, 1936), B. wakinownsis (Kobayashi and Suzuki, 1936) 등이 있다. Viviparus는 경상 누층군의 여러 지층에서 가장 흔하게 산출되는 종류이다. 묘곡층에서는 V. cf. onogoensis가 알려졌으며 연화동층과 하산동층에서는 V. keisyoensis가 자주 발견된다. Siragimelania은 송내동층과 건천리층에서 많이 산출된다. 특히 경북 영천 북안면 백안동 산지가 잘 알려져 있다.
- Thiara (Siragimelania) tateiwai Suzuki, 1940, 백악기 송내동층, 영천시 금호읍 가야 및 괴연동, 영천시 북안면 백안동)
- Thiara (Siragimelania) acuticostata Suzuki, 1940, 송내동층 상부, 영천시 북안면 신리동
- Brotiopsis wakinoensis Kobayashi & Suzuki, 1936, 하산동층, 하동군 진교면 양포리 해안
- Brotiopsis kobayashii Suzuki, 1936, 하산동층, 진주시 나동면 독산리 언덕
- Viviparus sp. cf. V. onogoensis Kobayashi & Suzuki, 1937, 봉화군 재산면 묘곡의 계곡

### 곤충 화석
중생대 백악기의 동명층(진주층)에서는 잠자리류, 사마귀류, 바퀴류, 꽃등애류, 벌류, 모기류, 수서 곤충류, 귀뚜라미류, 딱정벌레류, 노린재류, 메뚜기류, 매미류, 집게벌레류 등의 곤충 화석이 발견된다.

### 어류
신동층군 동명층(진주층)에서는 어류 화석이 발견되었으며 그 목록은 다음과 같다. 해성층이 아니라 육성층이기 때문에 담수성 생물의 화석만 있다.
- Lepidotes sp. 사천시 곤양면 구랑리 해변
- Wakinoichthys sp. 고령군 성산면 기산리 도로공사장
- Albuloidei 아목(亞目)의 어류, 군위군 우보면 나호리 계곡
- Albuliformes, 여울멸목의 어류
- Elopiformes, 당멸치목의 어류, 군위군 우보면 달산리 하상 노두, 진주시 호탄동 상평교 남단 택지 조성지
- Wakinoichthys sp. 대구광역시 달성군 하빈면 동곡리 도로변

### 식물
경상 누층군에서 발견된 중생대 식물 화석은 다음과 같다.
- Onychiopsis elongata (Geyler) Yokohama, 중생대 고사리, 연화동층, 구미시 인동 학류지 서편 노두, 군위군 효령 사이 국도변 언덕
- Sphenopteris sp. 중생대 고사리, 연화동층, 칠곡군 가산 나들목 남서 사면
- Araucaria sp. 중생대 고사리, 연화동층, 칠곡군 왜관읍 금무봉 북측 사면, 군위군 장군동-효령 사이 국도변 언덕
- Cladophlebis sp. 중생대 고사리, 연화동층, 칠곡군 왜관읍 금무봉 북측 사면, 군위군 가산 나들목 남서 노두
- Ginkgoites sp. 은행잎, 구미시 인동 학류지 서편 노두

### 연체동물
경상 누층군에서는 다음과 같은 연체동물 화석이 발견되었다. 이들 화석에 의하면 경상 누층군의 지질시대는 백악기 전기의 Aptian-Albian에 해당하는 것으로 보인다.
- Nagdongia soni
- Trigonioides(s.s.) kodadrai, T. (s.s.) jaehoi
- T. (s.s.) paucisulcatus
- T. (Koreanaia) bongkyuni
- T. (Wakinoa) wakinoensis
- T. (W.) tamurai
- Nipponoaia ryosekiana
- Pseudohyria matsamotoi
- Plicatounio naktongensis
- P. okjuni
- P. yooni
- Schistodesmus antiqus
- Brotiopsis wakinoensis
- B. kobayashii
- Thiara (Siragimelania) tateiwai
- T. (S.) accuticostata
- Micromelania Katoensis

## 단층

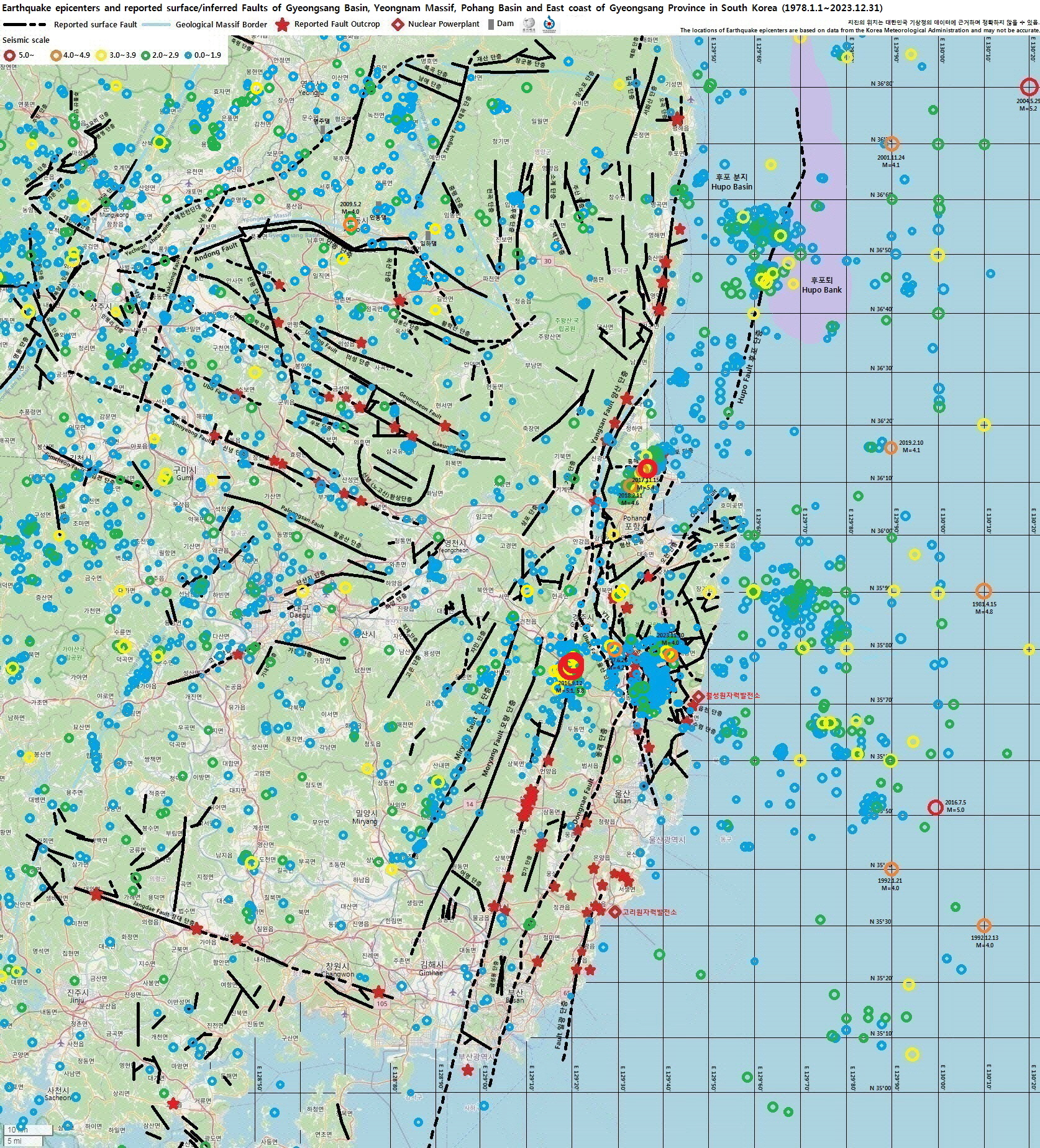
경상 분지 지역의 지진(1978-2023)과 단층 분포도

한반도 경상 분지 내에는 양산 단층, 가음 단층, 안동 단층 등 다수의 단층이 분포하고 있으며, 이들은 불국사 조산운동으로 생성되었다고 여겨진다.
...하지만 분지 경계 인접부에서 분지 충전물의 주향 및 분지 경계의 방향과 유사한 방향으로 발달하는 다수의 정단층들은 분지의 확장과 밀접한 관련이 있음을 의미하며, 진주지괴 일원에서 인지되는 서북서 내지 북서 방향의 퇴적동시성 구조들도 이러한 단층들과 성격을 같이 한다. 이러한 특징은 분지 경계가 부정합일지라도 분지의 확장을 주도한 정단층 또는 주향이동단층이 분지 내부에서 활발하였으며, 대규모의 숨겨진 단층(Burial fault)이 분지 내부에 존재할 가능성을 제시한다.— 진주, 대구, 의성지괴를 중심으로 한 백악기 경상분지의 지구조 진화사 연구 (2018), 39페이지

송윤구 등(2019)은 경상 분지 내 주요 단층의 칼륨-아르곤 연대 측정 결과 경상 분지 주요 단층에서는 전기 신생대인 약 50 Ma, 30 Ma 이후, 20 Ma 이후 시기 등 최소 3차례의 단층활동이 있었던 것으로 해석되었다. 양산 단층은 공간적으로 단층 북단에서 단층활동 연대가 젊게 나타나는 경향을 보이고 있다. 오천 단층 및 그 연계 단층, 그리고 경주 지점 단층에서는 30 Ma 이후 및 20 Ma 이후 시기의 단층 활동이 집중되어 나타나고 있다.
대규모 단층/활성 단층

### 양산 단층대
양산 단층은 경상 분지 남동쪽에 존재하는 최대의 단층이며, 연장이 200 km에 달한다. 주변의 모량 단층, 동래 단층, 일광 단층과 함께 양산 단층대를 형성하고 있다.

### 가음 단층대
경상북도 의성군 일대에는 가음 단층을 위시한 소규모의 자잘한 단층들이 분포하며 이를 통틀어 가음 단층대 또는 가음 단층계라 한다. 동-서 방향의 횡압력에 의해 형성된 서북서 방향의 가음 단층은 북동-남서 방향의 횡압력에 의해 형성된 북북동 방향의 양산 단층에 의해 절단되는데 이로부터 가음 단층이 먼저 생겨났음을 알 수 있다. 백악기에서 신생대로 넘어갈 즈음에 동-서 방향의 횡압력으로 가음 단층이 먼저 생성되고 그 후 북동-남서 방향의 횡압력에 의해 양산 단층이 형성되었으며 이 지구조 운동은 최소한 제3기 말까지 지속되었다.

### 팔공산 단층
팔공산 단층(Palgongsan Fault, 八公山 斷層)은 의성 소분지와 밀양 소분지의 경계로 추정되며 그 단층면은 팔공산 화강암의 관입으로 인해 직접 관찰할 수 없으나 신동층군과 그 밑의 기반암을 절단하였음이 금호산 화산암체와 이에 평행한 화강암 노두의 선상 배열에 잘 드러나 있다. 팔공산 단층을 경계로 일어나는 변화의 예시로 암회색을 주로 하는 반야월층에 자색층과 녹회색층이 차츰 협재되어 북쪽의 춘산층으로 점이되는 것, 채약산 화산암층과 건천리층이 남쪽에만 분포하는 것, 신라 역암층이 팔공산 이북에는 존재하지 않는 것 등이 있다. 팔공산 단층 이북과 이남 간의 지층이 다른 것은 팔공산 단층이 퇴적 동시성 단층임을 지시하며, 팔공산 단층은 마그마의 관입을 유도한 열극(列隙)면으로 추정된다. 학봉 분암층의 분출도 이 열극을 통해 이루어졌을 가능성이 크며 이 분출과 화강암의 관입은 일련의 사건으로 해석할 수 있다. 단층의 활동은 그것을 경계로 한 지괴들의 상대적인 위치 변화 운동에 불과하다.

### 안동 단층
상주시에서 안동시 길안면을 거쳐 청송군으로 연결되는 동북동-동서-서남서 방향, 연장 70 km 이상의 안동 단층은 주로 선캄브리아기 기반암으로 이루어진 영남 지괴와 경상 분지의 경계 단층이며 단층면은 북쪽으로 기울어 있다. 선캄브리아기 암석이 백악기 암석 위로 스러스트(충상)된 고각의 역단층으로 보고되었다.

### 낙동 단층
낙동 단층(Nakdong Fault, 洛東 斷層)은 경상북도 예천군 지보면에서 김천시 감문면까지 북북동-남남서 방향으로 약 45 km 이상 연장되는 주향 이동성 단층으로 기반암인 선캄브리아기 편마암, 쥐라기 화강암, 신동층군의 낙동층을 절단하고 있으며, 서북서 방향의 가음 단층계에 의해 절단된 선후관계를 보인다. 단층의 이름은 낙동 지질도폭(1976)에서 명명되었다.
- 낙동 지질도폭(1976)에서는 상주시 낙동면 낙동리에서 중동면 신암리를 거쳐 의성군 다인면 덕지리에 이르기까지 국도 제59호선을 따라 발달하는 수직 단층으로 낙동층과 하산동층을 절단하며 단층의 동측이 낙하하였다. 이 단층은 항공 및 위성 사진에서 기다란 선형 구조(lineament)로 관찰된다.
- 선산 지질도폭(1989)에서는 쥐라기 화강암을 절단하여 그 암체 분포에 영향을 주어 구미시 옥성면 덕촌리에서는 선캄브리아기 편마암과의 경계선을 약 1 km 어긋나게 하였다.[100]

### 장대 단층
장대 단층(Jangdae Fault, 長大 斷層)은 한반도 경상 분지내 경상남도 의령군, 함안군에서 창원시를 거쳐 김해시로 이어지는 서북서 방향의 단층으로, 김해시 장유면과 의령군 대의면의 앞 글자를 따 장대 단층으로 명명되고 있다.

### 읍천 단층
기타 소규모 단층

### 고령 단층
고령 단층은 고령군 성산면 사부리에서 대구광역시 달성군 논공읍 위천리까지 광주대구고속도로의 선형과 일치하게 서북서-동남동 주향으로 발달하는 단층으로, 경상 누층군 진주층, 칠곡층, 신라 역암층을 절단 변위시켰다. 이 단층은 낙차가 일정하지 않으나 평균 400~500 m이다. 고령 단층은 달성 단층과 이어지는 것으로 보인다.

### 관련 기사
"활성단층 지도 관련 예산 늘려야" - 주간경향, 2017.12.05일자 활성단층 연구팀의 1단계 조사 계획이 양산 단층, 울산 단층, 가음 단층계. 경상 분지 서/북부 등으로 나와 있다.

## 지역별 지질

### 광역시
- 대구광역시의 지질
- 부산광역시의 지질
- 울산광역시의 지질

### 경북
- 고령군의 지질
- 경산시의 지질
- 문경시의 지질
- 봉화군의 지질
- 상주시의 지질
- 안동시의 지질
- 울진군의 지질
- 영덕군의 지질
- 영양군의 지질
- 영주시의 지질
- 영천시의 지질
- 의성군의 지질
- 청송군의 지질, 청송 유네스코 세계지질공원
- 포항시의 지질

### 경남
- 고성군 (경상남도)의 지질
- 거제시의 지질
- 사천시의 지질
- 의령군의 지질
- 진주시의 지질
- 창원시의 지질
- 통영시의 지질
- 합천군의 지질

## 같이 보기
- 한국의 지질
- 경상 분지의 지진
- 한국의 단층